# サクラ
サクラ（桜、旧字体：櫻、英：Cherry blossom、Japanese cherry、Sakura）は、バラ科サクラ亜科サクラ属 双子葉類であり、離弁花類。（スモモ属とすることもある。「野生種の分類」の項を参照）の落葉広葉樹の総称。またはその花である。一般的に俳句等で春を表現する季語に用いられ桜色と表現される白色や淡紅色から濃紅色の花を咲かせる。
日本を代表する花であり、単にサクラと言えばソメイヨシノを指す場合が多い。

## 概要
サクラはヒマラヤに祖先種の起源があると考えられており、ヒマラヤザクラは2万5000年前の化石が見つかっている。ユーラシア大陸中南部から、シベリア、日本、中国、米国、カナダ など、主に北半球の温帯に広範囲に自生している。
歴史的に日本文化に馴染みの深い植物であり、その変異しやすい特質から特に日本で花見目的に多くの栽培品種が作出されてきた（#日本における栽培品種と品種改良、#日本人とサクラ）。このうち観賞用として最も多く植えられているのがソメイヨシノである。鑑賞用としてカンザンなど日本由来の多くの栽培品種が世界各国に寄贈されて各地に根付いており（日本花の会、キューガーデン、全米桜祭りなど参照）、英語では桜の花のことを「Cherry blossom」と呼ぶのが一般的であるが、日本文化の影響から「Sakura」と呼ばれることも多くなってきている。
サクラの果実はサクランボまたはチェリーと呼ばれ、世界中で広く食用とされる。日本では、塩や梅酢に漬けた花も食用とされる。
サクラ全般の花言葉を「精神の美」「優美な女性」、西洋では「優れた教育」も追加されるとする文献がある。桜では開花のみならず、散って桜吹雪が舞う雅な様を日本人の精神に現した。
国の天然記念物に指定されているサクラは、沖縄県から東北地方（岩手県）まで25都道府県に39件あり、このうち狩宿の下馬ザクラと大島のサクラ株は特別天然記念物に指定されている。

### 語源
「サクラ」の語源については以下の説がある。
- 春に里にやってくる稲（サ）の神が憑依する座（クラ）である。これは天つ神のニニギと木花咲耶姫の婚姻譚による。
- 「咲く」に複数を意味する「ら」を加えたものとされ、元来は花の密生する植物全体を指した。
- 富士の頂から、花の種をまいて花を咲かせたとされる、「コノハナノサクヤビメ（木花之開耶姫）」の「さくや」をとった[7]。

「桜」という漢字は、中国では「桜桃」（サクランボの樹）を意味する。日本で一般に「サクラ」といえば、花が葉に先立って開き、派手で美しい種類（サトザクラ、オオシマザクラ、ヒガンザクラ、ソメイヨシノなど）がまず想起される。サクラの栽培種は里桜とよばれるが、これに対する山桜（ヤマザクラ、オオヤマザクラ）があり、名の通り山野に自生して、花と葉がほぼ同時に開き、花色は白、または、赤みを帯びており、全体として里桜よりも地味なことが特徴である。

## 野生種の分類

### 野生種のサクラとは
現在の生物学では、独立した種（species）と見なされるためには、その種の中の個体に遺伝的多様性があり、個体が互いに交配して子孫を残すことができている一定規模の集団でなければならない。このため野生で自生している特定の種類のサクラがあったとしても、それが即ち独立した野生種とみなされるわけではない。また種間雑種であったり、種の下位分類の変種（variety）や品種（form）であったり、全く異なる分類体系となる野生種から選抜・開発された栽培品種（cultivar）は、独立した種の数に含めない。

### サクラ属（狭義のサクラ属）とスモモ属（広義のサクラ属）
サクラ類をサクラ属（Cerasus、ケラスス）に分類するか、スモモ属（Prunus、プルヌス）に分類するか国や時代で相違があり、現在では両方の分類が使われている。ロシア、中国、1992年以降の日本ではヤマザクラやセイヨウミザクラなどサクラのみ約100種をサクラ属（Cerasus）として分類するのが主流である（狭義のサクラ属）。一方で西欧や北米では各種サクラとスモモ、モモ、ウメ、ウワミズザクラなど約400種を一括してスモモ属（Prunus）として分類するのが主流である（広義のサクラ属）。これは比較的サクラ類の多いロシアや中国ではサクラ類を独立した属として分類していたのに対し、伝統的にサクラ類の少ない西欧と北米ではサクラ類をスモモやモモやウメなどと一括して分類していたためである。日本の科学は西欧や北米の基準に合わせる事が多かったため従来はサクラ類をスモモ属（Prunus）としていたが、1992年の東京大学の大場秀章の論文発表以降は、実態に合ったサクラ属（Cerasus）表記が主流である。

### 西欧と北米式のスモモ属（Prunus）による分類法
スモモ属（Prunus）は約400の野生の種（species）からなるが、主に果実の特徴から5から7の亜属に分類される。サクラ亜属 subg. Cerasus はその一つである。サクラ亜属は節に分かれ、それらは非公式な8群に分かれる
このうちサクラ亜属には100の野生の種（species）がある。
- サクラ節 sect. Cargentiella (sect. Pseudocerasus)
  - ヤマザクラ群 - ヤマザクラ、オオヤマザクラ、カスミザクラ、オオシマザクラ など
  - エドヒガン群 - エドヒガン など
  - マメザクラ群 - マメザクラ など
  - チョウジザクラ群 - チョウジザクラ など
  - カンヒザクラ群 - カンヒザクラ など
  - サトザクラグループ（雑種からなる群）
- ミザクラ節 sect. Cerasus
  - ミザクラ群 - セイヨウミザクラ など
- ミヤマザクラ節 sect. Phyllomahaleb
  - ミヤマザクラ群 - ミヤマザクラ など
- ロボペタルム節 sect. Lobopetalum
  - カラミザクラ群 - カラミザクラ など

サクラ属であり、やはり名前に「サクラ」と付くイヌザクラ、ウワミズザクラなどはウワミズザクラ亜属 subg. Padus（もしくはウワミズザクラ属 Padus）であり、サクラ亜属ではない。
かつてはニワザクラ、ユスラウメなどを含むユスラウメ節 sect. Microcerasus もサクラ亜属とされたが、Krüssmann (1978) によりニワウメ亜属 subg. Lithocerasus に分離された。分子系統からは、ニワウメ亜属はサクラ亜属とは別系統であり、しかもスモモ亜属/モモ亜属 Prunus/Amygdalus alliance 内に分散した多系統という結果が出ている。ただし、サクラ亜属をサクラ節 sect. Cerasus（通常のサクラ亜属）とニワウメ節 sect. Lithocerasus（ニワウメ亜属とウワミズザクラ亜属?）に分ける資料もある。

### 日本に自生する野生種
日本に自生するサクラのうち、現在の生物学上で独立した野生種（species）と認められるのは次の11種、もしくはカンヒザクラを除いた10種である。このうちクマノザクラは2018年に発見された種で、オオシマザクラ以来約100年ぶりに発見されたサクラの基本野生種である。日本人は歴史的にこれらの野生種とその種間雑種からサトザクラ群に代表される少なくとも200品種以上（分類によっては600品種以上、または800品種）の栽培品種などを生み出して花見に利用してきたのである。Cerasus での学名のほかに Prunus に分類にした場合に Cerasus と別の学名がある場合はその一部の主なものを P. の略表記で記載した。
- オオシマザクラ (Cerasus speciosa, P. lannesiana var. speciosa) - 日本固有種
- ヤマザクラ (Cerasus jamasakura) - 日本固有種
- オオヤマザクラ (Cerasus sargentii)
- カスミザクラ (Cerasus laveilleana, P. verecunda)
- エドヒガン (Cerasus spachiana, Cerasus itosakura, P. pendula f.ascendens, P. subhirtella var. ascendens)
- マメザクラ (Cerasus incisa) - 日本固有種
- タカネザクラ (Cerasus nipponica)
- チョウジザクラ (Cerasus apetala) - 日本固有種
- ミヤマザクラ (Cerasus maximowiczii)
- クマノザクラ (Cerasus kumanoensis) - 日本固有種
- カンヒザクラ (Cerasus campanulata) - 人為的に持ち込まれて野生化した疑義あり

## 種間雑種
サクラはそれぞれの野生種の中で交雑を行っているが、種の枠を飛び越えて種間でも交雑することがあり、そこから有用な個体が生まれて栽培品種として見出されて花見に利用されてきた。ここでは日本で見られる代表的な種間雑種の学名と、その種間雑種を日本語で便宜的に一言で表す場合の代表和名を記す。この代表和名はその種間雑種の中で最も認知されているサクラの名前がつけられていることが多い。なお遺伝子研究が未熟であったころからサクラには学名がつけられてきているが、現在の基準からみると、その学名は必ずしも遺伝的に正確であったわけではないため、ひとつの種類のサクラに複数の学名がつけられていることがあり、混同に注意する必要がある。またその存在は確認されているが正式に発表されていない学名と和名も記載する。なお2種間による主な交雑ではなくオオシマザクラを母体として複雑な種間雑種により作出された栽培品種は狭義のサトザクラに分類され、雑種を表す × で表記されず、栽培品種群の Cerasus Sato-zakura Group（Cerasus serrulata、Cerasus lannesiana）で表される。なおここでは Prunus ではなく Cerasus で表記し、さらに略語の C. で表記した。
- Cerasus Sato-zakura Group ＝ サトザクラ（オオシマザクラを中心とした複雑な種間雑種により生まれた栽培品種）
- C. × yedoensis ＝ エドヒガン × オオシマザクラ、代表和名：ソメイヨシノ
- C. × sacra ＝ エドヒガン × ヤマザクラ、代表和名：モチヅキザクラ
- C. × kashioensis ＝ エドヒガン × カスミザクラ、代表和名：カシオザクラ
- C. × nudiflora ＝ エドヒガン × オオヤマザクラ、代表和名：サイシュウザクラ（王桜）（韓国済州島のサクラだが日本に標本があるため掲載。）
- C. × occultans ＝ ヤマザクラ × オオシマザクラ、代表和名：カズサザクラ（存在するが、種間雑種として正式に発表されていない学名および和名）
- ヤマザクラ × カスミザクラ（種間雑種として存在するが、正式に発表されていない）
- ヤマザクラ × オオヤマザクラ（種間雑種として存在するが、正式に発表されていない）
- C. × subhirtella ＝ マメザクラ × エドヒガン、代表和名：コヒガン
- C. × furuseana ＝ マメザクラ × ヤマザクラ、代表和名：ミノブザクラ
- C. × yuyamae ＝ マメザクラ × カスミザクラ、代表和名：フジカスミザクラ
- C. × parvifolia ＝ マメザクラ × オオシマザクラ、代表和名：コバザクラ（フユザクラ）
- C. × miyasakana ＝ マメザクラ × タカネザクラ ＝ ヤツガタケザクラ（存在するが、種間雑種として正式に発表されていない学名および和名）
- C. × chichibuensis ＝ チョウジザクラ × エドヒガン、代表和名：チチブザクラ
- C. × yanashimana ＝ チョウジザクラ × ヤマザクラ ＝ 代表和名：ナルサワザクラ（存在するが、種間雑種として正式に発表されていない学名および和名）
- C. × tschonoskii ＝ チョウジザクラ × カスミザクラ、代表和名：ニッコウザクラ
- C. × mitsuminensis ＝ チョウジザクラ × マメザクラ、代表和名：チョウジマメザクラ
- C. × oneyamensis ＝ チョウジザクラ × オオヤマザクラ、代表和名：オネヤマザクラ
- C. × compta ＝ カスミザクラ × オオヤマザクラ、代表和名：アカツキザクラ
- C. × shikamae ＝ カスミザクラ × ミヤマザクラ、代表和名：ミヤマカスミザクラ
- カスミザクラ × オオシマザクラ（種間雑種として存在するが、正式に発表されていない）
- カスミザクラ × タカネザクラ（種間雑種として存在するが、正式に発表されていない）
- C. × kanzakura ＝ カンヒザクラ × ヤマザクラ、代表和名：カンザクラ
- C. × kanzakura ＝ カンヒザクラ × オオシマザクラ、代表和名：カンザクラ（カワヅザクラなど存在するが、種間雑種として正式に発表されていない学名および和名）
- カンヒザクラ × マメザクラ（種間雑種として存在するが、正式に発表されていない）
- C. × kubotana ＝ タカネザクラ × オオヤマザクラ、代表和名：タカネオオヤマザクラ
- C. × katonis ＝ ミヤマザクラ × オオヤマザクラ、代表和名：シンエイザクラ

## 栽培品種と品種改良

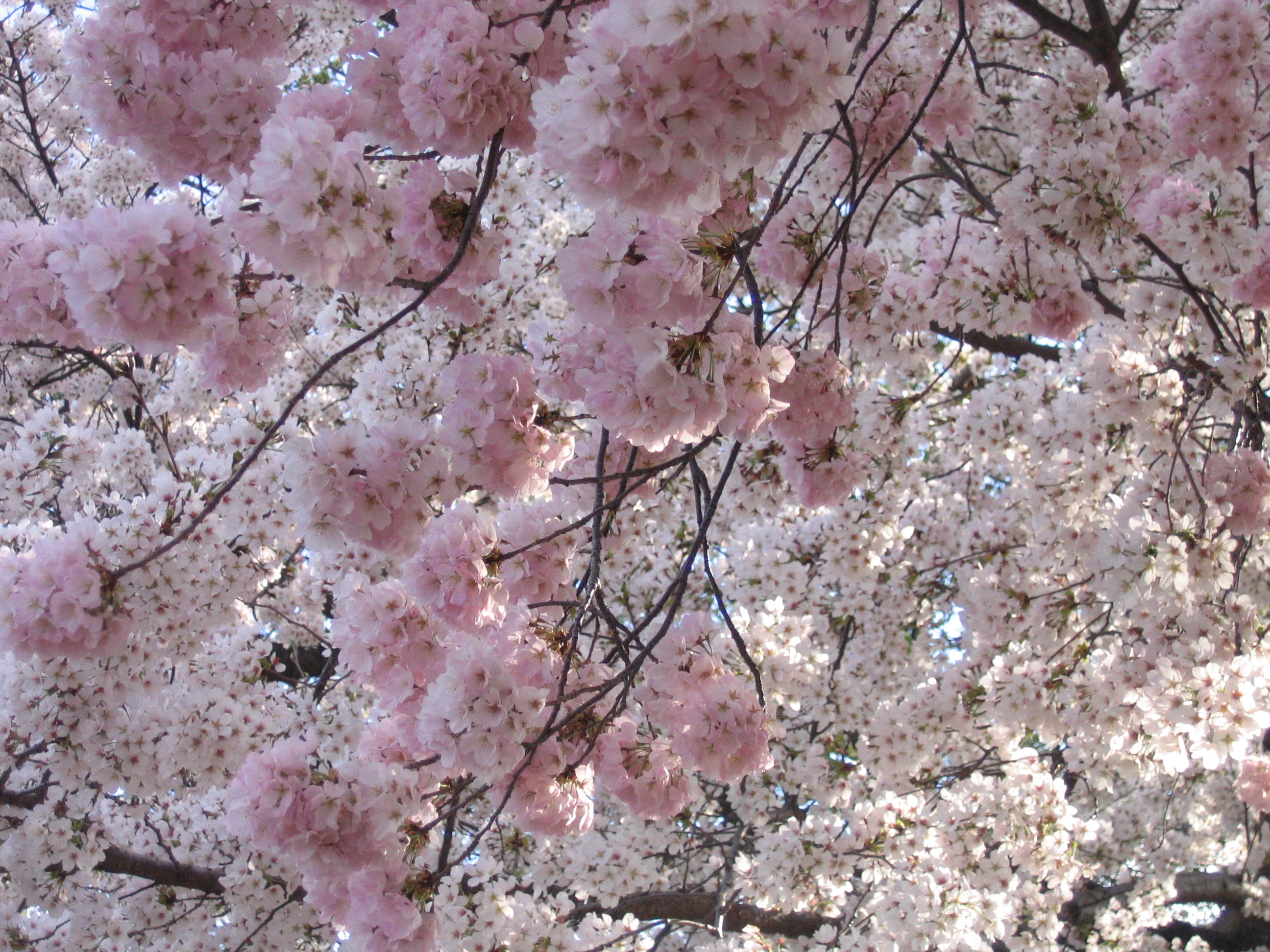
ワシントンD.C.のタイダルベイスンのサクラ。日本から寄贈された栽培品種のサクラを起源とする全米桜祭りが毎年開催されている。

サクラは突然変異が多い植物であり、樹形、花期、花と花弁の付き方・数・形・大きさ・色、実の増減、耐候性、病害虫への強靭性などで新しい特性が発現しやすい。このため野生のサクラの中から鑑賞や食用に有用な突然変異した個体や種間雑種で望ましい特性を持った個体を選抜して育成し、これを接ぎ木や挿し木で増殖することで様々な栽培品種が広まっていった。日本では主に、花付きが多く、一輪の中の花弁が多く（八重咲き）、花の色も見栄えがするなどの鑑賞目的で品種改良が進んだのに対し、西欧では実をより有用な食品にするため、実を大きく、収穫量が多くなるような品種改良が行われてきた。

### 日本における栽培品種と品種改良

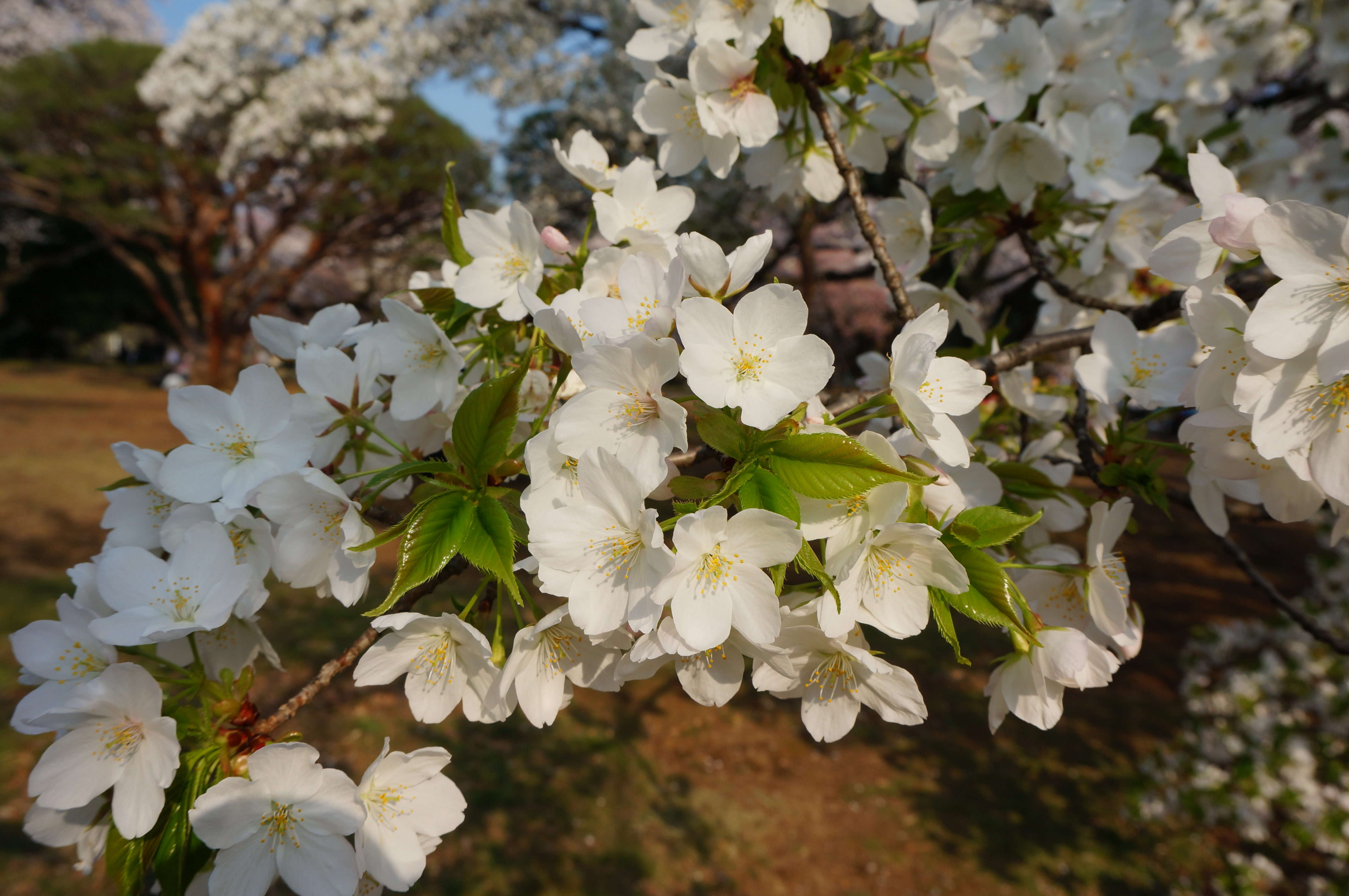
多くの栽培品種を生み出した日本固有種のオオシマザクラ

日本に自生する野生種のサクラは上記の10種、もしくは11種（species）であり、世界の野生種の全100種（species）から見るとそう多くはない。しかし日本のサクラに関して特筆できるのは、この10もしくは11種の下位分類の変種（variety）以下の分類で約100種の自生種が存在するほか種間雑種も自生し、古来からこれらの野生種から選抜・開発してきた栽培品種（cultivar）が少なくとも200種以上存在し、名前が付けられている品種は800種類存在すると言われており、世界でも圧倒的に多種多様な栽培品種を選抜・開発してきた事である。
日本人はこれら野生の種が他の種と交雑したりしながら誕生した突然変異個体と優良個体を選抜・育成・接ぎ木などで増殖してそれを繰り返すことで、多種の栽培品種を生み出してきた。エドヒガンやヤマザクラ、オオシマザクラなどは比較的に変性を起こしやすい種であり、特にオオシマザクラは成長が速く、花を大量に付け、大輪で、芳香であり、その特徴を好まれて結果として栽培品種の基盤の親となって多くのサトザクラ群を生み出してきた。2014年に発表された森林総合研究所の215の栽培品種のDNA解析結果により、日本のサクラの栽培品種は、エドヒガンから誕生したシダレザクラのように一つの野生種から誕生した存在は稀で、多くがオオシマザクラに多様な野生種が交雑して誕生した種間雑種であることが判明した。なおソメイヨシノはオオシマザクラを親とするがサトザクラ群には含めない。ここでは栽培品種のごく一部の代表的な品種をあげる。
- オオシマザクラ系（狭義のサトザクラ群）
  - カンザン
  - イチヨウ
  - フゲンゾウ
  - ウコン
  - ギョイコウ
  - ミクルマガエシ
  - ケンロクエンクマガイ（チョウシュウヒザクラ）
  - ベニユタカ

- 代表的なヤエザクラで欧米で最も植栽されているカンザン
- イチヨウ（日本花の会 結城農場・桜見本園）
- ウコン（日本花の会 結城農場・桜見本園）
- ギョイコウ
- ケンロクエンクマガイ（チョウシュウヒザクラ、熊谷市の別府沼公園）
- ベニユタカ（日本花の会 結城農場・桜見本園）

- エドヒガン系
  - ソメイヨシノ
  - シダレザクラ
  - ヤエベニシダレ
  - カミヤマシダレザクラ
  - ジンダイアケボノ
  - コヒガン
  - マイヒメ
  - オモイガワ

- 日本の代表的な栽培品種のソメイヨシノ
- シダレザクラ（甲州市の慈雲寺）
- ヤエベニシダレ
- カミヤマシダレザクラ（日本花の会 結城農場・桜見本園）
- ジンダイアケボノ（国立劇場前庭）
- オモイガワ（小山市の白鷗大学大行寺キャンパス裏手）

- カンヒザクラが関わる品種
  - カワヅザクラ
  - ヨウコウ
  - ヨコハマヒザクラ
  - ツバキカンザクラ

- 早咲きで有名なカワヅザクラ（深谷市の榛の森公園）
- ヨウコウ
- ヨコハマヒザクラ

## 生態

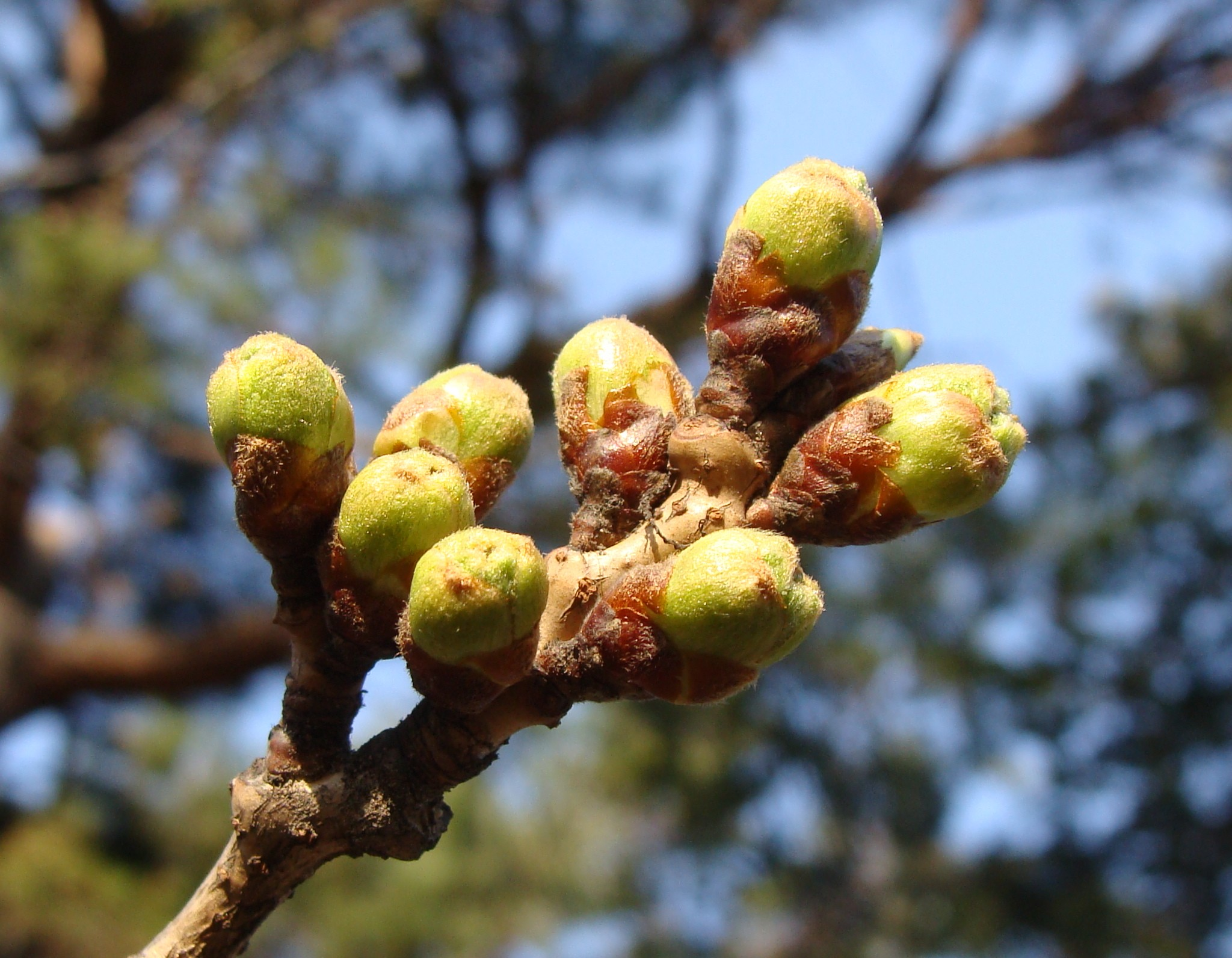
サクラの蕾

日本では、ほぼ全土で何らかの種類が生育可能である。様々な自然環境に合わせて多様な種類が生まれており、日本においてもいくつかの固有種が見られる。たとえばソメイヨシノの片親であるオオシマザクラは伊豆大島など、南部暖帯に自生する固有種とされる。日本では少なくとも数百万年前から自生しているとされ、鮮新世の地層とされる三朝層群からムカシヤマザクラの葉の化石が見つかっている。
全てではないが、多くの種に共通して見られる特徴を挙げる。雌雄同株であり、中高木から低木程度の大きさである。若い樹皮は光沢がありカバノキにも似た水平方向の皮目が出来、この部分は細胞に隙間が生じて呼吸孔になっている。古くなると皮目が消えて表面から徐々に細かく風化していく。葉の形は楕円形であり、枝に互生し、葉の縁はギザギザ（鋸歯）になっている。葉に薄い細毛が生えるものも少なくない。葉は秋になると紅葉する。葉の中にクマリンがある。根は浅く水平に広がり、ここから新たな茎（ひこばえ）がしばしば生え、不定根も良く発生する。
サクラは木を傷つけるとそこから腐りやすい性質を持つ。昔は剪定した部分の消毒も難しかったため、「桜切る馬鹿、梅切らぬ馬鹿」という諺もある。このため、花見の宴会でサクラの木を折る観光客の被害によってサクラが弱ってしまうこともある。しかし適切な剪定は可能である。本来、特に自生種は病害にも害虫にもそれほど弱くはないが、人為的に集中して植えられている場合や人工的に作られた品種はこれらに弱くなる場合もある。
長寿な種のエドヒガンとヤマザクラと、エドヒガンの遺伝子を受け継いだ広義のシダレザクラに属する栽培品種に古木として知られる名桜が多い。日本三大桜がいずれも樹齢千年を超える老古木となっているほか、五大桜も古木が多く、内神代桜は樹齢が1800年を超えているとされる。それ以外にも有名で長寿の一本桜が多く存在する。

### 花
花弁の色

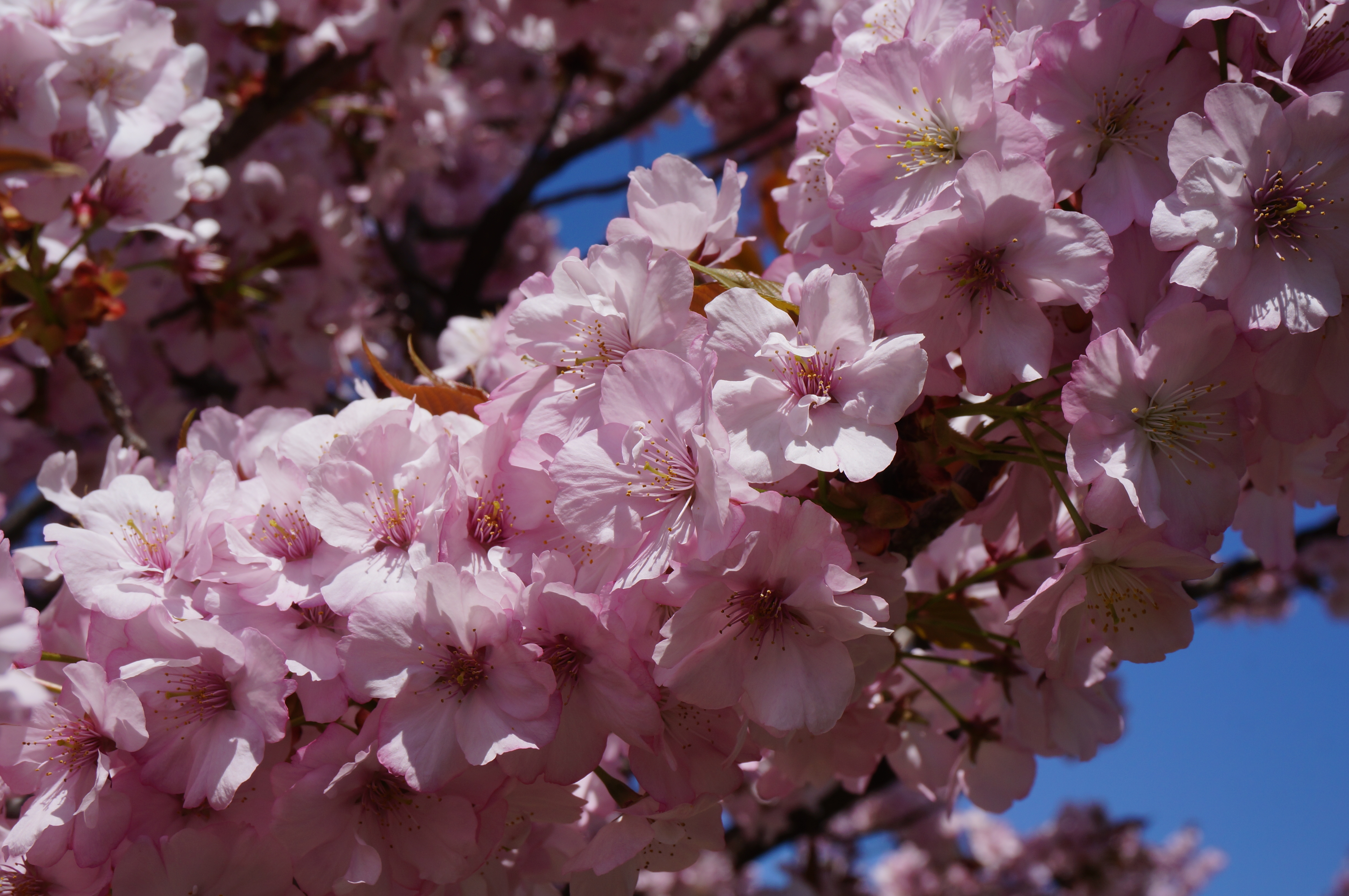
ピンク色のケンロクエンクマガイ（チョウシュウヒザクラ）は白色のオオシマザクラに由来する。

サクラの花弁の色は一般的に白色から濃い紅色までのグラデーションの範囲にあり、例外的に黄色のウコンや緑色のギョイコウなどがある。この紅色系の発色はアントシアニンという色素によるものであり、紅葉や若葉の赤系の色もアントシアニンの作用である。アントシアニンの合成には低温と紫外線が必要なため、温暖な地域や年、屋内での育成は白色が強い花弁となりやすい。そのため、クローンであり同じ特質のソメイヨシノでも、温度環境の地域差により西日本より東北の個体の方が紅色が濃いと言われたり、温暖化による年差により昔と比べて白くなっていると言われがちである。また開花から散るまでの色の変化もアントシアニンの密度の変化によるものであり、つぼみの紅色は開花と共にアントシアニンの密度が薄くなって花弁が白くなっていき、散り際には花弁で新たに合成されたアントシアニンが花弁や雄蕊やめしべの基部に集まって赤くなっていく。
花弁の数

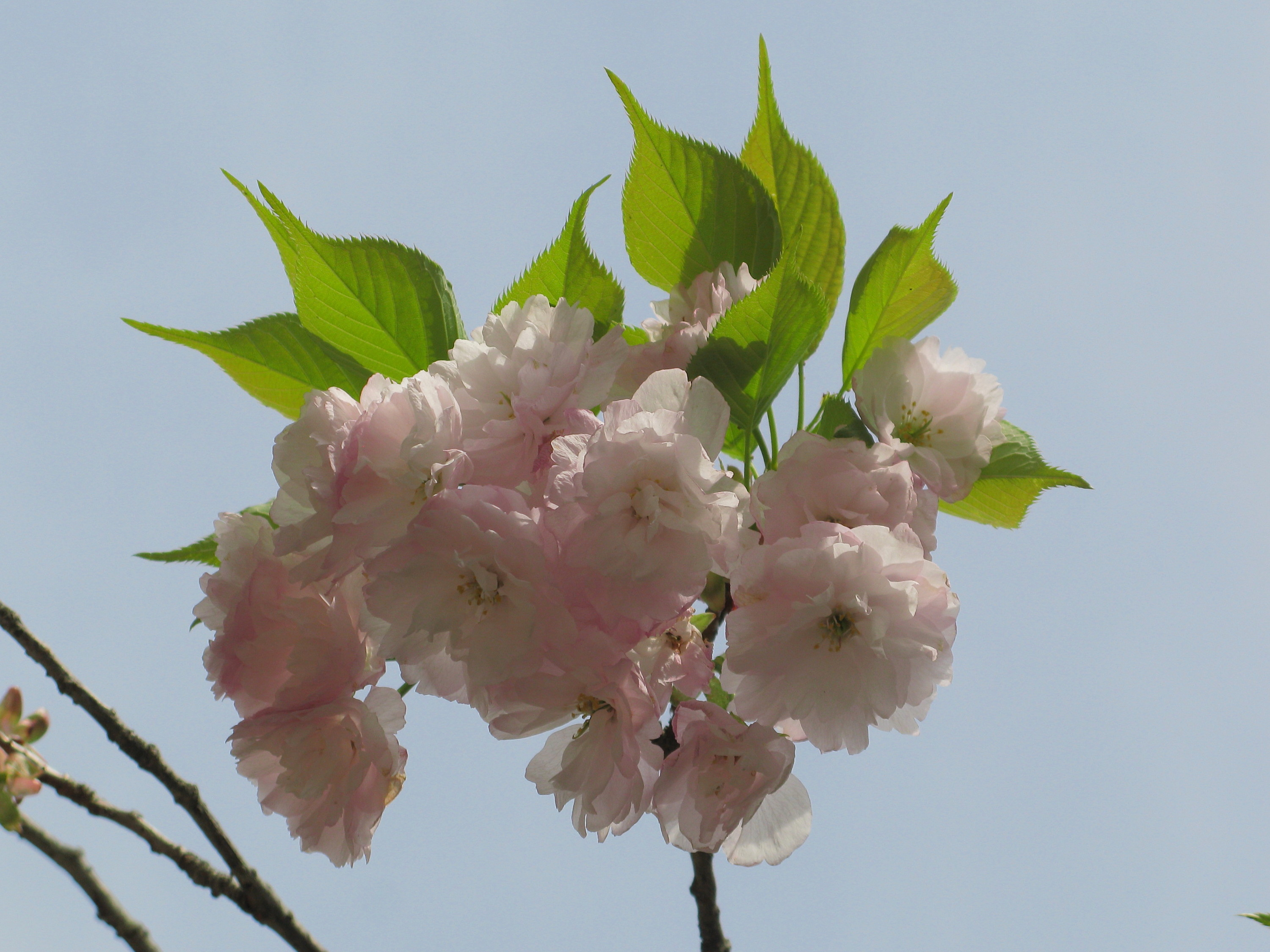
ヤエザクラのイチヨウ

花を観賞する栽培品種として好まれたため様々な姿の花が見られ、花びらの数は五枚から百数十枚まで幅広い。サクラに限らないが用語を挙げる。花弁が五枚までのものを一重、五枚から十枚のものを半八重、十枚以上の花弁を持つものを八重といいサクラの場合はヤエザクラと称している。また、花弁が非常に多く、一枚一枚が細長い場合、菊咲きと称する。さらに萼、花弁、雄蕊の中にさらに萼、花弁、雄蕊のある二重構造のものも見られ、これは段咲きと呼ばれる。花弁の枚数の増え方には雄蕊が花弁に変化するものと、花弁や雄蕊そのものが倍数加する変化が見られる。なお、テレビ番組トリビアの泉（第36回、2004年04月28日放送）では、サクラの木一本（樹齢32年のソメイヨシノ）に付いている花びらの枚数を一枚ずつ集計したところ、およそ59万3345枚であることが判明した。
花の付き方と見分け方
西欧と北米の分類法ではサクラと同じスモモ属となるモモやウメは花柄が短く枝から直接生えているかのように咲くが、サクラとスモモはこれらと違って長い花柄を持っており枝から離れて垂れ下がるようにして咲く。さらにスモモの特徴として前年に葉が有った葉痕の基部に2つか3つの冬芽がつくが、サクラは1つの冬芽が付き、これが花の集合体となる花序となり、この点でサクラと近縁の植物の見分けが可能である。さらにサクラの中の種を見分けるには、個体差があって見分けにくい花弁よりも、種ごとの差異が大きく見分けやすい萼や花序の形態に注目する必要がある。
開花期
開花期は種や地域によるばらつきが大きい。日本においては1月、沖縄県のカンヒザクラを皮切りに咲き始め、東京ではまずカンザクラなどのカンヒザクラを由来とする早咲きの栽培品種が咲き、ソメイヨシノが咲いた後の4月中旬以降にヤエザクラが咲く。北海道のオオヤマザクラは5月に花を咲かせ、標高2000m以上ではタカネザクラが7月に花を咲かす。

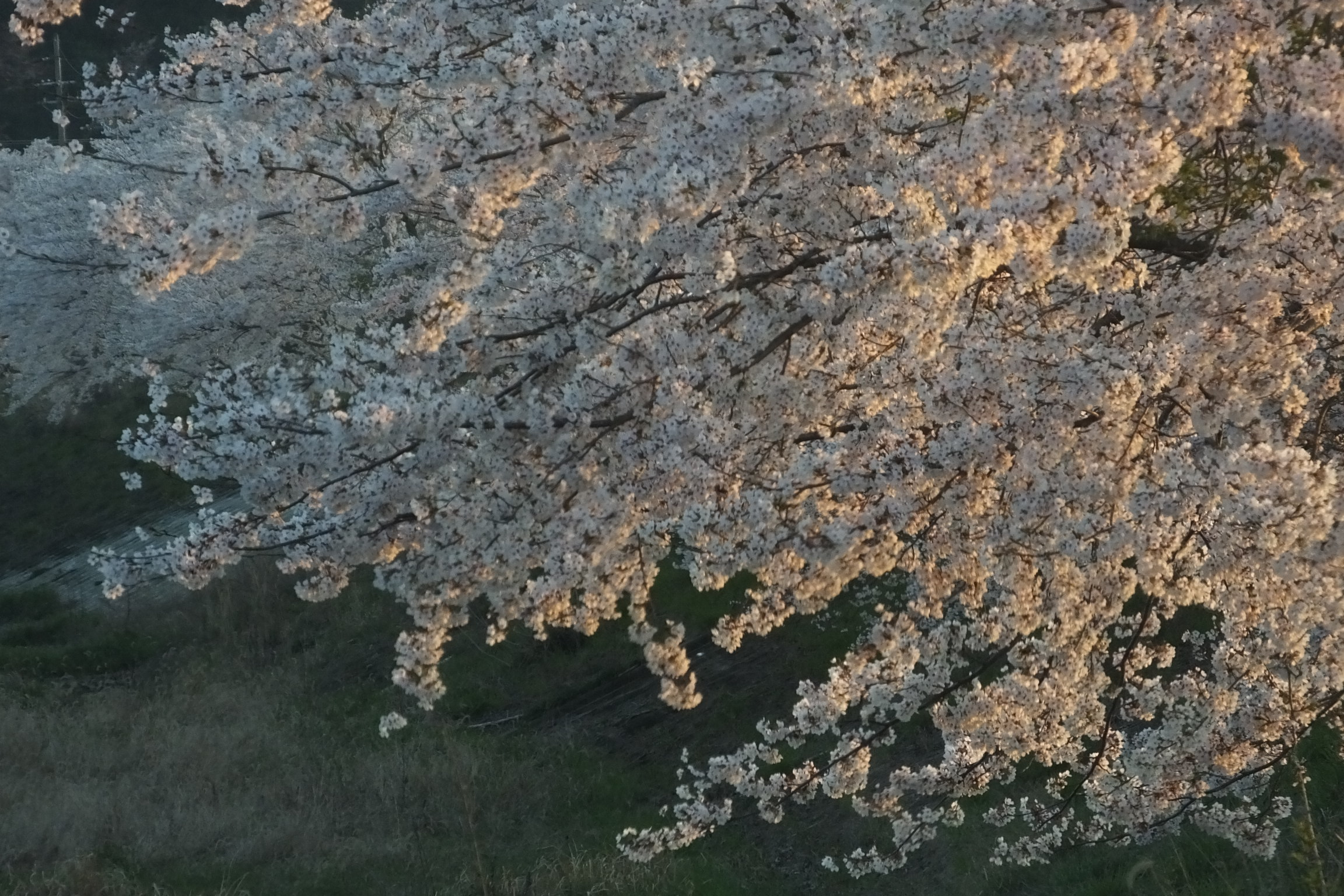
クローンのソメイヨシノは同環境下になりやすい同地では個体ごとの開花期の差が少なく、ほぼ一斉に咲き一斉に散る。

日本の代表的な品種のソメイヨシノでは、開花から満開まで1週間で、満開から散るまで1週間、花の見頃は悪天で早まらなければ満開前後の1週間程度である。ソメイヨシノはクローンであるため同じ環境にさらされる同地では個体ごとの差異がほぼなく、ほぼ一斉に咲き一斉に散る。なおソメイヨシノが爆発的に植えられる前の江戸時代までの日本では、遺伝的に個体差のあるヤマザクラや多様な栽培品種が花見の主流であったため、個体ごと、種ごとに少しずつ次々と咲いていくサクラを長い期間をかけて鑑賞していくという花見のスタイルであった。
サクラには花と葉が同時に展開する種が多くあるが、日本の野生種の中ではエドヒガンが例外的に葉が展開する前に花が咲く特質を持っており、エドヒガンから誕生した栽培品種のソメイヨシノやシダレザクラもこの特質を受け継いでいる。エドヒガンは他の多くの野生サクラや昆虫の活動期より少し前に花を咲かせるが、他に開花している種が少ないため効率的に虫をおびき寄せることができ、これが生存戦略となっている。なお、花が散る頃に葉が混ざって生えた状態から初夏過ぎまでを葉桜と呼ぶ。
サクラは花芽を作ると葉で休眠ホルモンを作って休眠する。その後に休眠解除（休眠打破）して再び開花するには、一般的に5℃程度の低温刺激が望ましく、低温時間の積算とその後の気温の上昇が必要である。この工程は一般的には冬から春にかけて行われることが多いが、秋に何らかの影響で葉がなくなった場合などに休眠ホルモンが足りず、寒い日を2 - 3日経てその後小春日和になるとこの条件を満たしてしまい狂い咲きが起きる。このように異常な個体の狂い咲きとは別に、毎年春に加えて秋から冬にかけて花を咲かせるジュウガツザクラやフユザクラなどの二季咲きの品種もある。
サクラが以前に比べ若干早く咲く現象も見られている。これには休眠解除の一要素である気温の上昇が、地球温暖化の影響により春の早いうちに到来していることや、都市部でのヒートアイランド現象も影響している。また、九州では桜前線（ソメイヨシノ基準）が、普通とは逆に南下する例も現れた。これは温暖化によりソメイヨシノにとっては冬が暖かくなりすぎた九州南部では、休眠解除の一要素である低温刺激とその積算時間の条件を満たすまでに日数がかかり開花が遅れているからである。これらは季節学的な自然環境の変化を端的に表す指標にもなっている。

### 花の蜜

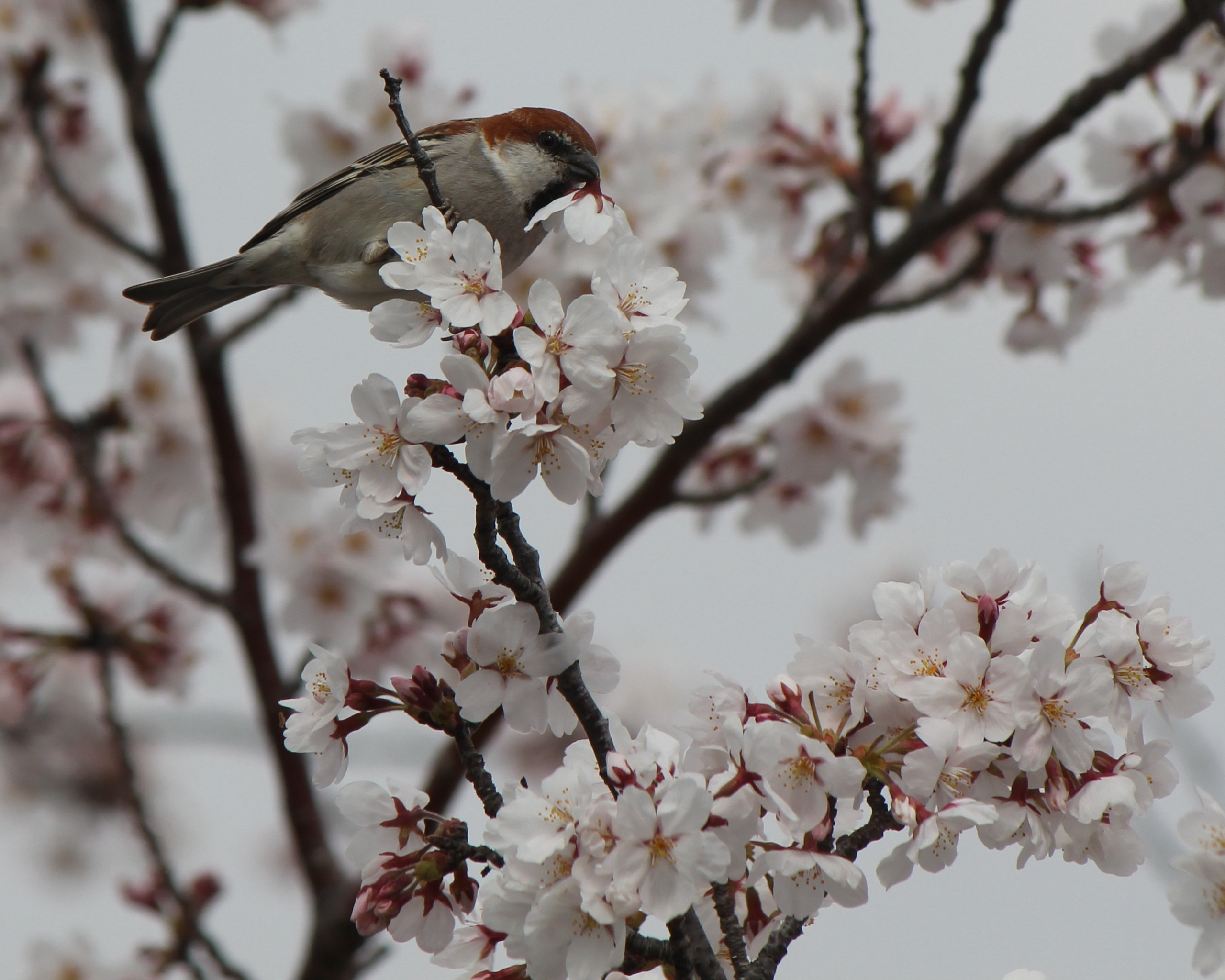
ソメイヨシノの花を食べるオスのニュウナイスズメ

サクラの花からは蜜が出ているため、サクラの花が咲く時期にはスズメ、メジロ、ヒヨドリなどの鳥類が見られる。メジロやヒヨドリは嘴を花に入れて蜜を吸うことが多いが、スズメは嘴が太くて短いため花の横から穴をあけて蜜を吸うことが多い。

## 日本人とサクラ

### 花見と栽培品種開発の歴史
日本においてはサクラは、関心の対象として特別な地位を占める花である。

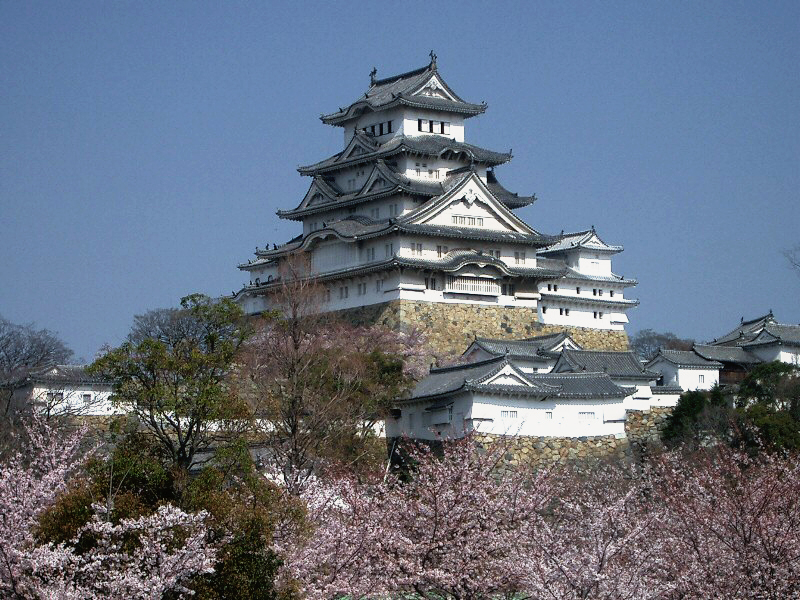
姫路城とサクラ

日本では固有種を含んだ分類学上の10もしくは11種（species）の基本の野生種を基に、これらの変種（variety）以下の分類を合わせて100種以上の自生種があり、さらにこれらから育成された栽培品種（cultivar）が少なくとも200種以上あり、名前が付けられている品種は800種類存在すると言われている。なおこのうち100品種余りは北海道松前町由来のマツマエハヤザキなどを掛け合わせるなどしてベニユタカなどの多品種を生み出した浅利政俊が作出したものである。
日本では果実（サクランボ）を食用とするほか、花や葉の塩漬けも食品などに利用されるが、特に平安時代の国風文化の影響以降に、桜は観賞用途（花見）で花の代名詞のような特別な位置を占めるようになった。当初は鑑賞の対象とされる代表的な品種は野生に自生するヤマザクラであった。これに加えて、花弁の数や色、花の付け方などの観点から見栄えが良かったり突然変異の珍しい特徴を持つ野生の個体を何世代にもわたって選抜育種し、優れた個体を接ぎ木などの方法で増殖させることで様々な栽培品種が開発されて、花見に利用された。既に平安時代には八重桜が接ぎ木によって増殖されていたらしいことや「しだり櫻」や「糸櫻」などが存在したことが当時の文献に記録されている。また鎌倉時代以降に鎌倉周辺に自生するオオシマザクラが栽培されるようになり、これが京都に持ち込まれたと考えられており、室町時代にオオシマザクラを由来とするフゲンゾウやミクルマガエシ等が生まれた。江戸時代にはオオシマザクラの優れた特質からカンザンなどの多種のサトザクラ群やソメイヨシノ（染井吉野）などが生まれ、河川の整備に伴って、護岸と美観の維持のために柳や桜が積極的に植えられた。江戸時代末期には現代の日本で見られるのと大差のない300を超える多くの品種が存在するようになった。
明治時代に入り、大名屋敷の荒廃や文明開化・西洋化のため庭園が取り潰されると同時に、そこに植えられていた数多くの栽培品種の桜が伐採され、植えられるのはソメイヨシノばかりになっていった。これを憂いた駒込の植木・庭園職人の高木孫右衛門は多くの栽培品種の枝を採取し自宅の庭で育てた。これに目を付けた江北地区戸長（後に江北村村長）の清水謙吾が村おこしとして荒川堤に多くの品種による桜並木を作り「五色桜」として評判となり、これを嚆矢として多くの栽培品種が小石川植物園などに保存されることになり、その命脈を保った。また京都では第14代佐野藤右衛門が全国にあった貴重な栽培品種や名木を収集して増殖して保存に務めた。
また第二次世界大戦で荒川堤も壊滅的な被害を受けるが、第二次大戦中は埼玉県川口市安行の植木業者の小清水亀之助らが品種の保護に尽力し、戦後の1950年頃には国立遺伝学研究所が、1960年代には多摩森林科学園が小清水らから苗を譲り受け、現在では前者に250系統350個体、後者に500系統1300個体のサクラが植えられて、江戸時代以前からのサトザクラの命脈を保っている。またイギリスの園芸家コリングウッド・イングラムが保存していたタイハクのように、一度日本で消滅した品種が日本に里帰りすることで、江戸時代以前のサクラの命脈を補完している。戦後の高度経済成長期にはソメイヨシノの植樹が日本全国で爆発的な勢いで進められ、サクラの中で最も多く植えられた栽培品種となっている。
また野生種であるエドヒガンは、成長が遅いが耐久性が高く、桜の中で寿命が最も長く長い期間をかけて巨樹に成長しやすい。このため日本には、エドヒガンとそれから生み出された栽培品種のシダレザクラに長寿の巨樹がたくさんあり、それらの桜の木はしばしば神聖なものと見なされ、一本桜として神社仏閣や地域を象徴するランドマークになって、現在に至るまで歴史的に有名な花見の対象となってきた。たとえばエドヒガンの神代桜は約2,000年、淡墨桜は約1,500年、醍醐桜は約1,000年の歴史を誇り、ベニシダレの三春滝桜は約1,000年の歴史を誇る。
今日でもサクラの栽培品種の作出は続けられており、珍しい方法としては、2007年に理化学研究所が世界で初めてサクラの在来品種に重イオンビームを照射して新品種ニシナザオウ（仁科蔵王）を作出することに成功している。
今日、とりわけ多くの栽培品種のサクラが見られる名所としては、松前公園（250品種）、日本国花苑（200品種）、日本花の会の結城農場・桜見本園（401種）、造幣局の桜の通り抜け（134品種）などがあげられる。（品種数は野生種と、野生種の雑種と下位分類を含んだ数）

### 文化・文献におけるサクラの歴史

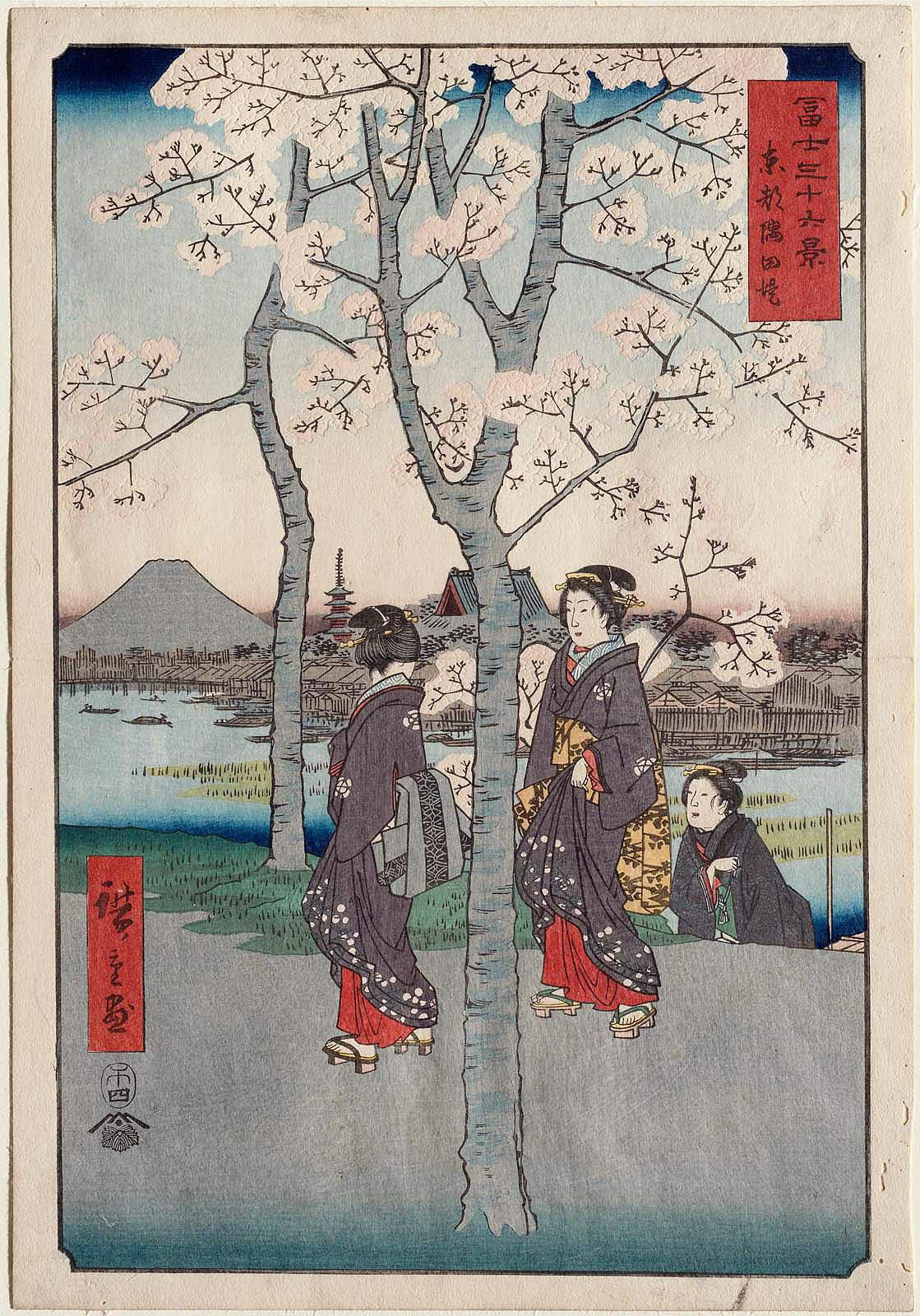
富士山とサクラ。歌川広重

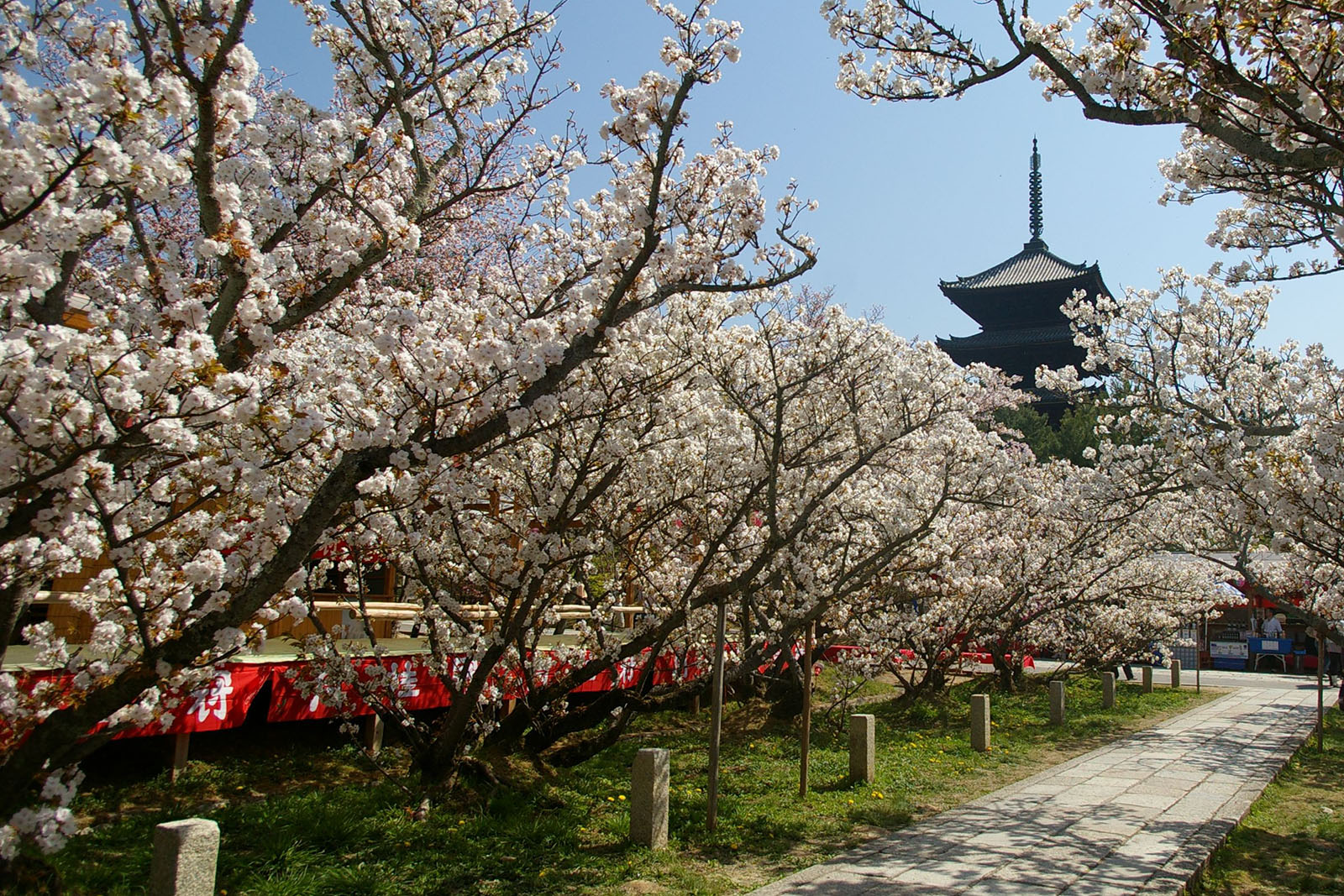
京都府京都市・仁和寺

桜は春の象徴、花の代名詞として和歌、俳句をはじめ文学全般において非常によく使われており、現代でも多くの音楽、文化作品が生み出されている。
古来から桜は穀物の神が宿るとも、稲作神事に関連していたともされ、農業にとり昔から非常に大切なものであった。また、桜の開花は、他の自然現象と並び、農業開始の指標とされた場合もあり、各地に「田植え桜」や「種まき桜」と呼ばれる木がある（あった）。これは桜の場合も多いが、「桜」と名がついていても桜以外の木の場合もある。
奈良時代の『万葉集』には桜を含む様々な植物が登場するが、中国文化の影響が強かった当時は和歌などで単に「花」といえば唐から伝来したばかりの梅を指していた。万葉集においては梅の歌118首に対し桜の歌は44首に過ぎなかった。2019年5月1日からの元号である『令和』も万葉集にある梅花の宴が典拠となっている。
サクラの地位が特別なものとなったのは平安時代であり、国風文化が育つに連れて徐々に桜の人気が高まり「花」と言えば桜を指すようになった。平安時代に編纂された『古今和歌集』の仮名序にある古墳時代の王仁の歌とされる「難波津の咲くやこの花冬ごもり今は春べと咲くやこの花」の「花」は梅であるが、平安時代の歌人である紀友則の歌「ひさかたの光のどけき春の日にしづ心なく花ぞ散るらむ」の「花」は桜である。斎藤正二は、中世の知識階級に手本とされて親しまれた白居易が『白氏文集』の中でサクラに関する詩を27首詠じていることから、日本におけるサクラの格の向上に与えた漢詩の影響について指摘している。嵯峨天皇は桜を愛し、花見を開いたとされている。左近の桜は、元は梅であったとされるが、桜が好きであった仁明天皇が在位期間中に梅が枯れた後に桜に植え替えたとされている。歌人の中でも特に平安時代末期の西行法師が、「花」すなわち桜を愛したことは有名である。彼は吉野の桜を多く歌にしており、特に「願はくは花の下にて春死なんそのきさらぎの望月のころ」の歌は有名である。西行はこの歌に詠んだ通り、旧暦二月十六日に入寂したとされる。室町時代には、この西行を題材にした能の西行桜が成立した。
安土桃山時代の豊臣秀吉は醍醐寺に700本の桜を植えさせ、慶長3年3月15日（1598年4月20日）に近親の者や諸大名を従えて盛大な花見を催したとされ、これは醍醐の花見として有名である。
江戸時代の1647年（正保4年）には、初の専門書である『桜譜』が、儒学者の那波活所によって執筆された。活所はサクラが、中国洛陽の牡丹や西蜀の海棠に匹敵する国の代表花であり、土の性質の違いなどから固有の名品が数多くあるにもかかわらず、専門書が全く存在しないことに危機感を抱き、本作を著述した。これ以降サクラは、文化的に中国のような外国と日本を比較する際の対象と位置づけられ、山崎闇斎や貝原益軒などの後進の儒学者たちによって盛んに取り上げられるようになる。そして18世紀以降は文化人たちの自国意識を象徴する存在となっていく。

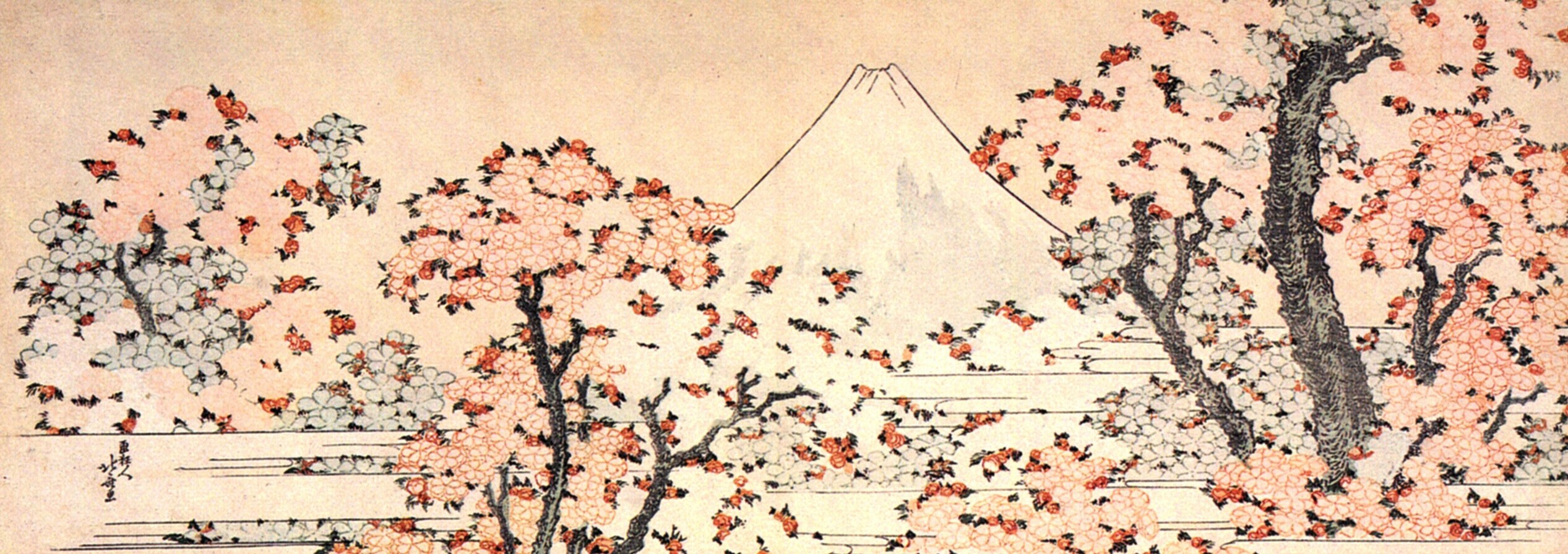
葛飾北斎によるサクラと富士の絵

江戸時代の代表的俳人・松尾芭蕉は、1688年（貞享5年）春、かつて奉公した頃のことなどを思って「さまざまの事おもひ出す桜哉」と句を詠んだ。俳句では単に「花」といえばサクラのことを指し春の季語であり、秋の月、冬の雪とともに「三大季語（雪月花）」である。「花盛り」「花吹雪」「花散る」「花筏」「花万朶」「花明かり」「花篝」の「花」は桜である。楽においては江戸時代の箏曲や、地歌をはじめとする三味線音楽に多く取り上げられている。一般に「日本古謡」とされる『さくらさくら』は、実は幕末頃に箏の手ほどきとして作られたものである。江戸時代に成立した戯曲の『義経千本桜』では、本来その話の中には桜が登場しないにもかかわらず題名に桜を用いた。
明治時代以降では瀧廉太郎の歌曲『花』などが有名である。長唄『元禄花見踊』も明治以降の作であるがよく知られている。
サクラの開花時期は人口の多くを占める関東以西の平地では3月下旬から4月半ば頃が多く、日本の年度が4月始まりであることや、学校に多くの場合サクラが植えられていることから、現代では人生の転機を彩る花にもなっている。
令和でもサクラはポピュラー音楽、映画、ドラマ、ゲーム、アニメなど様々な作品のモチーフや題材になっている。特に春に発表されるポピュラー音楽では他に比べて桜を扱ったものが多く、これらの歌は桜ソングとして知られている。

### 日本と日本人の精神性を象徴する花
桜では開花のみならず、散って桜吹雪が舞う「雅」な様を現した。一部では散り行く儚さや潔さも、愛玩の対象となっている。古くから桜は、諸行無常といった感覚にたとえられており、ぱっと咲き、さっと散る姿ははかない人生を投影する対象である。
江戸時代の国学者、本居宣長は「敷島の大和心を人問はば朝日に匂ふ山桜花」と詠み、桜が「もののあはれ」などを基調とする日本人の精神の具体的な例えとみなした。また明治時代には新渡戸稲造が「武士道」をサクラと同じ「日本固有の花」と例えた。
日本では国花が法定されておらず、天皇や皇室の象徴する花は菊であるが、特に明治時代以降はサクラが多くの公的機関でシンボルとして用いられており、「事実上の国花」のような扱いを受けている。旧日本軍（陸軍・海軍）が桜の意匠を徽章などに積極的に使用したほか、明治時代の「歩兵の本領」や昭和時代「同期の桜」などの軍歌・戦時歌謡の歌詞に「桜」という表現が使用され、太平洋戦争（大東亜戦争）末期には「桜花」や「桜弾機」など特攻兵器の名称にも使われた。
また、明治時代以降はサクラは日本の象徴として国際親善にも利用されるようになった。全米桜祭りで知られるアメリカ合衆国のポトマック河畔の桜も日米友好のために東京市長の尾崎行雄が寄贈したものである。なお、この返礼として日本にはハナミズキが贈られている。その他の国との間でも友好のために贈ることがある。
千円紙幣E号券の裏面には桜が描かれている。また1967年（昭和42年）以降、百円硬貨の表は桜のデザインである。

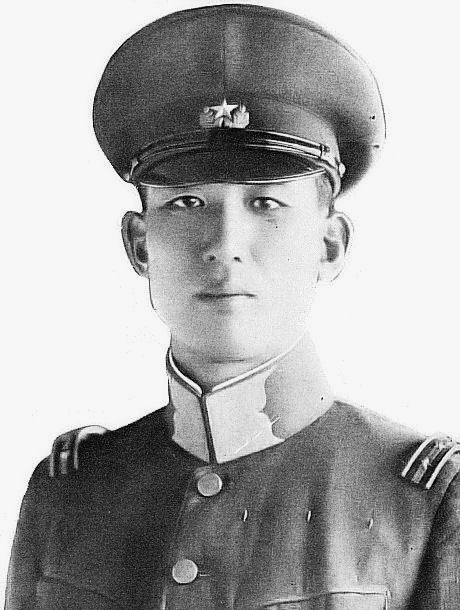
五芒星（五光星）の周囲に「桜葉」を配した陸軍の近衛師団将兵専用の帽章
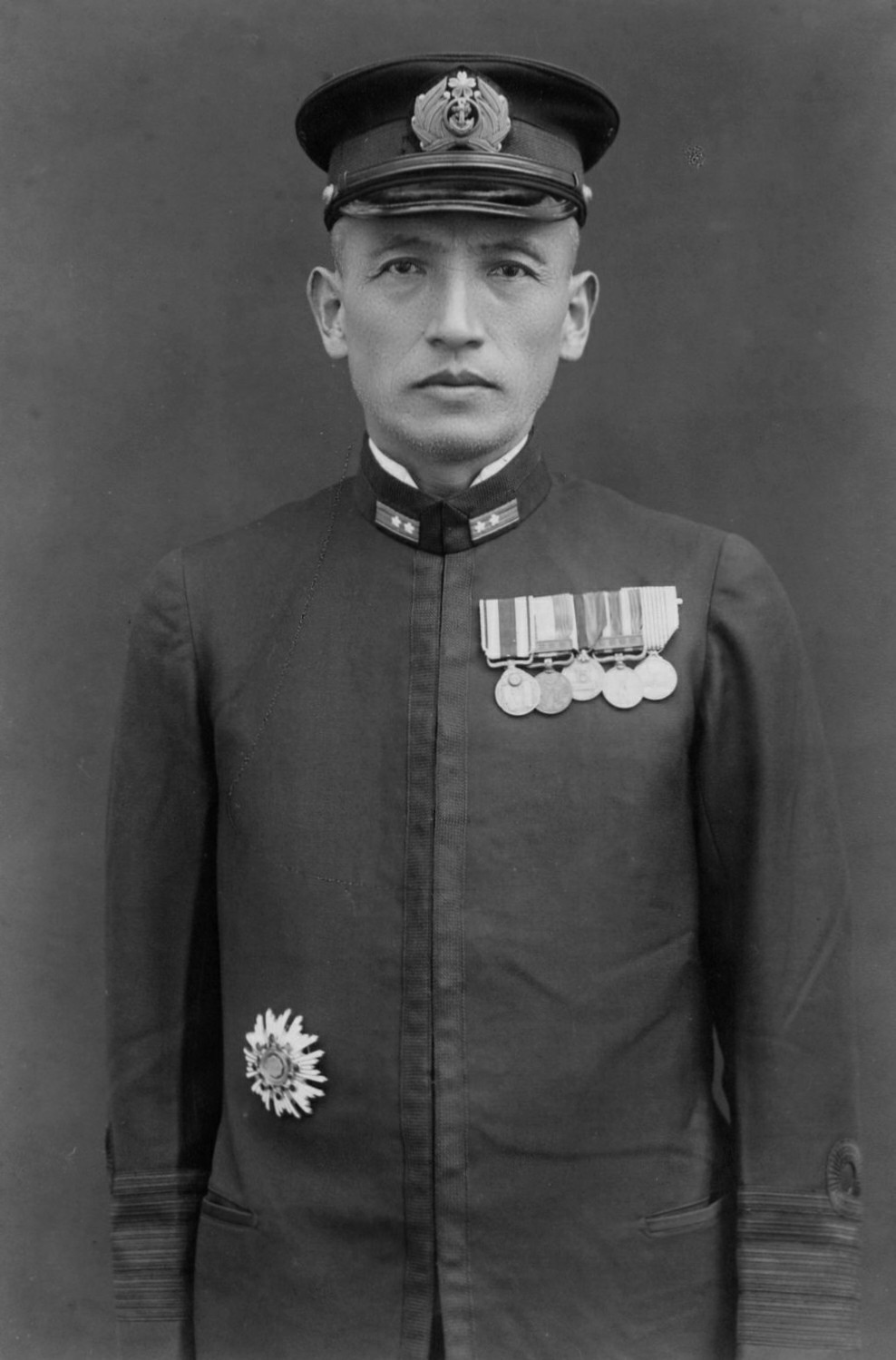
錨などに「桜」と「桜葉」を配した海軍の士官専用の帽章
多数の「桜」が配置された統合幕僚長旗（自衛隊の旗）
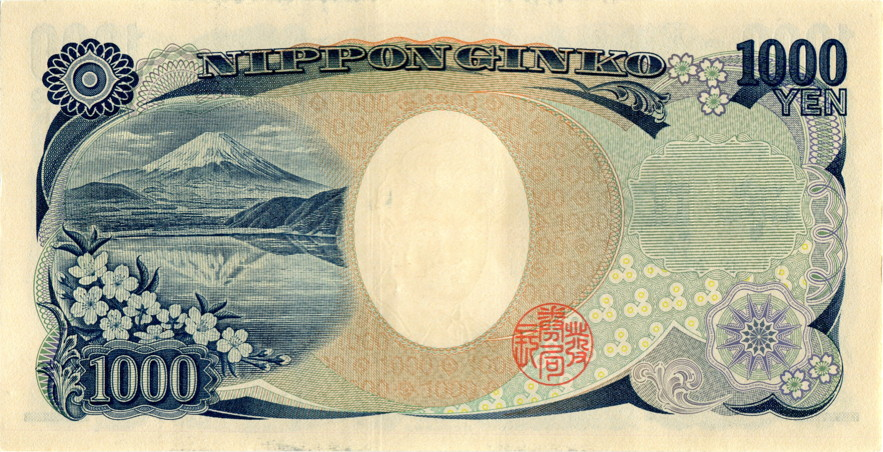
千円紙幣E号券
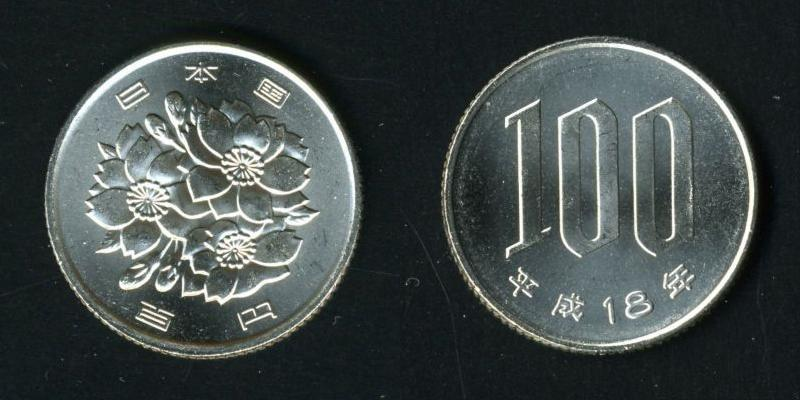
百円硬貨の表面に刻印された桜

### 家紋
花弁の形がハート型のものが桜紋、切れ込みが鋭く入っているものが山桜紋となり、花弁の枚数を倍にして重ねるとそれぞれ八重桜紋、八重山桜紋となる。他の花紋と同様に雌蕊や雄蕊があれば表、萼があれば裏となる。雄蕊の本数や長さの違いで様々な種類が生じ、固有の名称となる場合もある。
平安時代以降ではサクラの花のように雅な印象から桜紋は位の高い家の家紋、主に清和源氏の家々で使用されてきた。現在も家祖からの男系血統が存続し熊本城主や内閣総理大臣まで輩出した武家の細川家の家紋（替え紋）、男爵藤村家や男爵若王子家の家紋に代表され、神紋や寺紋にも用いられる。

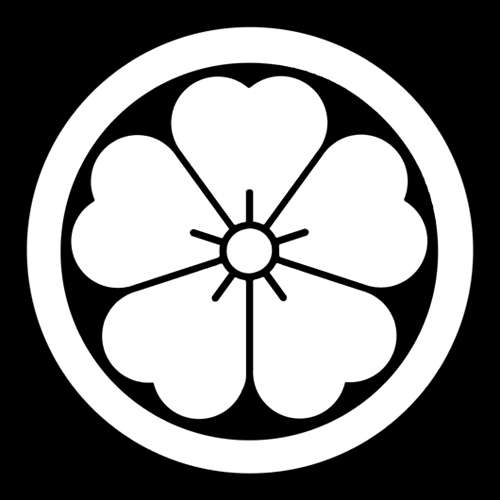
丸に桜紋
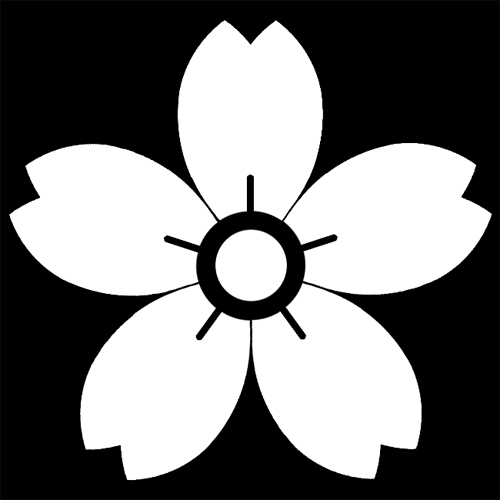
山桜紋
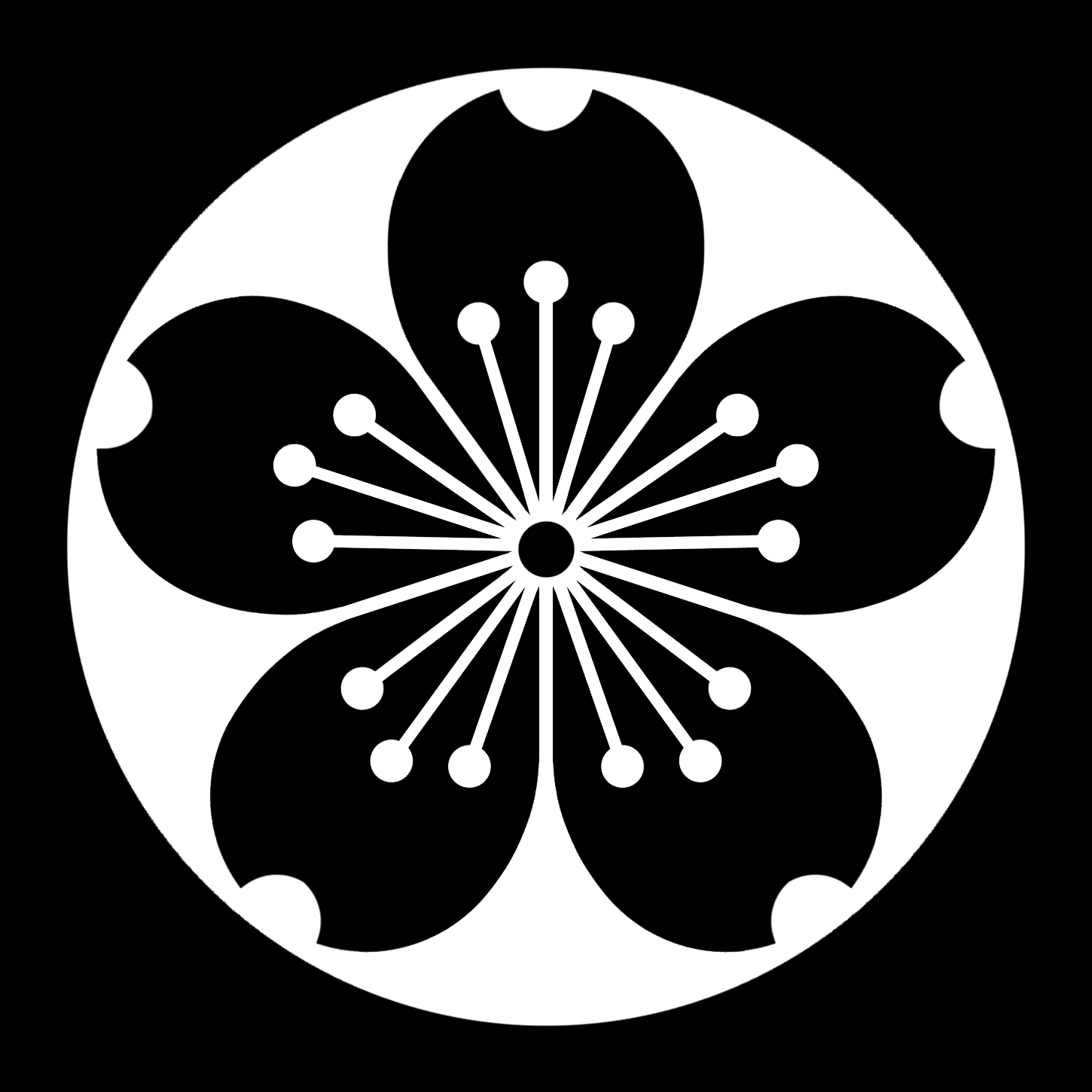
黒餅に地抜き大和桜

### 人気

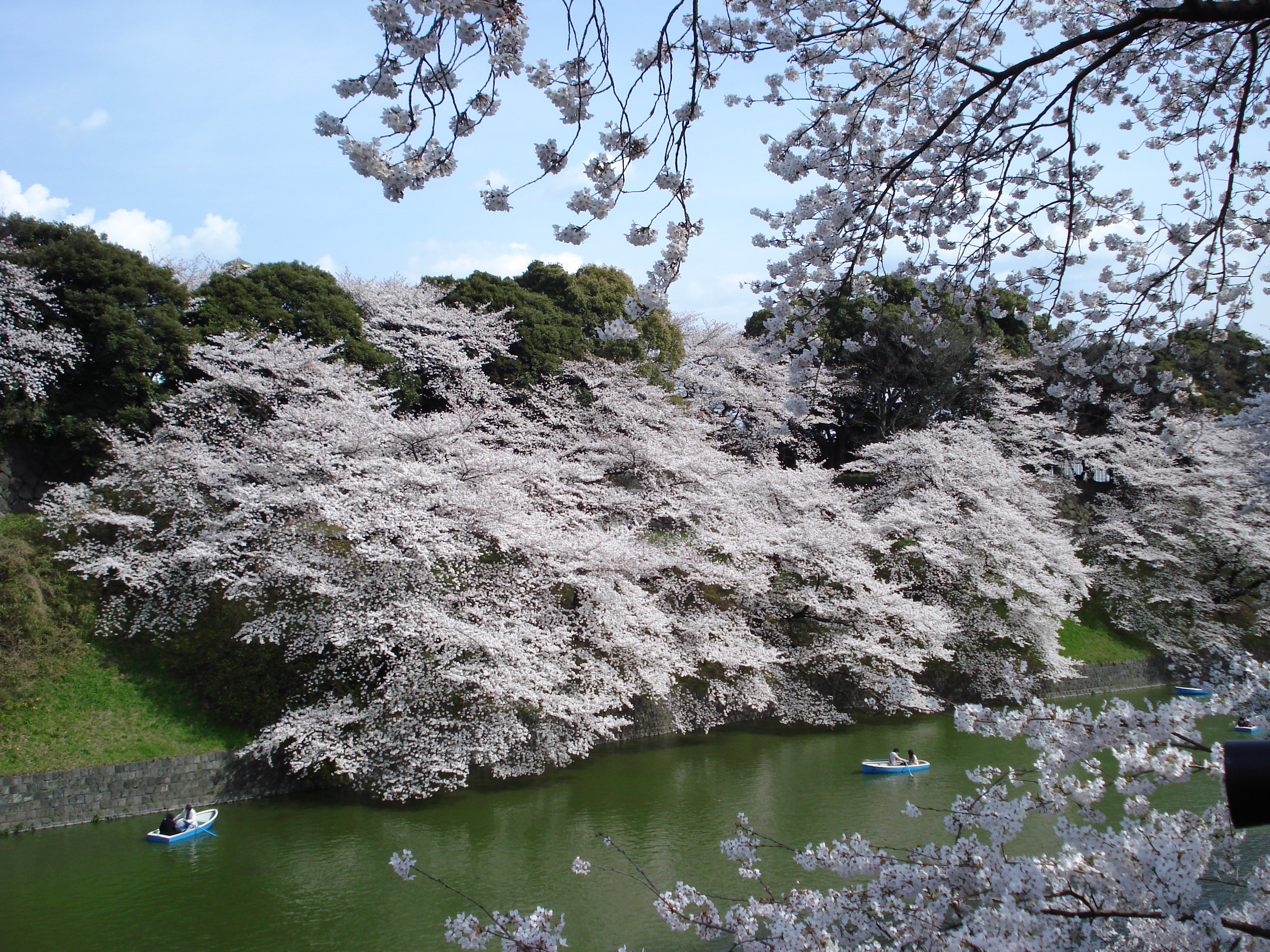
千鳥ヶ淵の桜

桜の人気は平安時代に始まる。説話集『沙石集』（弘安6年（1283年））によると、一条天皇の中宮、藤原彰子（紫式部らの主君）が奈良の興福寺の東円堂にあった八重桜の評判を聞き、皇居の庭に植え替えようと桜を荷車で運び出そうとしたところ、興福寺の僧が「命にかけても運ばせぬ」と行く手をさえぎった。彰子は、僧たちの桜を愛でる心に感じ入って断念し、毎年春に「花の守」を遣わし、宿直をして桜を守るよう命じたという。
桜は春を象徴する花として日本人にはなじみが深く、春本番を告げる役割を果たす。桜の開花予報、開花速報はメディアを賑わすなど、話題・関心の対象としては他の植物を圧倒する。入学式を演出する春の花として多くの学校に植えられている。
各種調査によると日本人の大多数の人たちが桜を好んでいる。九州から関東での平地では、桜が咲く時期は年度の変わり目に近く、桜の人気は様々な生活の変化の時期であることとも関係する。

### 花盗人

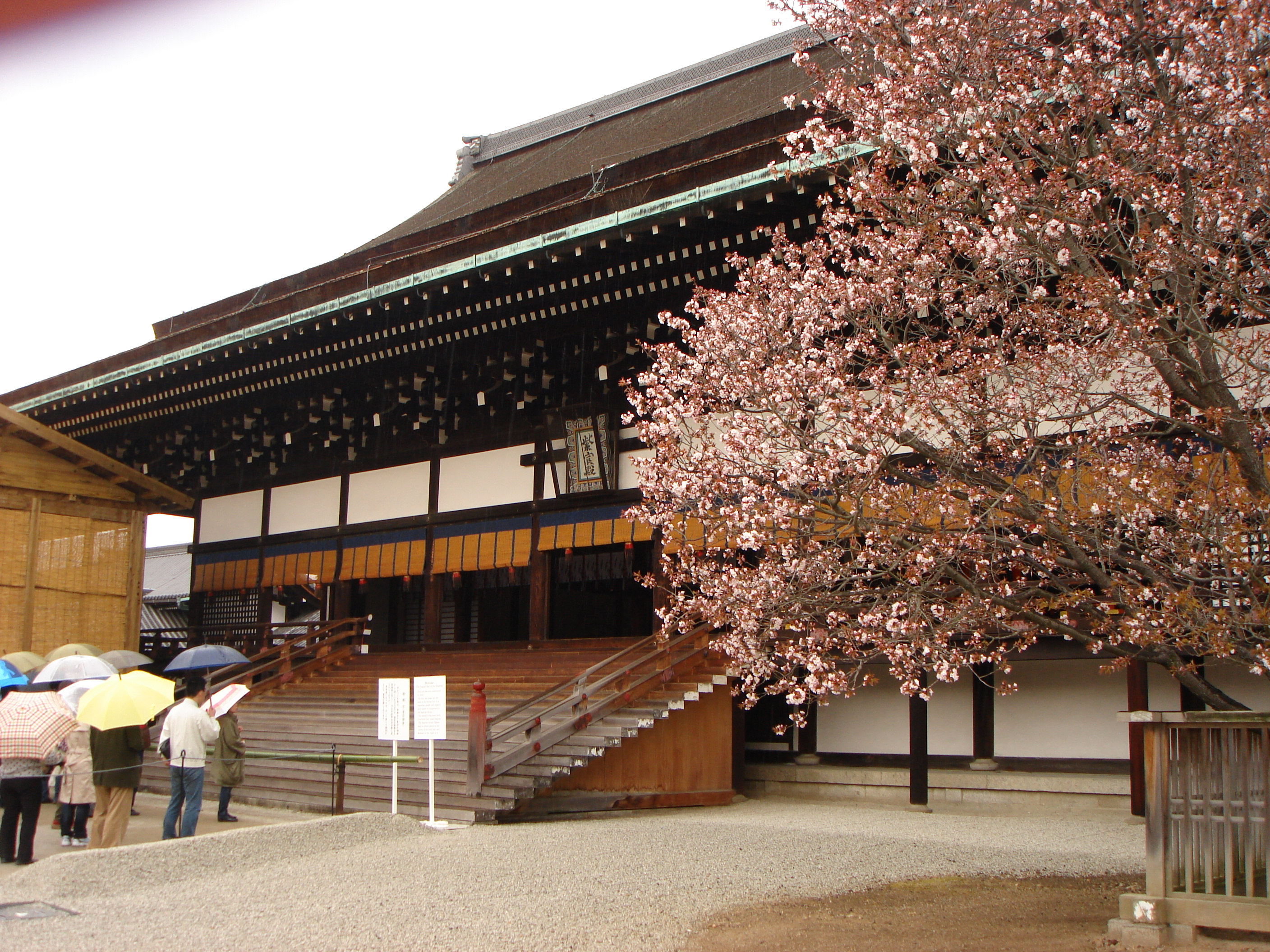
京都紫宸殿と左近桜（さこんのさくら）。この枝を手折ることは、特に罪深いとされる。14世紀前半、後醍醐天皇中宮（皇后）の西園寺禧子は、どうしても夫に逢いたくなったため、この禁忌を犯して自分をわざと捕らえさせて、愛を伝えた。

桜の花の美しさに魅了されて、その枝を手折る者を「花盗人」（はなぬすびと）といい、罪深さと優雅さが同居する行為であることから、実話から虚構まで様々な物語が生まれた。
桜の中でも特に、宮中の正殿である紫宸殿の側にある左近桜（さこんのさくら）の枝を折ることは大罪とされていた。『古今著聞集』巻19が伝える伝説によれば、承元4年（1210年）1月ごろの早朝、歌人の藤原定家が、侍に左近桜の枝を切らせて持ち帰るのを、官人たちが目撃した。振る舞いが風流だったので、官人たちは優雅なことだなあと思ったが、その噂は土御門天皇の耳にまで届いた。土御門は、建春門院伯耆に代詠させて、「なき名ぞと のちにとがむな 八重桜 うつさむ宿は かくれしもせじ」（「後から無実だと主張するなよ。左近桜を移した家を隠すことはできないだろう」）という歌を贈った。定家は返歌して、「くるとあくと 君につかふる 九重や やへさくはなの かげをしぞ 思ふ」（「明けても暮れても一日中、我が君にお仕えしている左近桜。その桜の花の姿を想うことで、私も陛下に忠勤を尽くさせていただきます」）と侘びた、という。
定家の伝説は真偽不明だが、左近桜を折ったことが比較的確実な人物には、14世紀前半、後醍醐天皇の中宮だった西園寺禧子がいる（『新千載和歌集』春下・116 および117）。ある時、後醍醐が左近桜を鑑賞していると、禧子の部下がやってきて左近桜の枝を折った。驚いた後醍醐は、妻を自分の前に召し出して、「九重の 雲ゐの春の 桜花 秋の宮人 いかでおるらむ」（宮中に咲く左近桜を、秋の宮人（皇后に仕える人）が、どうして折ったのだろうか）と尋ねた。禧子は返歌して、「たをらすは 秋の宮人 いかでかは 雲ゐの春の 花をみるべき」（手折らせたのは、秋の宮（皇后）の私が、宮中の春の桜のように愛しいあなたに、どうしても逢いたかったから）と、後醍醐の気を引くための行為だったことを明らかにし、夫への愛を歌った。

### 開花予想

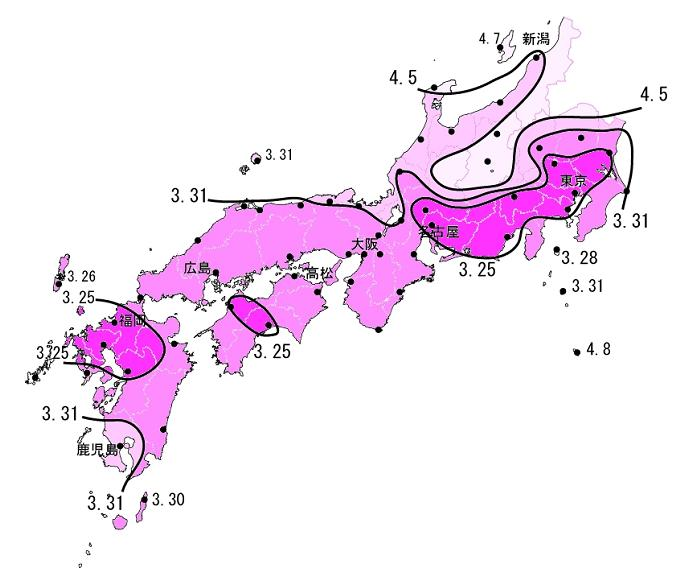
さくらの開花予想の等期日線図（桜前線）。2007年（平成19年）3月14日、気象庁発表。

日本では桜の開花予想（「桜」と表すが、殆どの予想はソメイヨシノを取り上げている）、いわゆる「桜前線」や、開花や満開の宣言が春に話題となる。開花予想は気象庁が1951年（昭和26年）に関東地方を対象に行ったのを初めとし、2009年（平成21年）まで行われた。2007年（平成19年）から独自の開花予想を行う民間の気象会社が出現し、数社が予想を出すようになったため、2010年（平成22年）から気象庁は開花予想の業務を取り止めて民間に任せ、観測のみを行っている。なお、桜の開花予想は気象業務法の定める予報業務ではなく、許可は要しない。
気象庁では、桜の開花や満開を生物季節現象の1つとして、各地で特定の株を標本木として定めて職員の目視による観測を行っている。標本木は南西諸島はカンヒザクラ、北海道の札幌以東と根室以西はエゾヤマザクラ、根室市はチシマザクラ（2011年以降根室市に業務移管）で、それ以外の全国はソメイヨシノである。標本木の蕾が5輪以上開くと、「開花」したと発表される。これをマスコミでは「開花宣言」と呼ぶことがある。標本木全体の80%以上のつぼみが開くと、「満開」と発表される。
2009年まで気象庁が行っていた予想方法は、各地点の冬期の気温経過や春期の気温予想等を考慮した各種計算を経て、標本木に対して開花予想日を決定していた。民間気象会社の予想方法も概ねこれに近いが、独自の手法を採り入れて行っているものもある。
サクラの標本木は、福岡などでは管区気象台の庁舎内にある桜（ソメイヨシノ）を標本木として観測しているが、東京では靖国神社、岐阜県では清水川堤、大阪では大阪城公園内で標本木を設定している。神戸では1999年の庁舎移転まで気象台敷地内の桜（ソメイヨシノ）を標本木にしていたが、移転により潮風の影響を受けるようになったため、2002年1月から神戸市立王子動物園の園内の木から標本木と副標本木を設定している。
樹木全体から見た開花具合によって咲き始め、三分咲き、五分咲き、七分咲き、満開、散り始めなどと刻一刻と報道される。このように木々の様子を逐一報道することは、世界から見ても珍しい例である。
|        | 1961年 - 1990年 平年値 | 1961年 - 1990年 平年値 | 1961年 - 1990年 平年値 | 1991年 - 2020年 平年値 | 1991年 - 2020年 平年値 | 1991年 - 2020年 平年値 | 最早値   | 最早値   | 最晩値   | 最晩値   |                |
| 都市   | 開花日                 | 満開日                 | 日数                   | 開花日                 | 満開日                 | 日数                   | 開花日   | 満開日   | 開花日   | 満開日   | 標本木         |
| ------ | ---------------------- | ---------------------- | ---------------------- | ---------------------- | ---------------------- | ---------------------- | -------- | -------- | -------- | -------- | -------------- |
| 釧路   | 05月19日               | 05月22日               | 約03日                 | 05月16日               | 05月19日               | 約03日                 | 05月01日 | 05月04日 | 05月30日 | 06月04日 | エゾヤマザクラ |
| 札幌   | 05月05日               | 05月09日               | 約04日                 | 05月01日               | 05月06日               | 約05日                 | 04月15日 | 04月21日 | 05月14日 | 05月21日 | ソメイヨシノ   |
| 青森   | 04月27日               | 05月03日               | 約06日                 | 04月22日               | 04月26日               | 約04日                 | 04月07日 | 04月11日 | 05月11日 | 05月18日 | ソメイヨシノ   |
| 仙台   | 04月14日               | 04月19日               | 約05日                 | 04月08日               | 04月13日               | 約05日                 | 03月26日 | 03月31日 | 04月28日 | 05月03日 | ソメイヨシノ   |
| 新潟   | 04月13日               | 04月17日               | 約04日                 | 04月08日               | 04月13日               | 約05日                 | 03月27日 | 03月31日 | 04月26日 | 04月29日 | ソメイヨシノ   |
| 金沢   | 04月07日               | 04月11日               | 約04日                 | 04月03日               | 04月08日               | 約05日                 | 03月23日 | 03月29日 | 04月17日 | 04月20日 | ソメイヨシノ   |
| 東京   | 03月29日               | 04月07日               | 約09日                 | 03月24日               | 03月31日               | 約07日                 | 03月14日 | 03月21日 | 04月11日 | 04月17日 | ソメイヨシノ   |
| 名古屋 | 03月30日               | 04月06日               | 約07日                 | 03月24日               | 04月02日               | 約09日                 | 03月27日 | 03月27日 | 04月11日 | 04月16日 | ソメイヨシノ   |
| 大阪   | 04月01日               | 04月07日               | 約06日                 | 03月27日               | 04月04日               | 約08日                 | 03月19日 | 03月26日 | 04月10日 | 04月16日 | ソメイヨシノ   |
| 広島   | 03月31日               | 04月07日               | 約07日                 | 03月25日               | 04月03日               | 約09日                 | 03月11日 | 03月25日 | 04月08日 | 04月17日 | ソメイヨシノ   |
| 高知   | 03月24日               | 04月01日               | 約08日                 | 03月22日               | 03月30日               | 約08日                 | 03月10日 | 03月19日 | 04月02日 | 04月09日 | ソメイヨシノ   |
| 福岡   | 03月28日               | 04月04日               | 約07日                 | 03月22日               | 03月30日               | 約08日                 | 03月12日 | 03月22日 | 04月06日 | 04月10日 | ソメイヨシノ   |
| 鹿児島 | 03月27日               | 04月03日               | 約04日                 | 03月26日               | 04月05日               | 約10日                 | 03月15日 | 03月26日 | 04月05日 | 04月19日 | ソメイヨシノ   |
| 那覇   | 01月16日               | 02月02日               | 約17日                 | 01月16日               | 02月04日               | 約19日                 | 12月28日 | 01月23日 | 02月08日 | 02月19日 | カンヒザクラ   |

## 用途

### 花・景観・イベント
日本では桜は花見や観桜など、景観等の人気が高く多くの場所に植えられている。植栽の場合街路樹、公園、庭木、河川敷等に使われることが多い。近年では、サクラは街路樹に用いられている樹種としてイチョウについで2番目に多く、49万本が植えられている。道や線路・河川などに沿って植えられることが多く、このようなものを桜並木という。道などの両側に桜が並んでトンネルのような形状になっているものを桜のトンネル（桜トンネル）と呼ぶことがある。このように、辺り一面が花景色になることも多い。また、学校の校庭には桜が植えられていることが多い。小学校などの校庭には、児童や生徒の入学時に桜の花が咲いているようにするため、ソメイヨシノに比べて開花期間が長い八重桜を混植することが多い。また、古くから桜の花を育てている神社や寺も少なくない。しかし、害虫や病気など手入れが大変で、大きく育つためか、その人気の割には庭木にされることは少ない。
日本では、至る所で花見に使われる木として重要である。花見の習慣とともに、桜の名所も日本全国各地にある。また、神社や寺など桜を持っている団体や地域が「桜祭り」を開いている例も多い。夜の桜を楽しむために、桜のライトアップも各所で行われる。

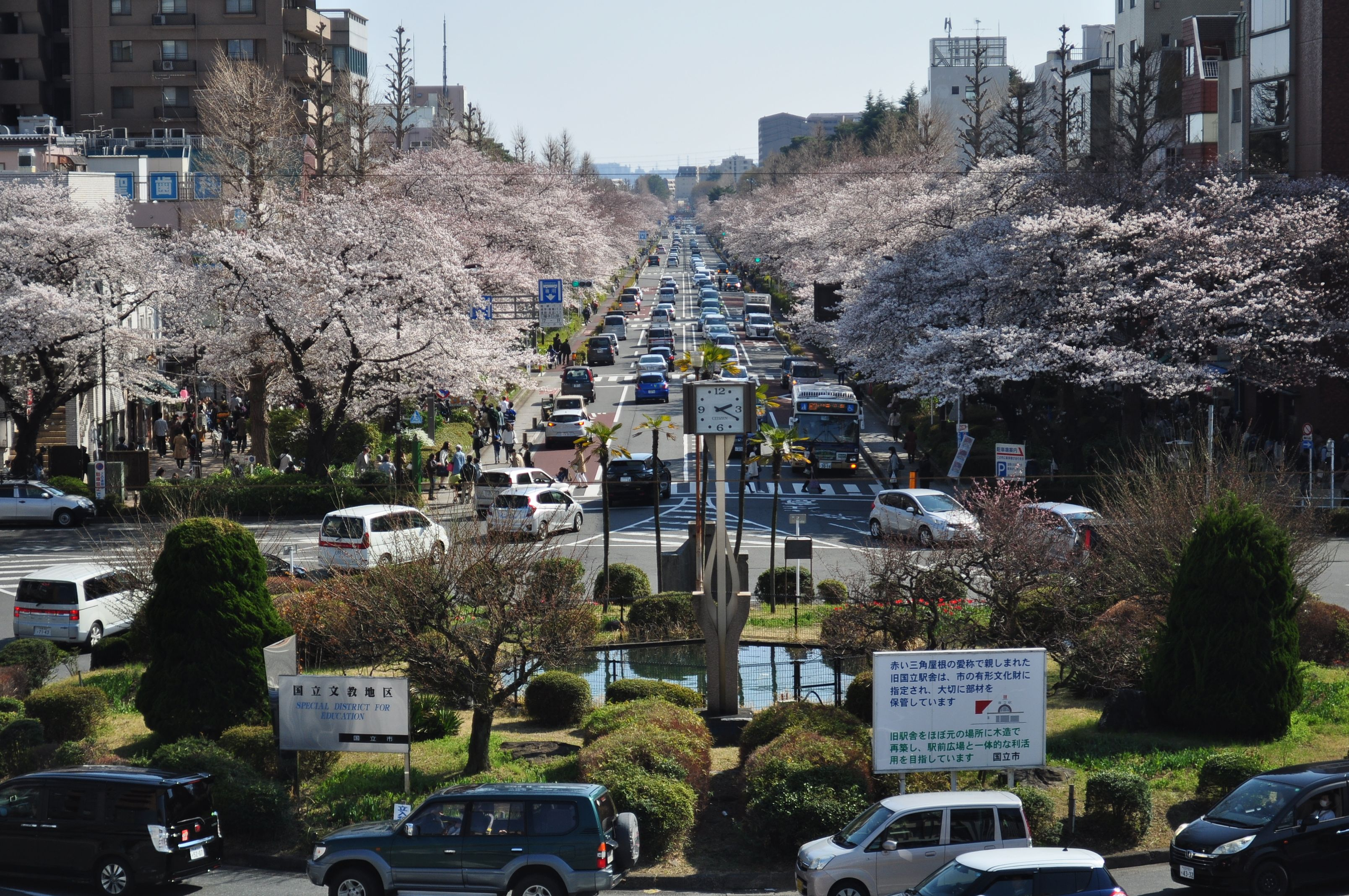
東京都国立市の大学通りの桜並木（2018年3月25日撮影）
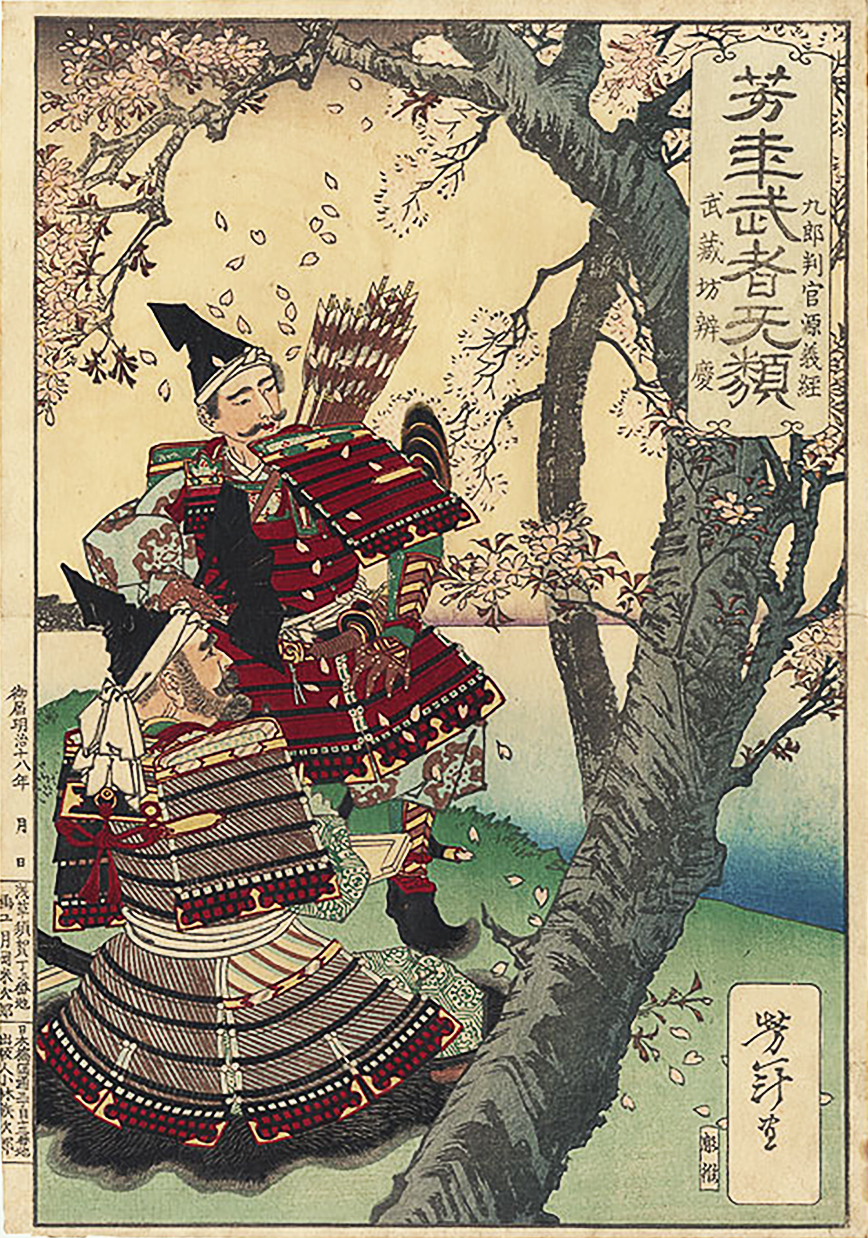
花見を行う義経 (奥) および弁慶 (手前)

### 食用
果実を食用とする品種の3系統は、概ね甘果桜桃（セイヨウミザクラ、Prunus avium）、酸果桜桃（スミノミザクラ、Prunus cerasus）と中国桜桃（カラミザクラ、Prunus pseudocerasus）に分けることができる。
六月から七月にかけて実をつけるオウトウ（サクラの一種）の果実を日本では一般的にサクランボと呼び、栽培されている多くがヨーロッパの甘果桜桃（セイヨウミザクラ）系である。品種としては、佐藤錦の他に、紅秀峰、豊錦、ナポレオン、アメリカンチェリー等が有名である。佐藤錦は、明治より山形県東根市の佐藤栄助によって品種改良され、岡田東作が名づけて世に広めたものである。酸味が強い酸果桜桃（スミノミザクラ）は料理に利用される。中国桜桃（カラミザクラ）は日本であまり栽培されていない。
桜漬けは、一般的に八重桜の花を梅酢と塩で漬けたものである。天保年間に初版が刊行された『漬物塩嘉言』にも「桜漬」の記載がある。花（花弁）自体も塩漬けにすると独特のよい香りを放ち、和菓子・あんパンなどの香り付けに使われる他に、祝い事の席で桜湯として振舞われる。桜湯は、花の塩漬け2から3輪に湯を注いだものである。茶碗の中で花びらが開く過程から、祝い事に使われる。婚礼や見合いなどの席では「お茶を濁す」ことを嫌い、お茶を用いずに桜湯を用いることが多い。結納には両家の縁を結ぶという縁起を表し椀あたり2輪が用いられる。
桜の葉は桜餅などに用いられる。桜餅は代表的な和菓子の一つであり、桜の葉の塩漬けで包まれた桜色の餅である。春にはこれらの風味を利用した食品なども見られる。
桜の葉の抗菌物質としてクマリンが知られている。桜の葉は、塩漬けにすることでクマリン酸配糖体に酵素が作用して加水分解などを経て芳香成分（クマリン）に変化しよい香りを放つ。桜葉漬けには多くの場合オオシマザクラが用いられており、伊豆半島南部において生産が盛んであり、シロップ漬けにされることもある。
桜の樹液をトラガカントゴムの代わりに利用する例も存在する。

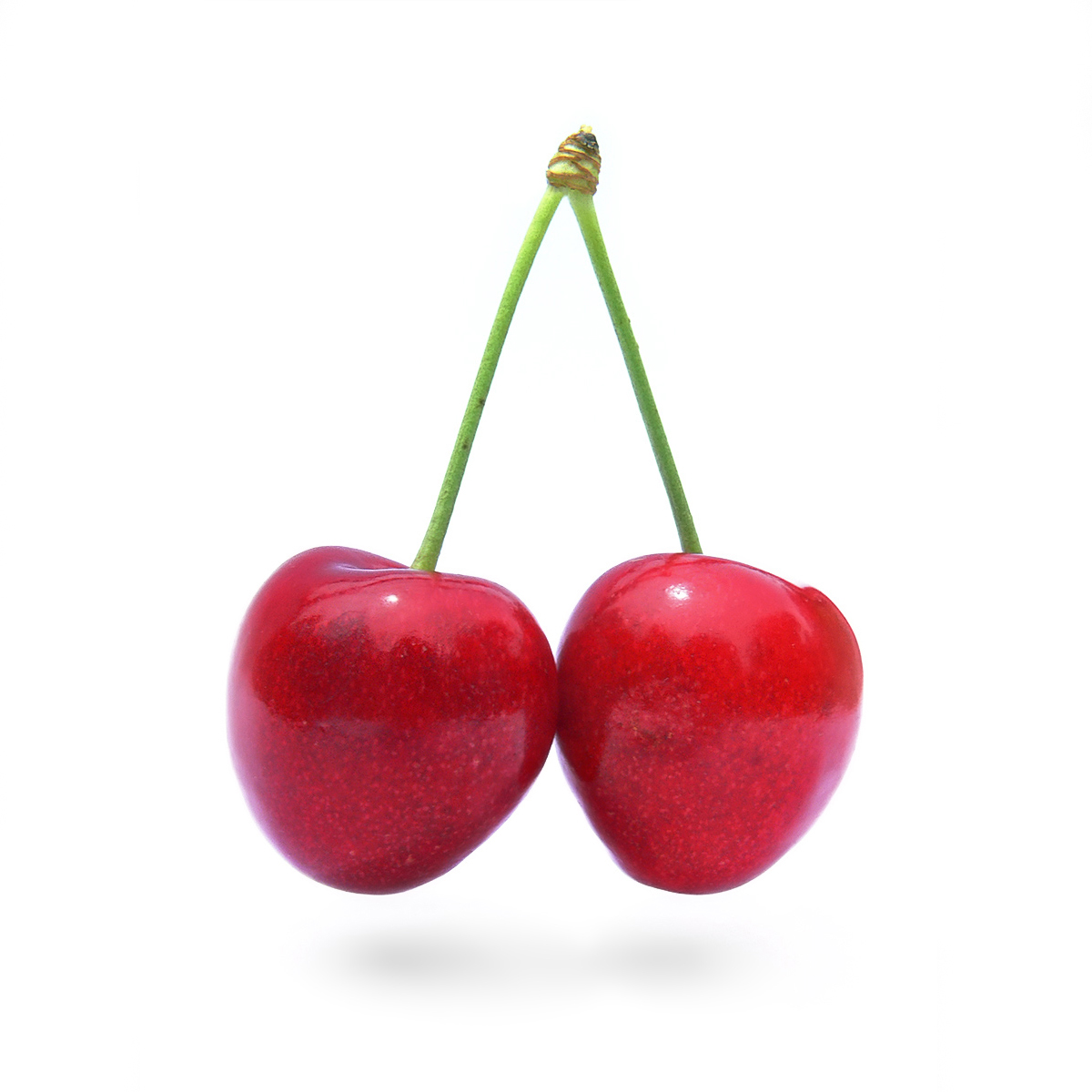
サクランボ
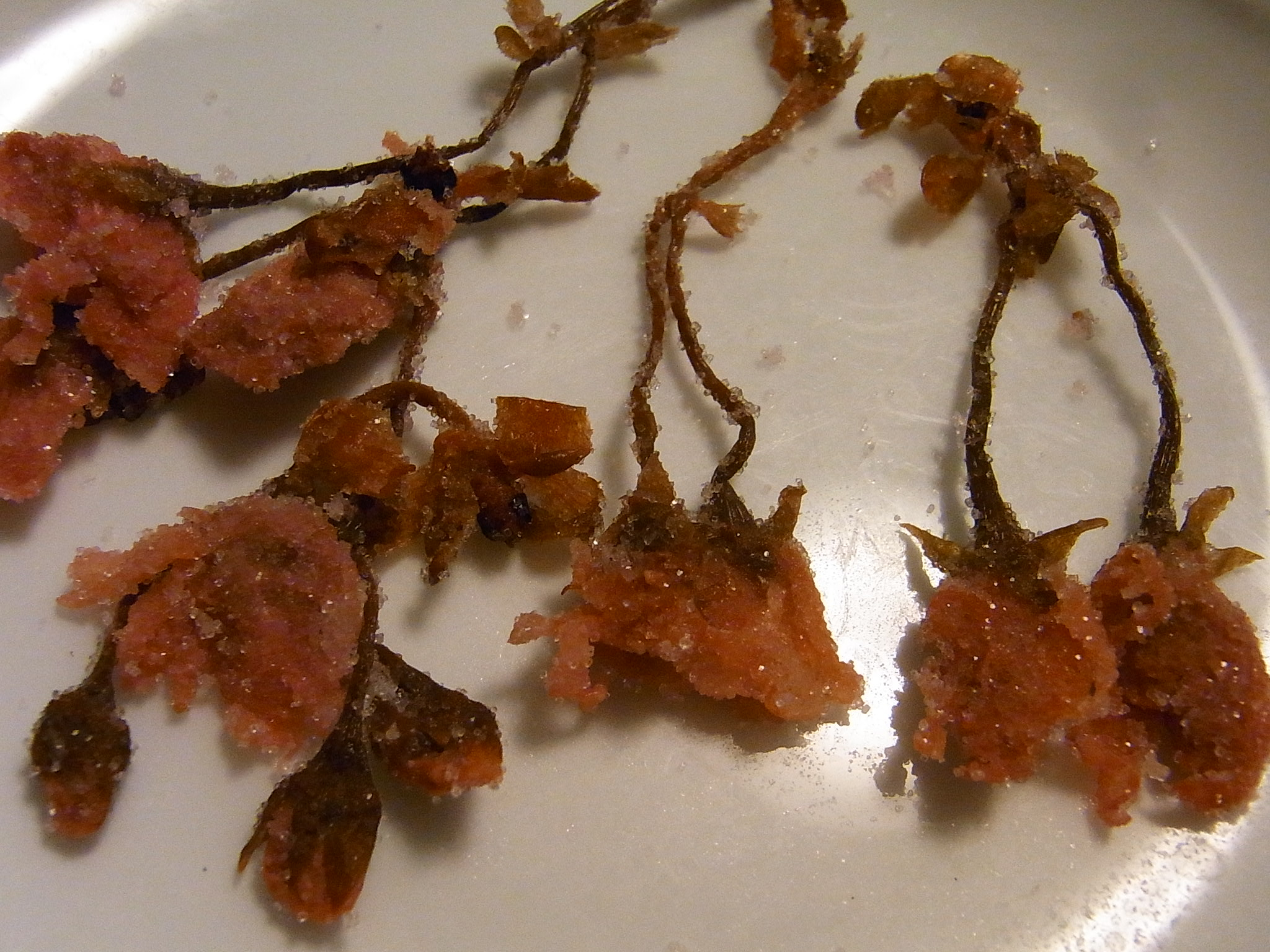
桜花の塩漬（2011年3月29日撮影）
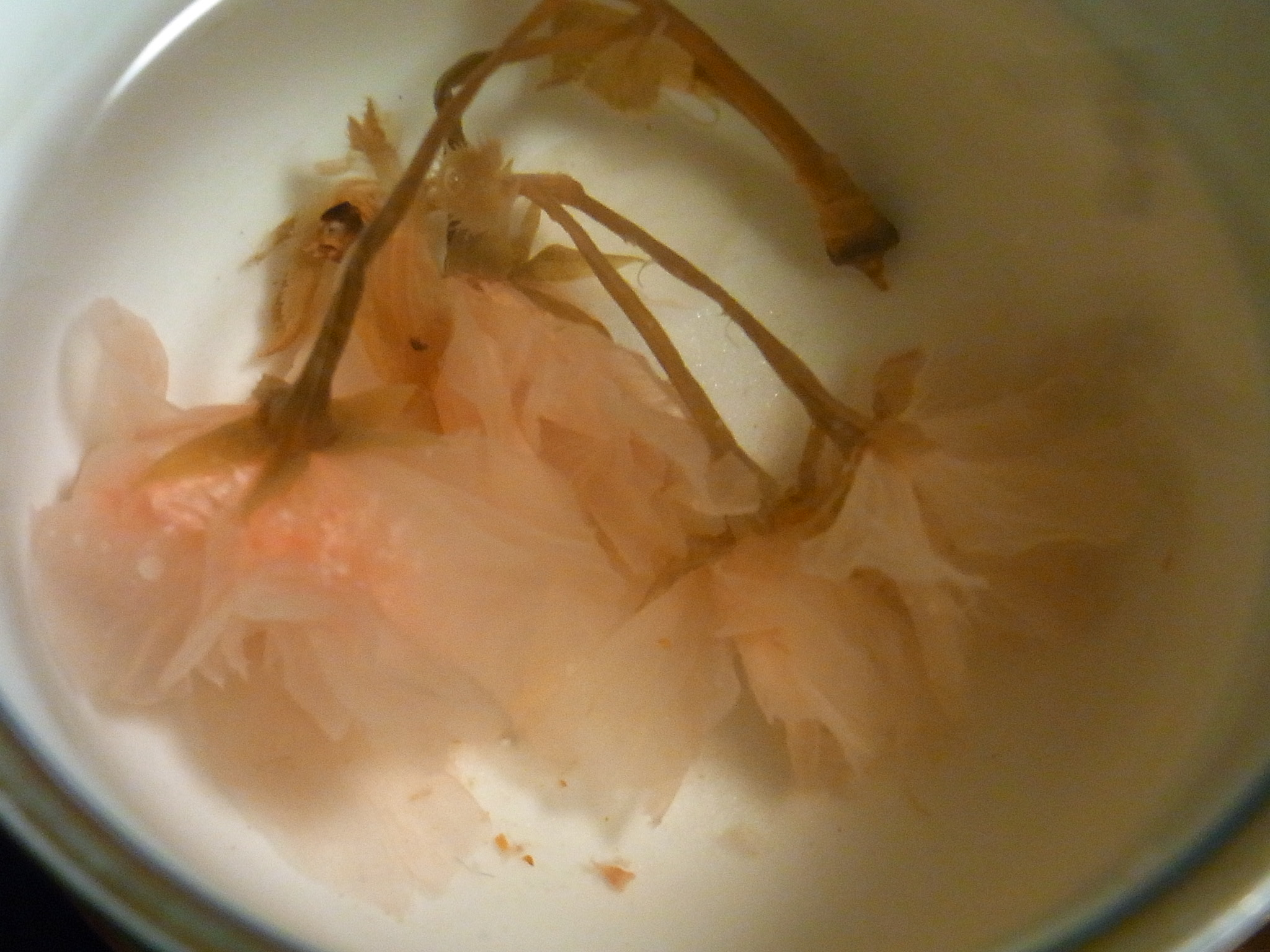
桜花の塩漬を湯で戻す（2011年3月29日撮影）
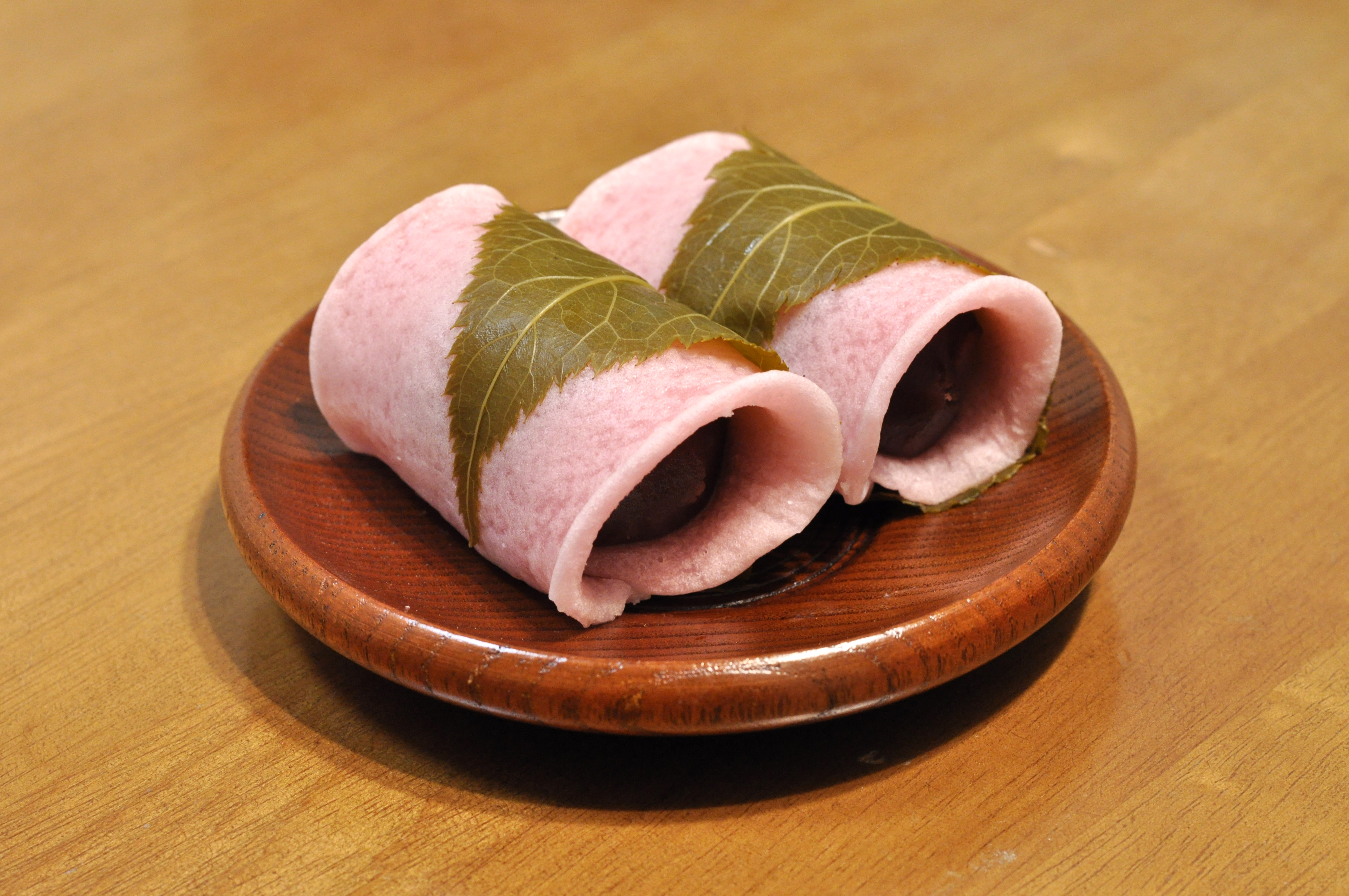
関東風桜餅
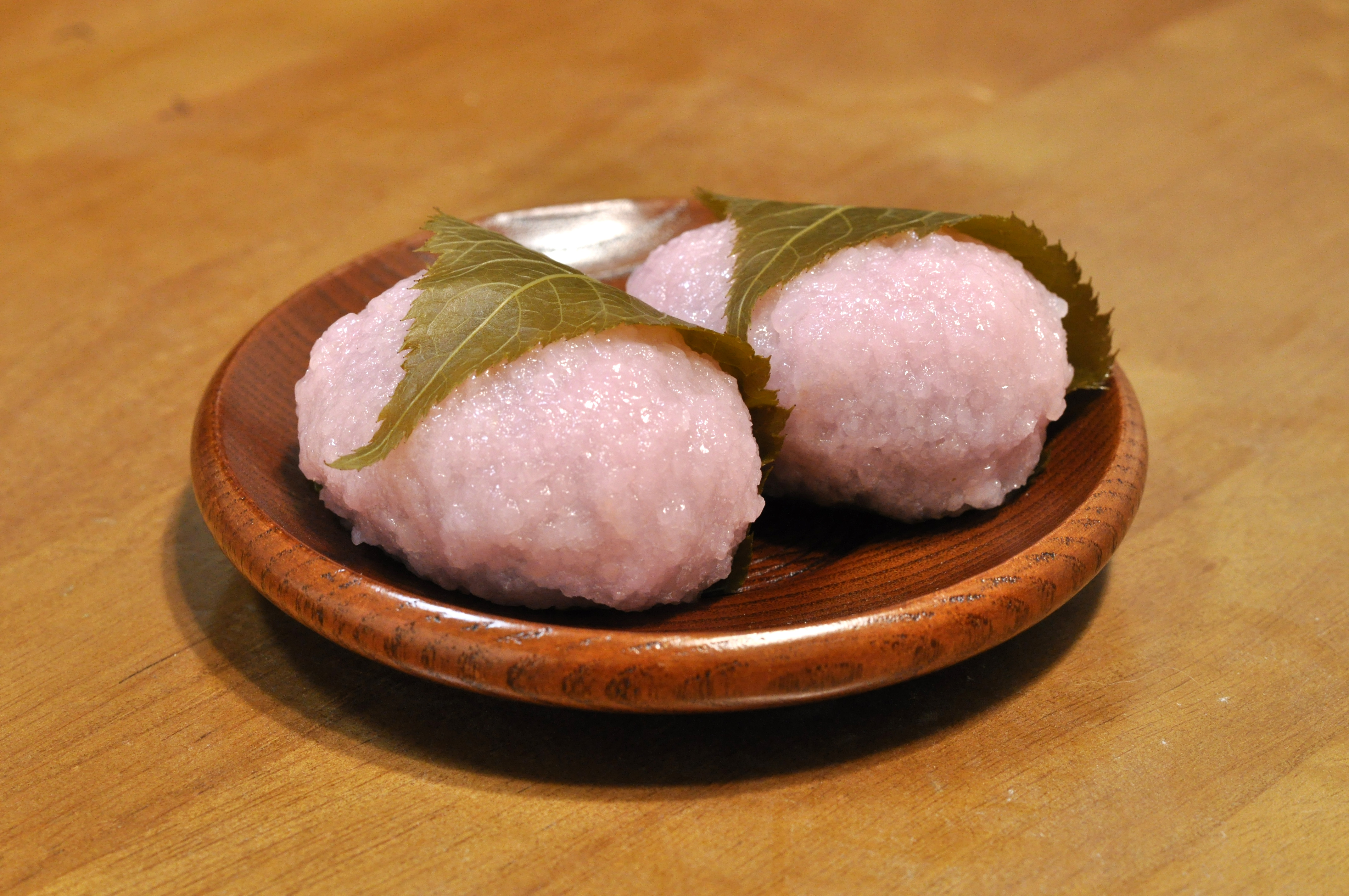
関西風桜餅

### 木材
木自体は材木として使われる。材としては硬く、湿気には比較的強い。熱伝導率が高いため、触ると冷たく感じる。木目には乏しいが、節の周囲にはメイプルや栃に似た杢目が出ることもある。無垢テーブル板や比較的高級なフローリング材として使用される。彫刻にも用いられる。建築業界や家具業界において安価である樺を樺桜あるいは単に桜と称して一種として流通させることがある。これによる混同を避けるために本来の桜を地桜と呼ぶこともある。材としては樺と桜は全く別物である。

### 樹皮
桜の樹皮は水平方向にはがれ、その表面は灰色を帯びて艶があって美しいため、小物入れや茶筒などの細工物（樺細工）や版木に利用される。樹皮は薄いピンク色の染色にも使用される。
樹皮を夏に採取し天日乾燥させたオウヒ（桜皮）は生薬として利用され、蕁麻疹や腫れ物などの皮膚薬として用いられる。また、そのエキスであるブロチンは鎮咳去痰剤として用いられる。

### その他
オオシマザクラは別名をタキギザクラともいい、この名前からも分かるように以前は燃料用として植樹されており、房総半島や伊豆大島にもこの用途で広がったとされる。
焚いた時の香りが良いため燻製のスモークチップとしてよく用いられる。

## 植栽と管理育成

### 植栽方法
開花期を基準とした品種の選定
見応えのあるサクラの名所を作るためには、その空間のサクラが同時に開花する集中開花型の空間を作る必要があり、単一の品種のみを植栽した場合は統一感や地域性（その地が発祥の品種などの場合）を演出でき、花期が同じ異なる品種を植栽した場合は華やかさを演出できる。ただしこれらの植栽方法は集客に優れるため、駐車場やトイレの設置が必要となることが多い。花期が異なるサクラの品種を植栽した分散開花型の空間作りの場合は、集客が分散して長い期間にわたってサクラを楽しめるので地域の憩いの場に向いている。この場合、花期が違う品種を隣接して植栽した場合には見応えに欠けることになるが、花期が同じ品種ごとにゾーンを設定してまとめて植栽することで見応えを改善できる。
時期
落葉期の11月中旬から12月上旬、もしくは2月下旬から3月中旬を選び、厳冬期は避けること。
陽当たり
サクラの健全な成育には十分な陽当たりが必要なので、隣接地に新築の建造物が出来たりしない将来にわたって日陰にならない場所が望ましい。
植栽間隔
隣接するサクラとの植樹間隔が狭いと陽当たりや根の発育に悪影響を及ぼし、過密であると病害虫発生の原因になるので、10mの間隔を開けて植えるのが望ましい。
土壌
サクラの健全な成育には、水はけが良く適度に湿り気があり肥沃な土壌が必要である。植えるのを避けるべき水はけが悪い土壌の目安は、雨の翌日にも水が引かない土壌、深さ30センチの穴を掘って水を穴の上までに入れて1時間経過後もまだ水が溜まっているような土壌である。また避けるべき固い土壌は、両手で直径1センチの園芸用ポールを垂直に力いっぱい突き刺して50センチ以上刺さらない土壌である。また避けるべき栄養分が不足している土壌は、生えている草が黄色味を帯びていたり草の丈が低い土壌である。例えば、関西でよくみられるような花崗岩が風化してできた真砂土の土壌は、乾燥しやすく、踏みしめられて固くなり水はけが悪くなりやすく、栄養に乏しいため、これらの悪条件に該当する。このような土地では、サクラの植栽には十分な土壌改良を必要とする（土の作り方と植え方で解説）。
街路樹や公園でよくみられるように、サクラの周りをコンクリートやアスファルトで舗装したり、大勢の人が根本の土を踏み固めるような土壌環境は避けるべきである。サクラは樹冠よりさらに根を浅く広く広げるため、土が舗装されたり踏み固められると、根に酸素と水と有機物の供給ができなくなってしまい健康を損ない樹勢を削いでしまうのである。特にある程度成長してから根周りが舗装された場合は伸びた根が腐って死んでいき、生育した上部に必要な分だけの十分な酸素と水と養分が供給できなくなり大きく健康を害するため避ける必要がある。土壌が舗装や人間により踏み固められていると根頭がんしゅ病やネコブセンチュウ病を誘発し、これらの病気は土壌を汚染する。早いうちであれば土壌改良によって病気を止めることができるが、これらでサクラが枯れた場合、何度サクラを植えても枯れる場合がある。このため、これらの病気に罹った土壌は加熱殺菌すること、石灰などで消毒すること、土そのものを入れ替えること、サクラの枯れた後には数年の間樹木を植えないことなどで対策をとることができる。
土の作り方と植え方
土の作り方と植え方は、まずは植える3時間から前夜程度前からサクラの苗木の根を水につけておく。そして植え穴を掘る。標準な植え穴は直径と深さが50センチ程度であるが、土壌改良を必要とする場合は、植え穴は直径2メートル、深さ70センチ以上を必要とする。次に植え穴用に掘り出した土を6対4の割合で分け、4の土と4と同量の堆肥と1平方メートル当たり100グラムから200グラムの肥料（NPK10-10-10）を混ぜ合わせて植え穴に埋め戻す。次にその上から6の土の一部を使って5センチほど埋め戻す。倒れず苗木の幹を誘導できるよう、穴の中心に園芸用支柱や竹を十分な深さまで刺し、傍らに苗木を立てて残り6の土でさらに埋め戻す。80センチから1メートルの高さで支柱と苗木を結束する。この際、苗木が実生台木の場合は接ぎ目を土中から出して植え、挿し台木の場合は土中に入れて植える。また幹と支柱が擦れて傷つかないように、必ず保護材で枝を巻いたうえで麻縄などの1年から2年で分解する紐で、きつ過ぎて食い込んだり緩すぎて擦れたりしないように注意しながら8の字に結束する。なお支柱は通常1.8メートルから2.4メートル程度の長さが必要であるが、枝や幹の成長が下向きになりやすい品種では将来の樹形を整えるために竹などのより長い支柱が必要となる。例えばカワヅザクラなどの枝や幹が横や斜め下に伸びやすいサクラには、基準の幹を3メートルから3メートル50センチ程度の高さまで支柱に沿わせて上方に誘導できる長さが、枝垂性のサクラの場合には基準の幹を4m程度の高さまで支柱に沿わせて上方に誘導できる長さが望ましい。最後に周囲を土の壁で囲って水鉢を作って水を入れる。また幹は8月下旬以降に急激に太るので、定期的に巡回して支柱と結んだ紐が苗木に食い込まないように注意して調整する。基本的に水やりは必要ないが、夏場の乾燥している時には1週間毎の夕方に水鉢が満杯になるまで水を与えると良い。

### 剪定・除草・施肥
サクラは「サクラ切る馬鹿、ウメ切らぬ馬鹿」といわれるように傷口が傷みやすい。実際、台風や人間により太い枝が折られた後に未処置だと傷口から腐って一気に枯れてしまうこともある。このため、しばしば剪定には不向きとされるが、健全な育成のためには枝を間引く適切な剪定はむしろ必要である。大木になってから枝を切ると健康を害しやすいため、植えてから5年目程度までに剪定をして将来の樹形を整えておく必要があり、基本的には剪定ばさみで切れる太さまでの枝のみにする。また、剪定をする時期は落葉後の11月から3月上旬にかけてとする。剪定する対象の枝は、まずは台木から生えていることが多い地際のひこばえや台芽であり、これらを剪定しないと栄養がこれらの集中してしまう。また他の枝に絡みやすいふところ枝とからみ枝も剪定して枝同士が絡んで擦れて傷が付き腐朽することを防ぐ必要がある。また胴吹き枝や1.5メートルから2メートル程度の高さまでにある枝も通行の障害になるため剪定することが望ましい。6年目以降は樹形を乱す逆さ枝も剪定することが望ましい。また枯れ枝も剪定の対象となる。やむを得ず500円玉以上の太さの枝を切る場合は、必ず、切る枝の下側に3分の1程度から切り込みを入れてから上から切り落とし、えりを残して切断面がその枝の幹と平行になるように再度切った後に、切断面に保護材を塗る。
サクラとウメの剪定に関する最大の違いは枝への花の付き方である。枝には1年で数十cm延びる長枝と1cm未満しか伸びない短枝に分かれる。サクラでは長枝には葉芽ばかりがついて短枝に花芽が付く一方で、ウメでは長枝にも花芽を付ける。枝を剪定する際は基本的に短枝が剪定されるので、剪定から数年間は短枝がまだ伸びていないため、サクラは花付きが大きく減少し、ウメは花付きがあまり衰えないという事になる。この剪定後数年間の見栄えの違いにより「サクラ切る馬鹿、ウメ切らぬ馬鹿」と言われることになったとも言われている。
雑草を放置すると、日陰になったり水と養分を奪われたり病害虫の発生源となり健全な成育が阻害されるため、健全な育成のためには新芽の頃から落葉前までに除草する必要があり、特に苗木の頃は早目に対処する必要がある。刈った草を根元に巻くことで土壌の乾燥を防ぎ、次の雑草の繁殖を抑制することができる。
健全な育成のために、寒肥として落葉期間中の施肥が必要である。まずはサクラの幹を中心に半径1メートルの円状を内径として設定した後、面積1平方メートル等分になるように同心円状に外径を設定する。そして内径と外径の間の1平方メートルごとに深さ・直径20センチの穴を1つずつ掘り、その中にNPK10-10-10の肥料200から300グラム入れて埋め戻す。

### 定期健康診断
植えてから6年以上経ったサクラの木に対しては、毎年夏季に健康診断を行うことが望ましい。植栽間隔が狭すぎたり、陽当たりや土壌に問題があったり、病害虫に侵されていると樹勢が衰えやすいため、その場合は専門家の診断を仰ぐのが望ましい。樹勢が衰えている証拠にあげられるのは、木の上部の枝枯れが目立つ、根際の主幹部から胴吹きが目立つ、見上げると空が見えるほど葉が少ない、開花時の花が少ないか枝先にだけまとまって咲く、降雨があるのに葉が丸まっている、9月上旬頃に周りのサクラは葉があるのに一足早く落葉してしまうなどである。

### 病害虫と獣害
本来、特に自生種は病害にも害虫にもそれほど弱くはないが、人為的に集中して植えられている場合や人工的に作られた品種はこれらに弱くなる場合もある。病害虫はサクラの密集地では互いに伝染し、集団発生する可能性がある。
サクラが多く罹る病気としては根頭がんしゅ病、根瘤線虫病、てんぐ巣病、膏薬病、うどんこ病などがある。
根頭がんしゅ病、根瘤線虫病は根や根の付け根辺りで瘤が発生する病気である。根元の土が踏み固められていると促進される。病気に罹るとすぐ枯れるわけではないが徐々に樹勢が削がれ、サクラが弱っていく。これらの病気は病変部位を切り取り、切り取った部分を殺菌し、表面を保護する塗布剤などで保護すること、土壌改良を行うことが有効である。対策を行えば少なくとも病気の進行は抑えられる。
てんぐ巣病は枝に発生し、枝が竹箒状になる病気である。この病変も徐々にサクラが弱り、全ての枝に広がると手遅れになりかねない。発見したら、休眠期を待ち、消毒した鋏や鋸で病変部位を切り落とすことが望ましい。切り落とした後は癒合剤などで回復を促し、剪定した枝は焼却、鋏や鋸も切った後すぐに消毒することが必要である。消毒の行われていないはさみを使うとそれを元に移る可能性もあるので気をつけるべきである。菌が原因であるので風通しを良くすることも対策になる。
膏薬病やうどんこ病については水気が多い場所や湿気の多い場所、あるいは病害虫が引き起こす。胴の部分に菌が入ったりキノコができることによって病気になる。病害虫は菌が入るための傷口を作ったり、傷口を広げるのに加担することが多い。風通しを良くすることや水気がたまらないようにすること、病害虫を駆除することによって病気を抑えることができる。
サクラによく付く害虫として、2012年（平成24年）以降に顕著な話題となっているのが外来種のクビアカツヤカミキリである。サクラに寄生する同カミキリの大量繁殖と食害の大きさから、各地でサクラ、特にソメイヨシノの大量伐倒に至っており、その被害の深刻さから、2018年1月に同カミキリが環境省より特定外来生物に指定された。これを受けて埼玉県環境科学国際センターではサクラへ寄生するクビアカツヤカミキリ対策を広く公開している。
他の害虫としてはカイガラムシ、アブラムシ、ハダニ、それにケムシ・イモムシの類ではハマキムシ、コスカシバ、オビカレハ、アメリカシロヒトリ、サクラケンモン、モンクロシャチホコ (w:Phalera flavescens) などが挙げられる。
ノネズミ、ノウサギ、ウソの食害も受けやすく、乾燥防止目的でサクラの根元に多くの敷き藁を施用したりクローバーなどの植栽をするとネズミの冬場の住みかと餌場になりやすい。また植えてから3年程度までにノウサギに食べられたり齧られると致命的な被害を受けることもある。これらには忌避剤を用いることで予防ができる。

### 排気ガスと酸性雨
サクラは街路樹として植えられることも多いことなどから車などの排気ガスによって傷められることも多い。山高神代桜ではサクラを守るために近くを通っていた道路に迂回路が作られた。酸性雨も木を弱める要因になる。

## 日本国外でのサクラ
サクラは北半球に広範に分布しているが、ヨーロッパや北米には、観賞に適した大きな花をたくさん付ける野生のサクラの種はあまりなく、それらの多くは今日の人々が想像している典型的なサクラとは異なっている。また中国本土には日本より多い30種以上の野生種のサクラが分布しているが、それらの種は小さな花をつけるものが多く、観賞用にふさわしい大きな花を咲かせるサクラの分布域は人々の生活圏から離れた狭い地域に限定されていた。一方日本では、観賞に適した大きな花を大量に咲かせ大木になりやすいオオシマザクラとヤマザクラが人々の生活圏に近い全国のかなり広い地域に分布していた。そのため日本では歴史的にサクラを観賞する文化や栽培品種の生産が発展したと考えられている。
欧米各国は江戸時代末期から日本のサクラを収集し、イチハラトラノオ、フゲンゾウ、ウコンなどがこの時期に欧州に持ち出され、サクラ観賞の文化が始まった。また明治時代の都市の近代化によるサクラの伐採により日本では一部のサトザクラが失われていたが、タイハクやホクサイなどは欧州に持ち出されて後に日本に里帰りすることで再び日本で観賞できるようになった。

### アジア
中国
満州国時代の中国東北部では、現在の遼寧省大連市旅順口区にある龍王塘桜花園の桜花園が既に有名であった。また、同じく旅順口区の203高地の麓の桜花園（50万平方メートル余り）は2006年に開園して、日本から最近贈られた桜が18種類、3,700株余り植えられている。
日中戦争中、日本軍により傷病兵用病棟として接収された武漢大学に28本のサクラが植えられた。終戦後、これらのサクラは歴史的観点から伐採されかけたが保存されることになった。1972年、日中共同声明による日中国交正常化に伴い、サクラが日本から武漢大学および近くの東湖桜花園に寄贈され、その後も次々と寄贈され、現在は武漢大学周辺には約1000本のサクラがある。これらのサクラの80%は日本軍が植えたサクラの直系の子孫である。新型コロナウイルスの蔓延で花見ができなくなった2020年には、武漢大学のサクラの様子がウェブで公開され、延べ7億5000万回視聴された。
サクラは頻繁に中国と日本の友好関係に利用されている。日中国交正常化の翌年の1973年、日本は中国に友好のシンボルとしてサクラを送り、それらは北京の玉淵潭公園に植樹された。その後もサクラの木は増殖されて植えられ、同公園はサクラの名所となった。
1997年、みちのく銀行と樹木医の斎藤嘉次雄が日中友好のために武漢市に桜公園を開くことを計画し、同年からサクラで有名な弘前公園がある弘前市が武漢市にサクラの植樹や栽培の指導をするようになり、2016年には武漢市と弘前市が友好協定を締結した。2001年に東湖桜花園が開園し、2018年には250万人が花見に訪れる名所となった。ソメイヨシノやシダレザクラなど60種類のサクラが1万本植えられている。
無錫市の無錫国際花見ウィークは、1980年代に坂本敬四郎氏と長谷川清巳が「中日桜友誼林」に1,500本のサクラを植えたことから始まった。2019年現在、「中日桜友誼林」は毎年50万人の花見客が訪れる名所となっており、100種類のサクラが植栽されている。
1990年代後半から21世紀に入り、訪日旅行客の増加やSNSの普及により中国でのサクラの人気が急速に高まり、中国各地に開設された多くの広大な桜公園に多くの花見客が訪れている。例えば貴州省の平壩万宙桜花園は1,600ヘクタールの広大な土地に70万本のサクラが咲き、世界最大の桜公園といわれている。2019年の統計によると、中国国内だけでのサクラ関連の観光客数は3億4,000万人に達し、消費額は600億元を超えている。
このような中国でのサクラの人気の急激な高まりとナショナリズムにより、中国では「サクラの起源は中国」という間違った言説が蔓延するようになっている。2013年には中国共産党直属の中国網で、武漢大学園林環境衛生サービスセンターの主任や中国科学院武漢植物園の専門家などが「サクラの起源は中国で日本には宋王朝の時代に伝わった」と主張していることが紹介され、2015年には同中国網で唐王朝の時代に日本に伝わったとする記事が発表された。また2016年には武漢市の金融系企業が渋谷109に「武漢、世界の桜の故郷 ぜひ武漢大学に桜を見に来てください」という広告を出し、一部の中国人たちから快哉を浴びた。2019年には中国櫻花産業協会がサクラの起源は中国であり、中国の国花にすることがふさわしいとの声明を決議した。またこの協会の会長が会長を務めるサクラの栽培に関する企業の副責任者は、2016年時点で「日本に抵抗するとともに愛国的な真の方法」として「チャイナレッド」の真紅の花色の栽培品種を開発して日本のサクラの品種を駆逐することを企図している。一方、このような主張に反対する意見もあり、例えば武漢大学の歴史家は「現在栽培されているサクラの多くの品種は事実上日本固有のもので（中略）武漢大学のサクラも少量の中国原産種を除けばほとんどが日本から来たものだ。」との主張を新華社に投稿して批判している。なお中国側がサクラの起源を主張する際には、1975年に日本で発行された『櫻大鑑』を引用して権威付けすることが多いが、ここにはサクラの野生種の起源がヒマラヤザクラである可能性と、野生種が中国大陸と日本列島が地続きの時代に東進して、後に日本で盛んに分化して独自化した可能性が書かれているだけである。もちろん人類が文明を築いていた唐王朝や宋王朝時代の話でも栽培品種の話でもなく、明らかに誤読である。また上海辰山植物園の職員も、多くのサクラは日本固有種のオオシマザクラなどを核にして作出されていると主張し、中国側の主張を「故意あるいは意図せずに野生種と栽培品種を混同して論じ、野生種の起源を用いて人々をミスリードしている。」と批判している。
台湾
台湾には、北部の陽明山・中正紀念堂公園など、中部の阿里山・日月潭九族文化村など、南部の烏山頭ダム風景区など、桜の名勝は多い。東アジアの梅開花前線と桜開花前線（寒桜など）は、それぞれ11月と1月に台湾で始まり、その後日本列島を北上する。
韓国
鎮海の桜に見られるように、韓国には日本統治中にソメイヨシノが導入されサクラ観賞の文化が始まった。韓国ではソメイヨシノの正体は済州島原産の雑種である王桜であるという韓国起源説が蔓延しているが遺伝子研究により事実無根として否定されている。2022年に行われた調査によると、ソウルのサクラの名所である韓国国会と汝矣島周辺に植えられたサクラのうち9割以上が日本原産のソメイヨシノであり、韓国原産の王桜は1本も植えられていなかったことが判明した。また桜祭りが行われる桜の名所として有名な鎮海の女座川沿いの99.7%、慶和駅周辺の桜の木の91.1%が1960年代に日本から持ち込まれた日本産のソメイヨシノであり、残りも日本産のシダレザクラなどであり、王桜ではないことが判明している。
北朝鮮
北朝鮮でも、平壌の街路には桜が植えられていて、通行人の目を楽しませる。

### アメリカ大陸
アメリカ合衆国
ワシントンDCの全米桜祭りが有名であり、日本が日米友好の証として寄贈したサクラに起源がある。ハワイ州ハワイ島のワイメアでは、毎年2月に「ワイメア桜祭り」が行われる。
ブラジル
日系移民が多いブラジルでは、サンパウロのカルモ公園に、日本のの桜が4,000植えられていて、桜祭りがある。

### ヨーロッパ
イギリス
コリングウッド・イングラムは19世紀後半から20世紀初頭にかけて日本のサクラを収集して研究し、オカメやクルサルなどのさまざまな栽培品種を生みだすなどして、欧州でのサクラの観賞文化の始まりに貢献した。イングラムは、日本から輸入して自邸で栽培していた20世紀初頭までに日本で姿を消していたタイハクを日本に里帰りさせ、日本で失われていた品種を復活させることに貢献した。1993年に日本花の会は王立ウィンザー大公園に松前系の58品種のサクラを寄贈し、それらは王立キューガーデンなどに分与され活着している。
ドイツ
1866年にシーボルトが栽培品種のホクサイを日本から持ち出し、その後日本では失われていたが、後に里返りしたことで日本でも見られるようになっている。
1977年から3年に渡って日本花の会がハンブルグ市の日本人会の依頼を受けて5,000本のサクラの苗木を同市に寄贈し、それらのサクラはアルスター湖畔や公園に植えられた。またテレビ朝日と日本花の会がドイツ統一を果たした記念にベルリン市に1991年から6,000本のサクラの苗木を寄贈し同市のベルリンの壁跡や隣接するポツダム市にも植えられた。またボンにはカンザンの桜並木があり有名な花見の名所になっている。
フランス
日本花の会が1981年にベルサイユ市にサクラの苗木を5,000本寄贈し、それらは市内の病院や公園などに植えられた。
ロシア
ロシアでは、モスクワの中心部にあるロシア科学アカデミー植物園の日本庭園に日本から贈られた北海道産のエゾヤマザクラとチシマザクラが40本ほどあり、通常5月に開花する。

## 「さくらの日」
日本さくらの会は、1992年（平成4年）に3月27日を「さくらの日」と制定している。

## ギャラリー

### 日本国内

日本五大桜
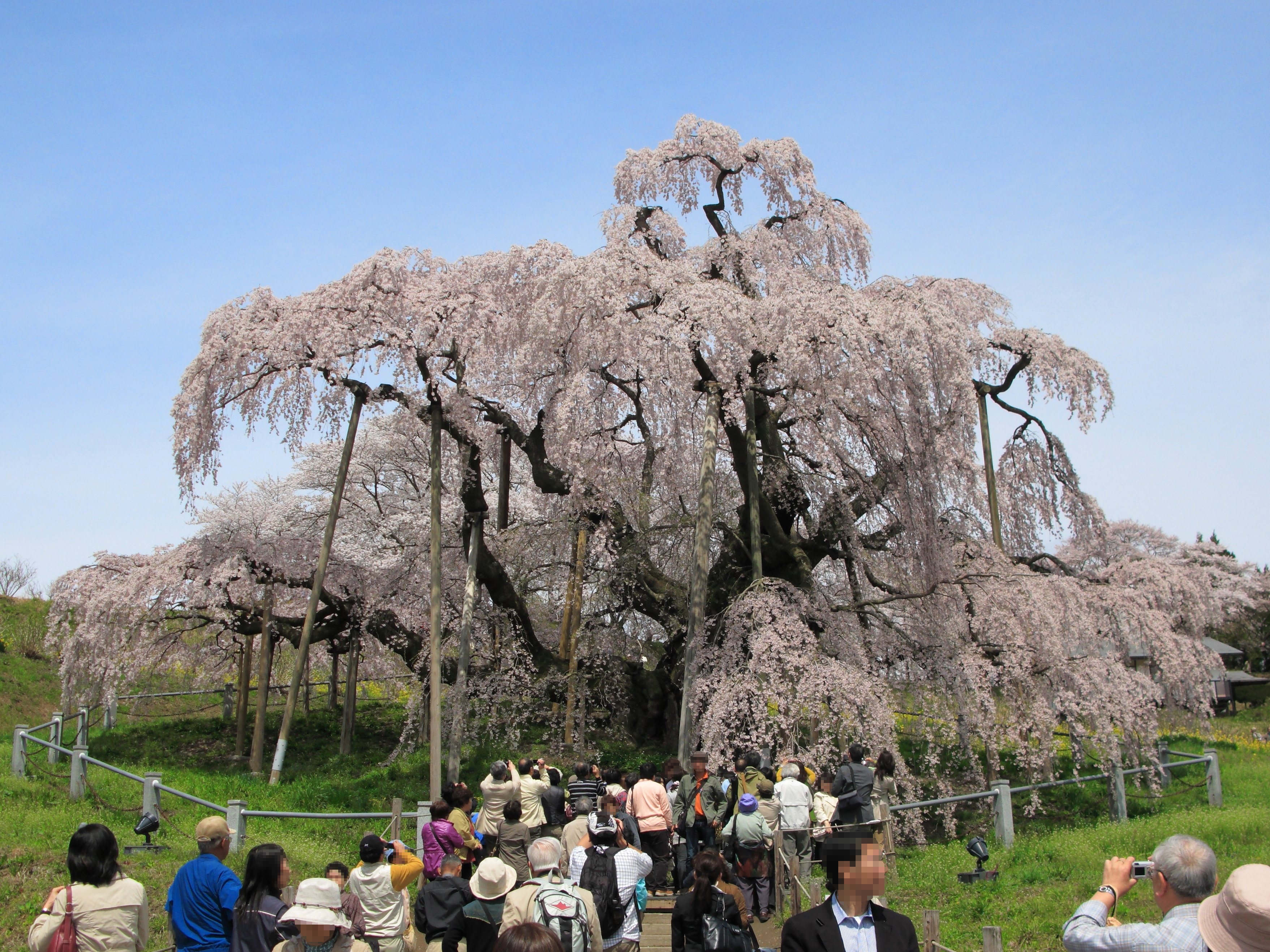
福島県三春町・三春滝桜
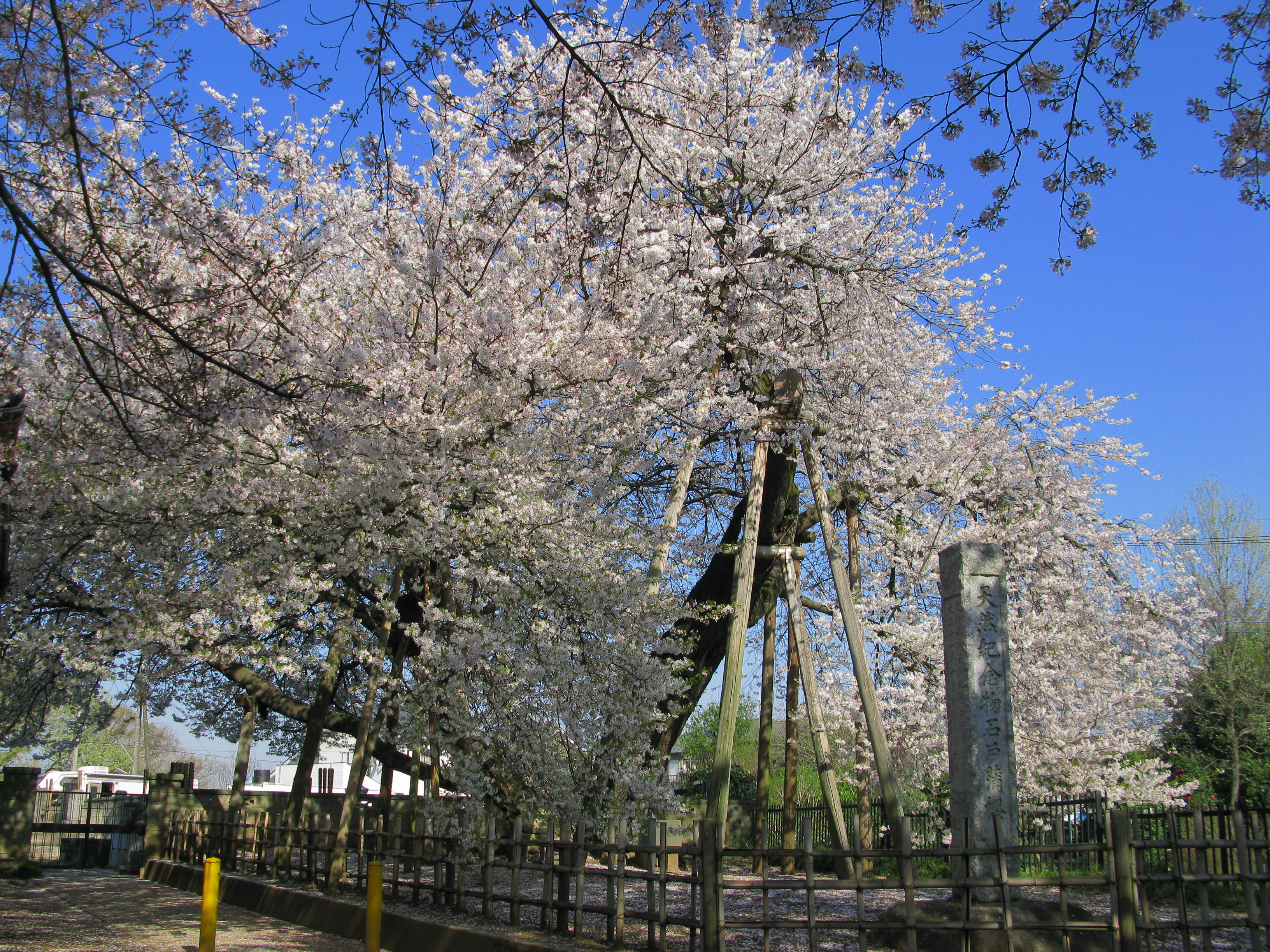
埼玉県北本市・石戸蒲ザクラ
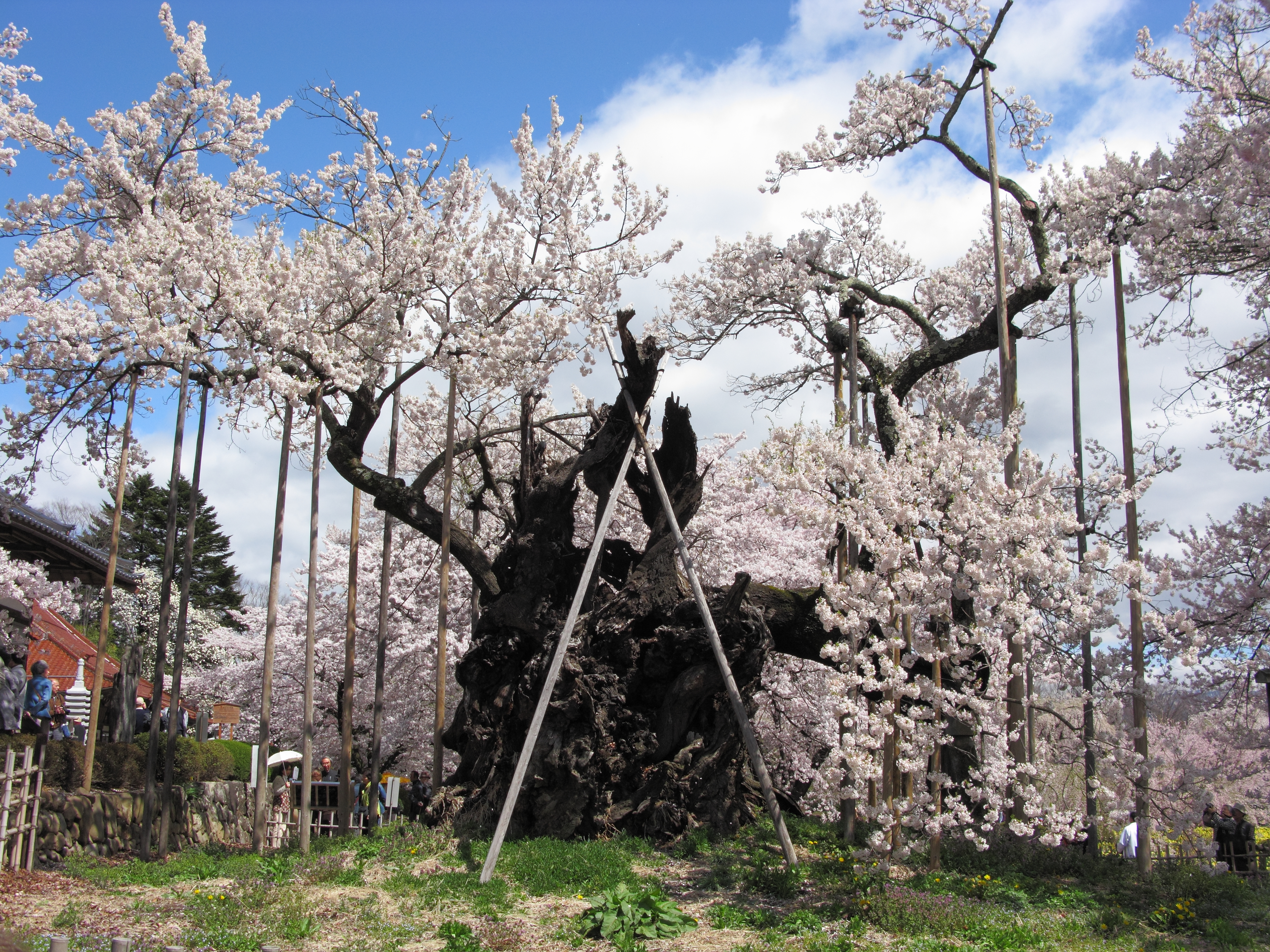
山梨県北杜市・神代桜
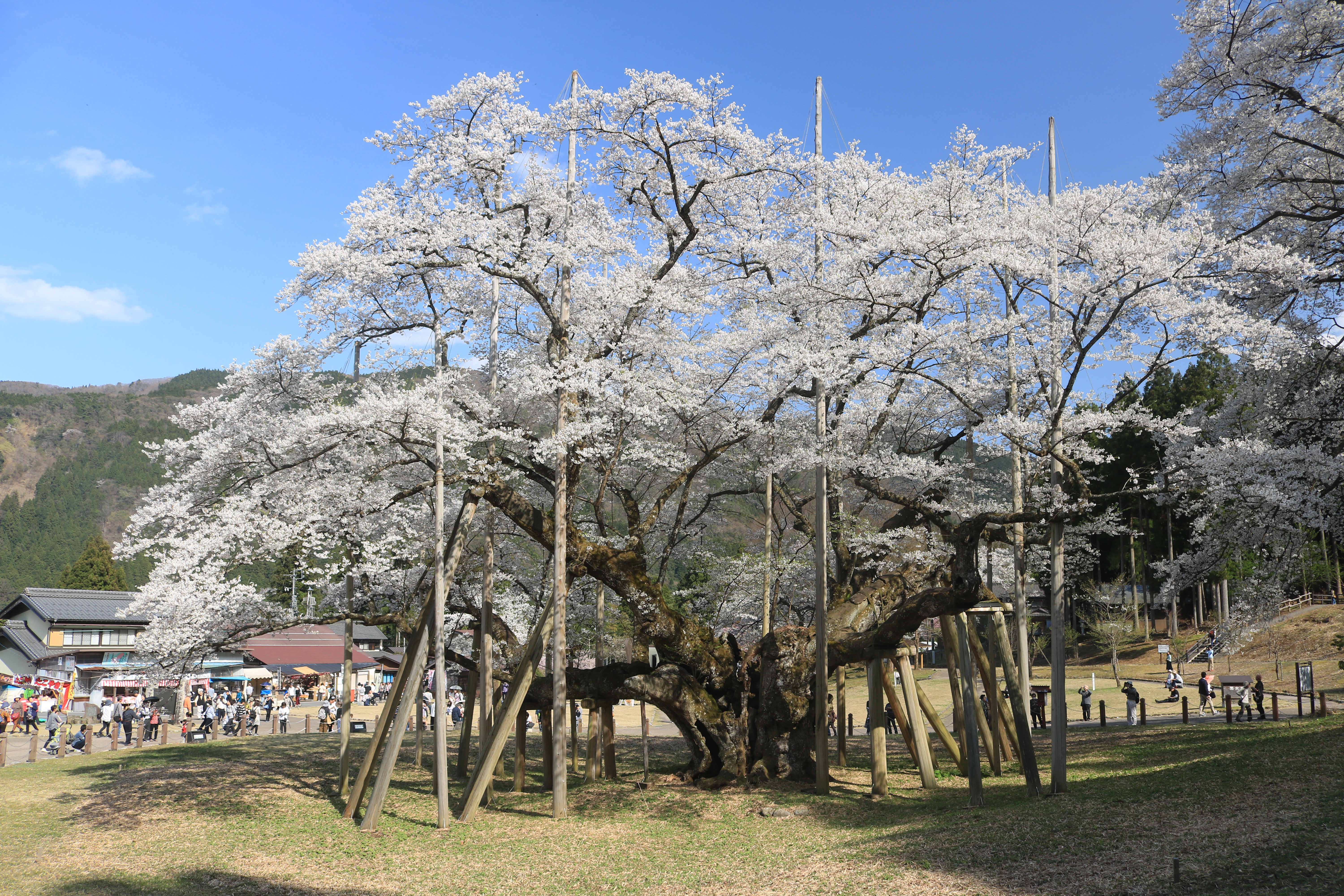
岐阜県本巣市・淡墨桜
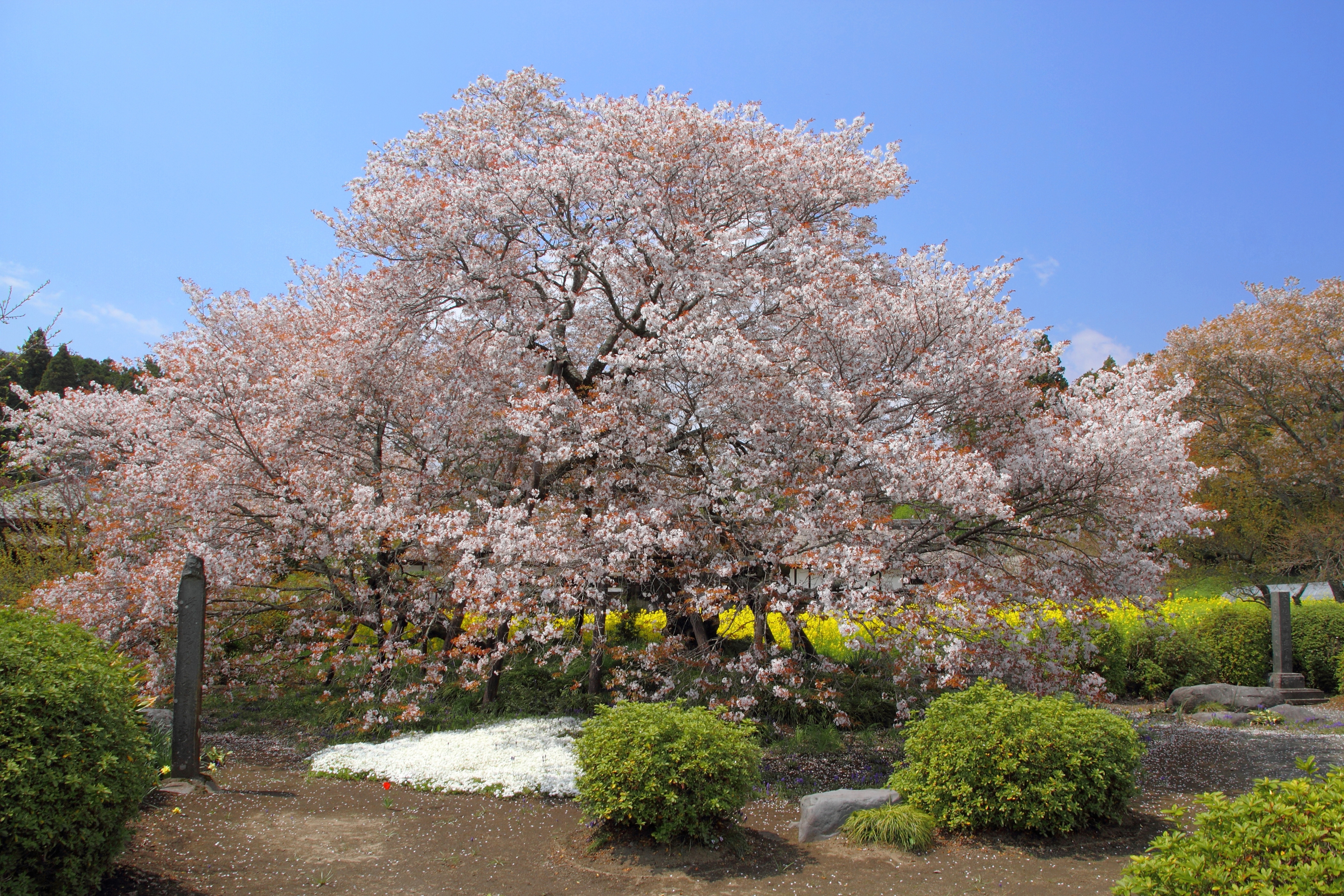
静岡県富士宮市・狩宿の下馬ザクラ

### 日本国外

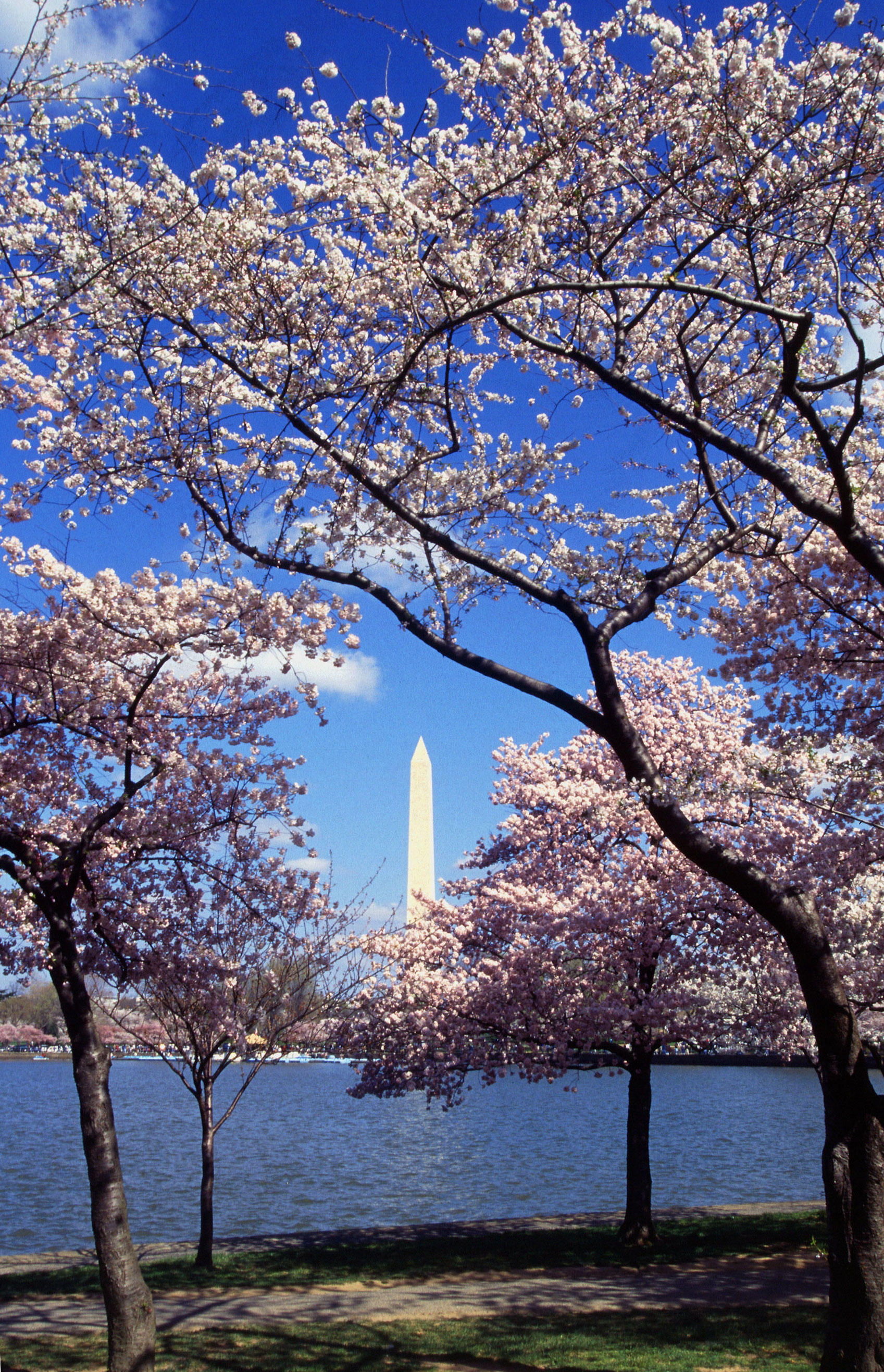
アメリカ合衆国ワシントンD.C.・タイダルベイスン
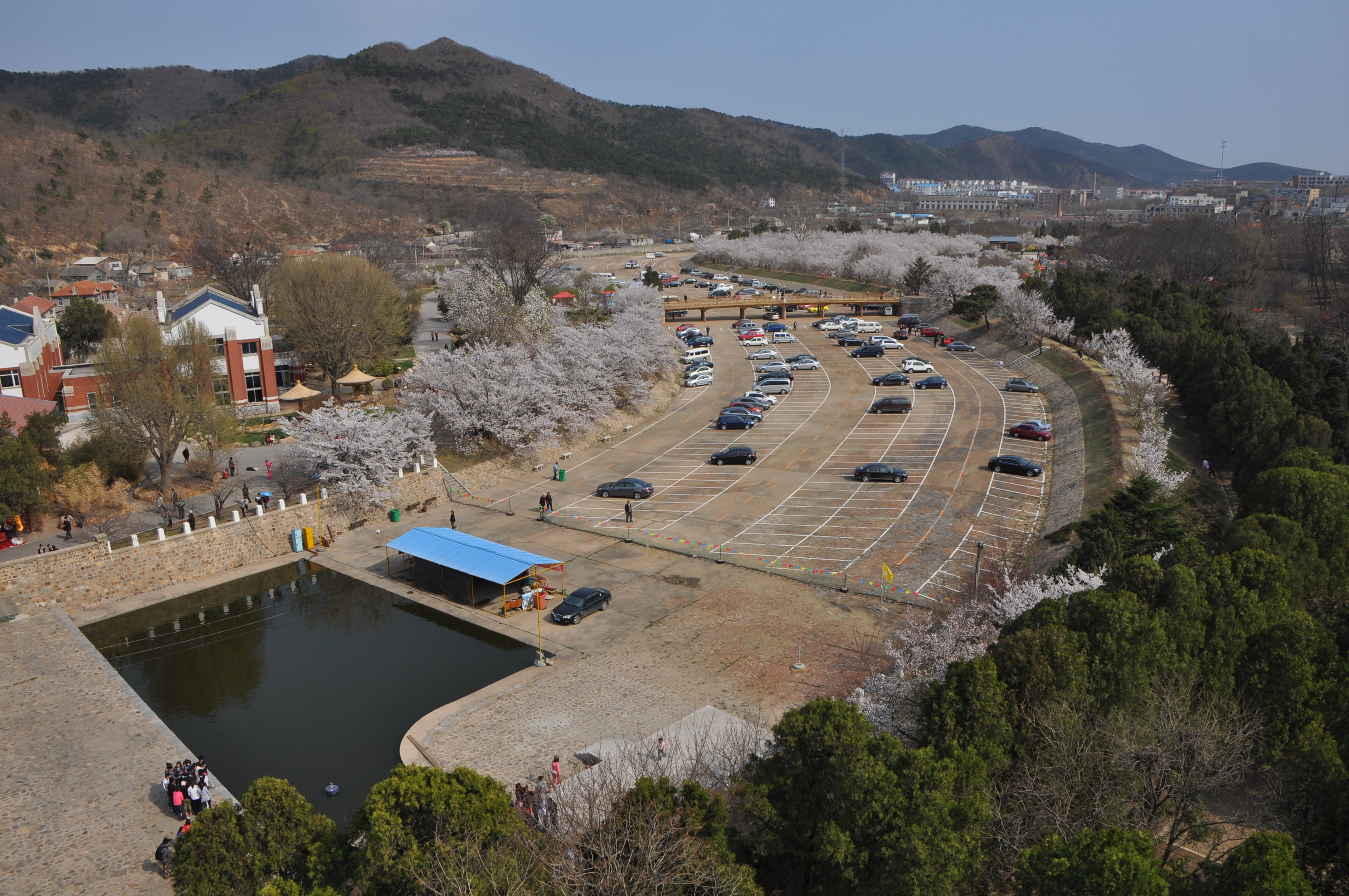
中華人民共和国遼寧省大連市旅順口区・龍王塘桜花園
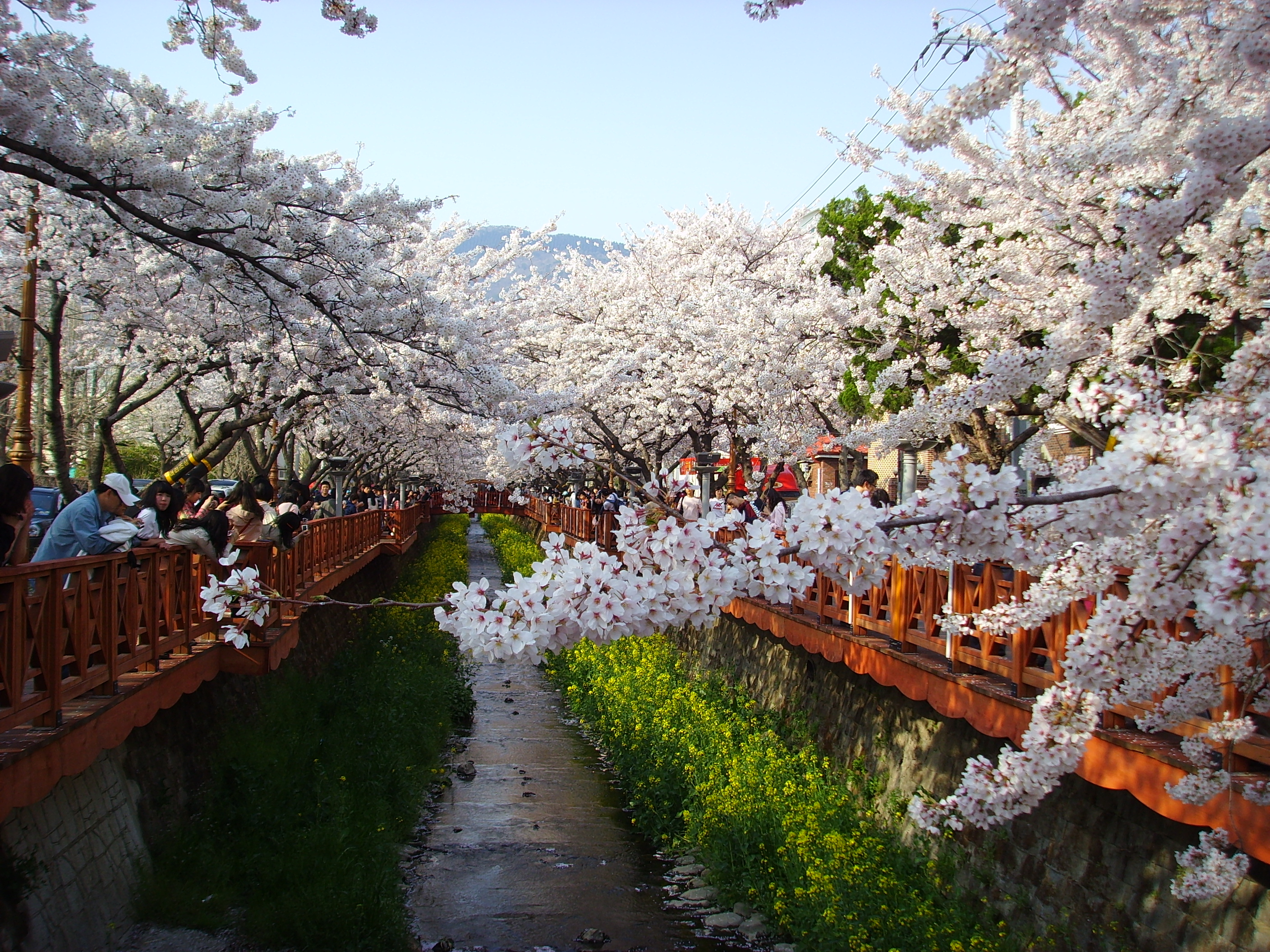
大韓民国慶尚南道昌原市鎮海区
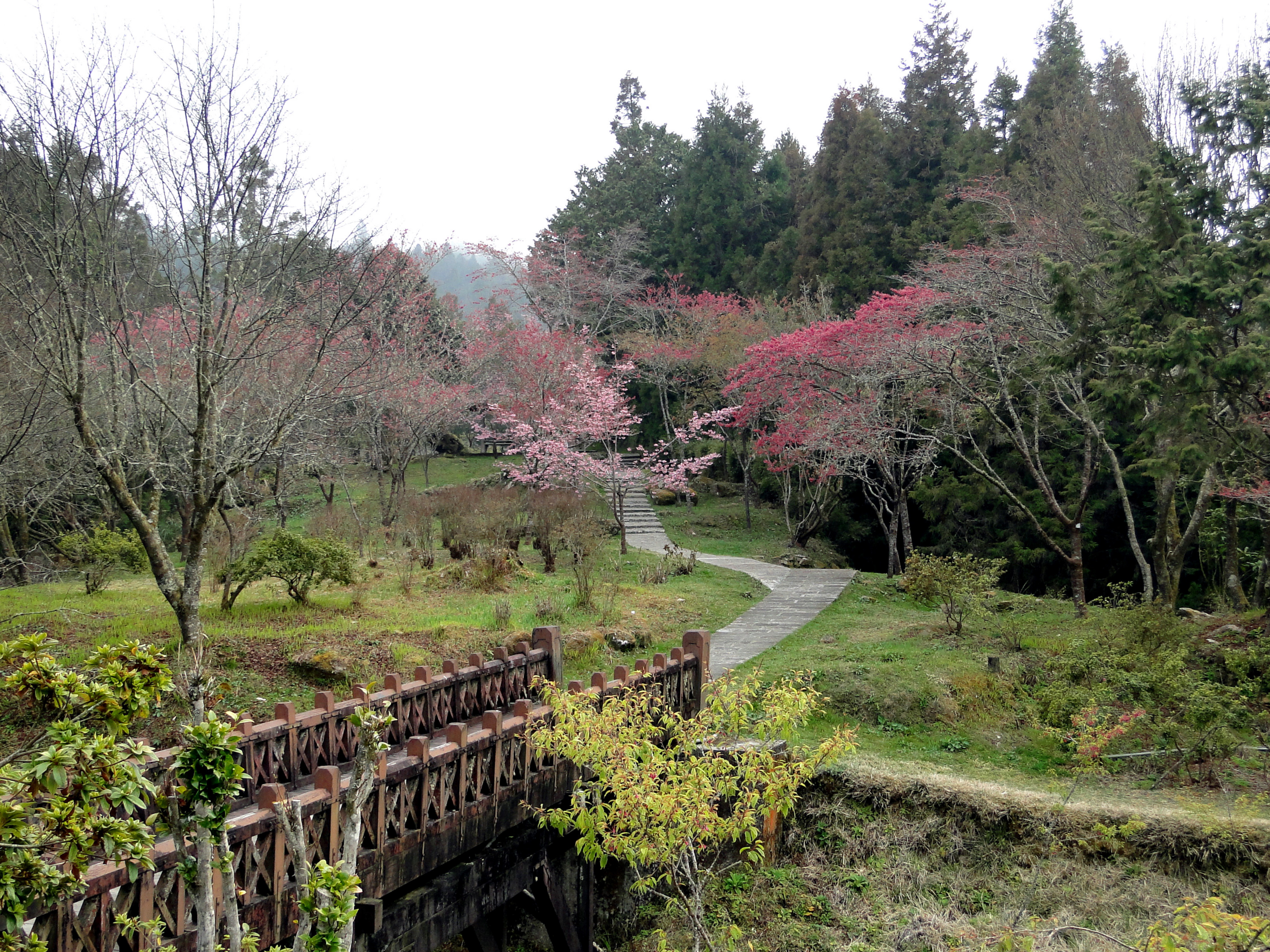
台湾嘉義県・阿里山
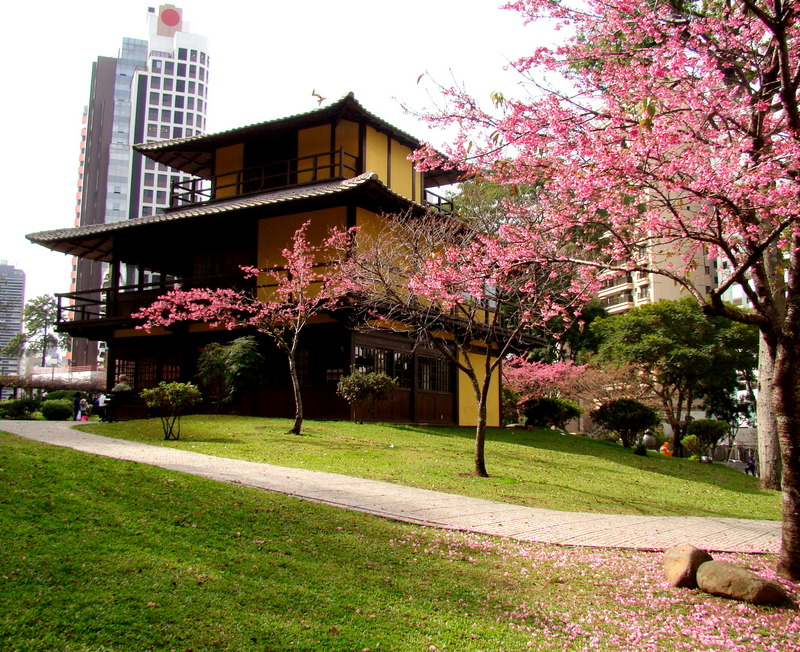
クリチバ市内の日本庭園、ブラジル

### 種類別

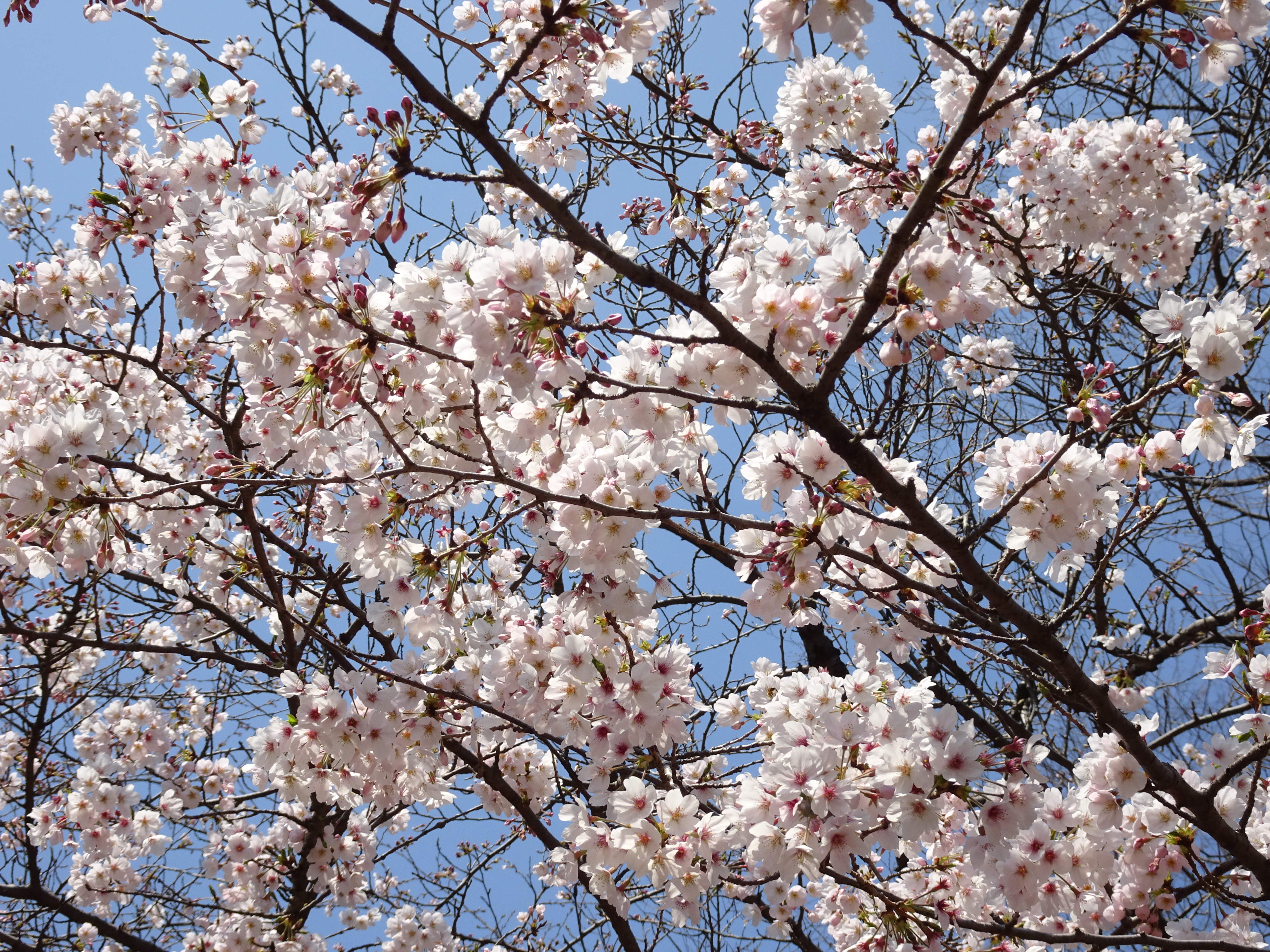
ソメイヨシノ
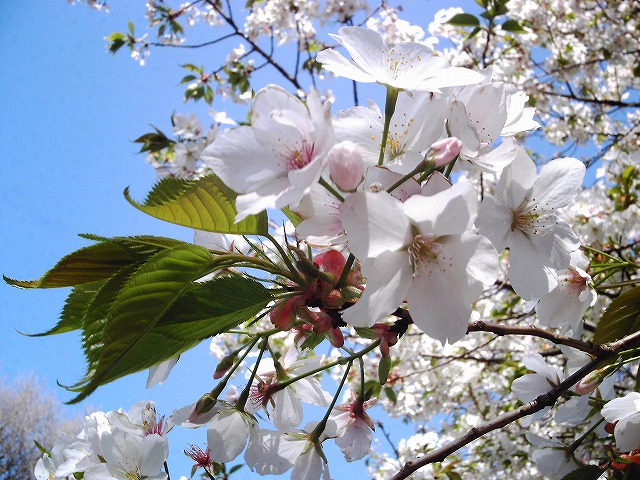
オオシマザクラ
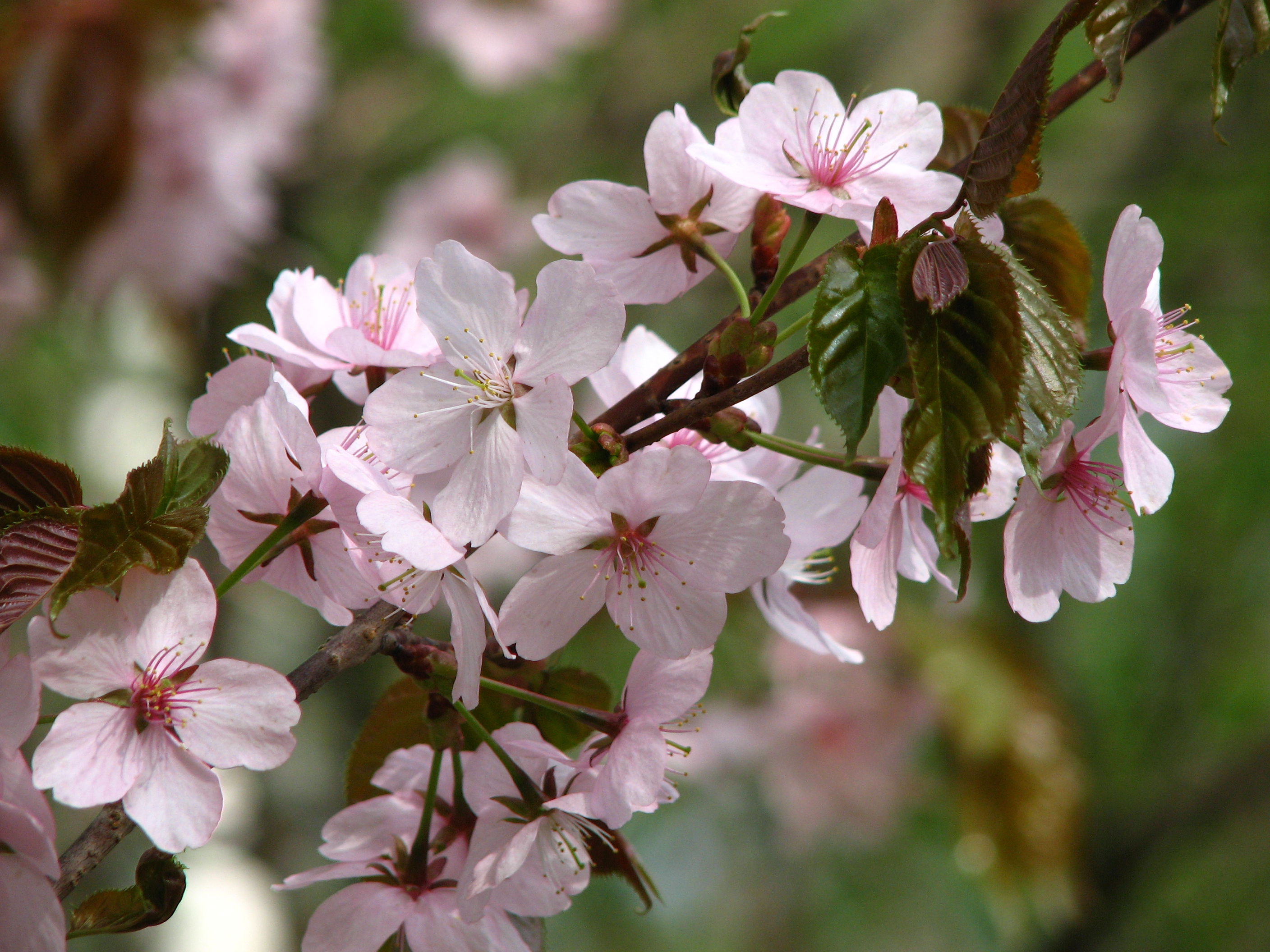
オオヤマザクラ
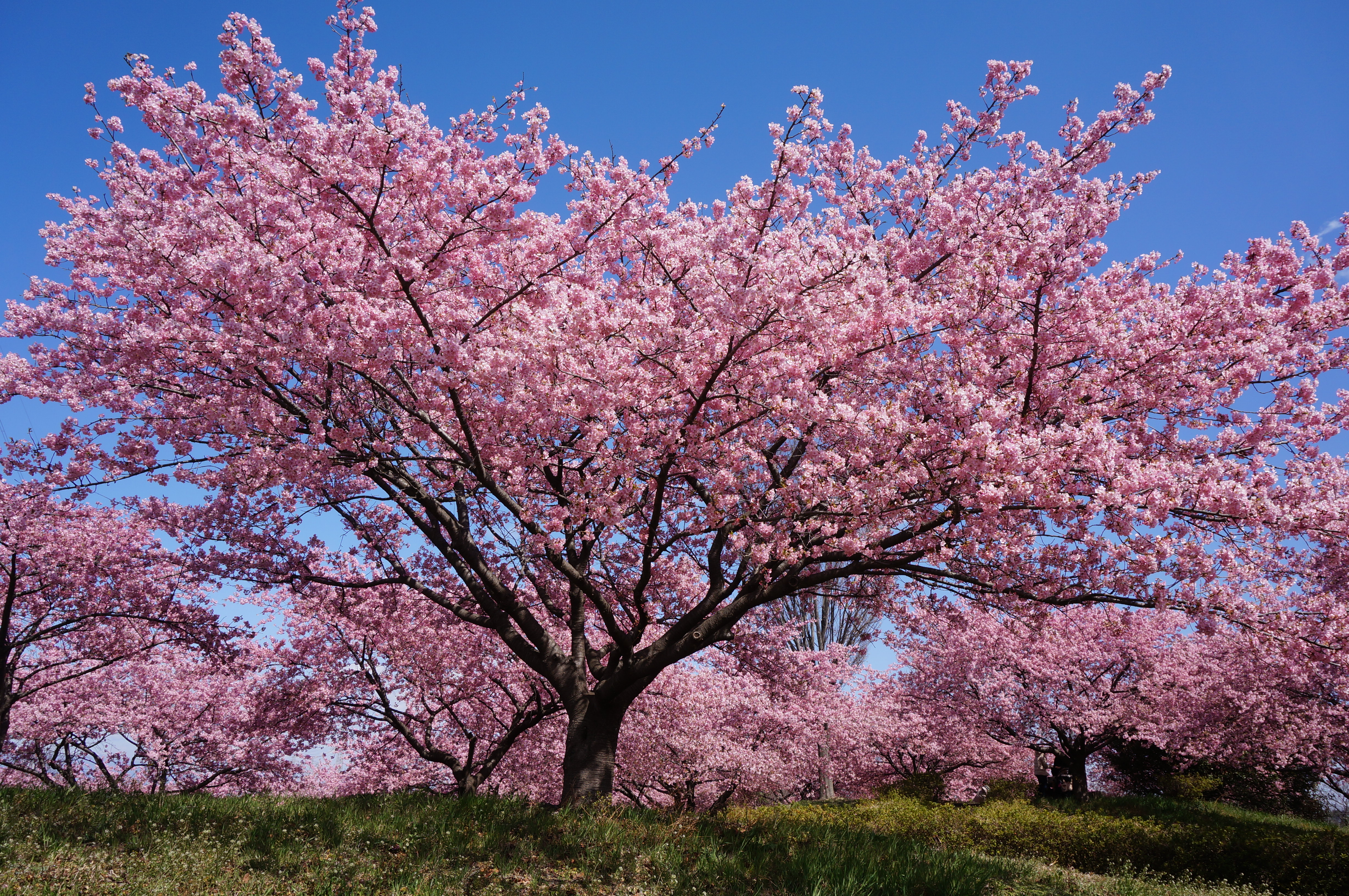
カワヅザクラ
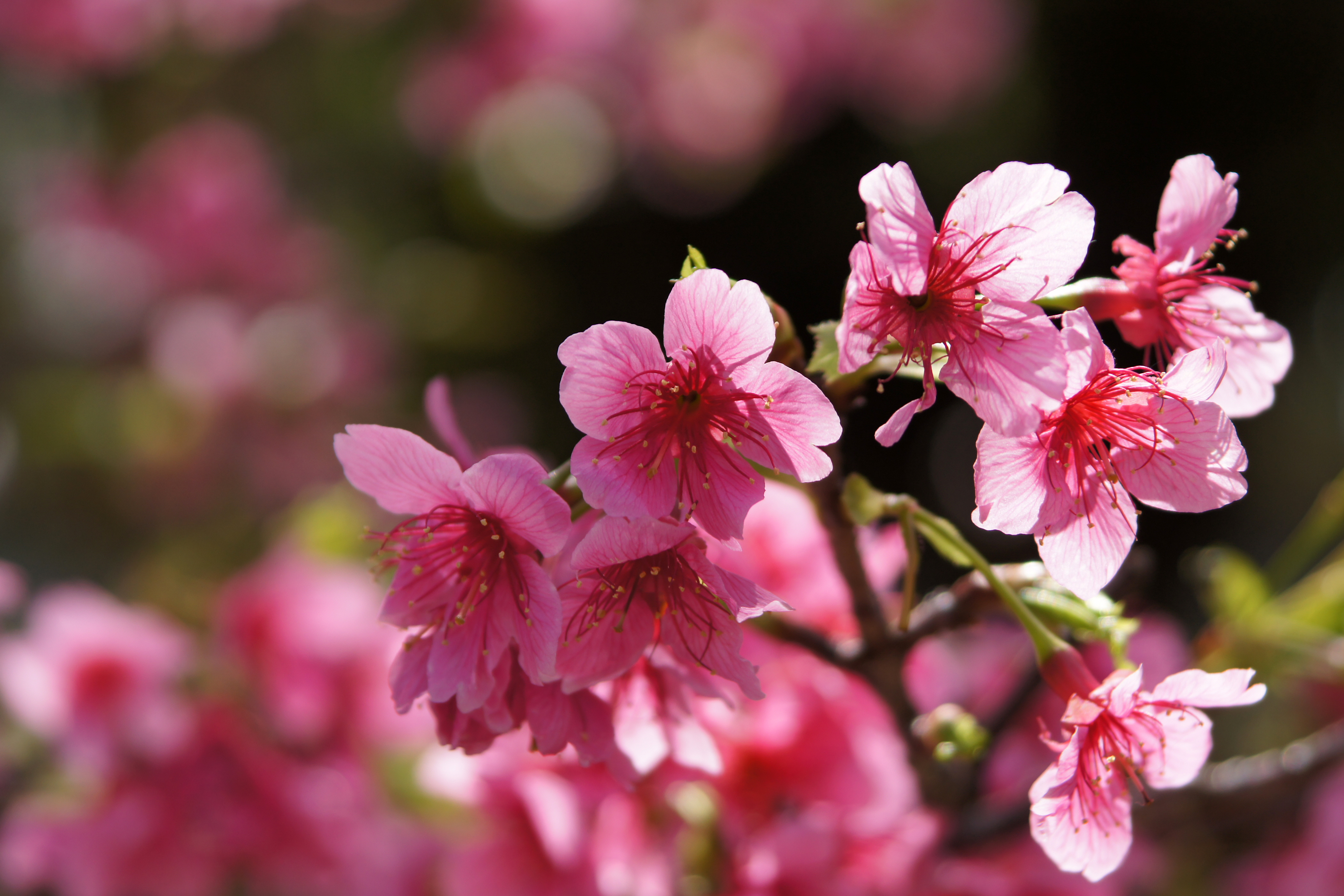
カンヒザクラ
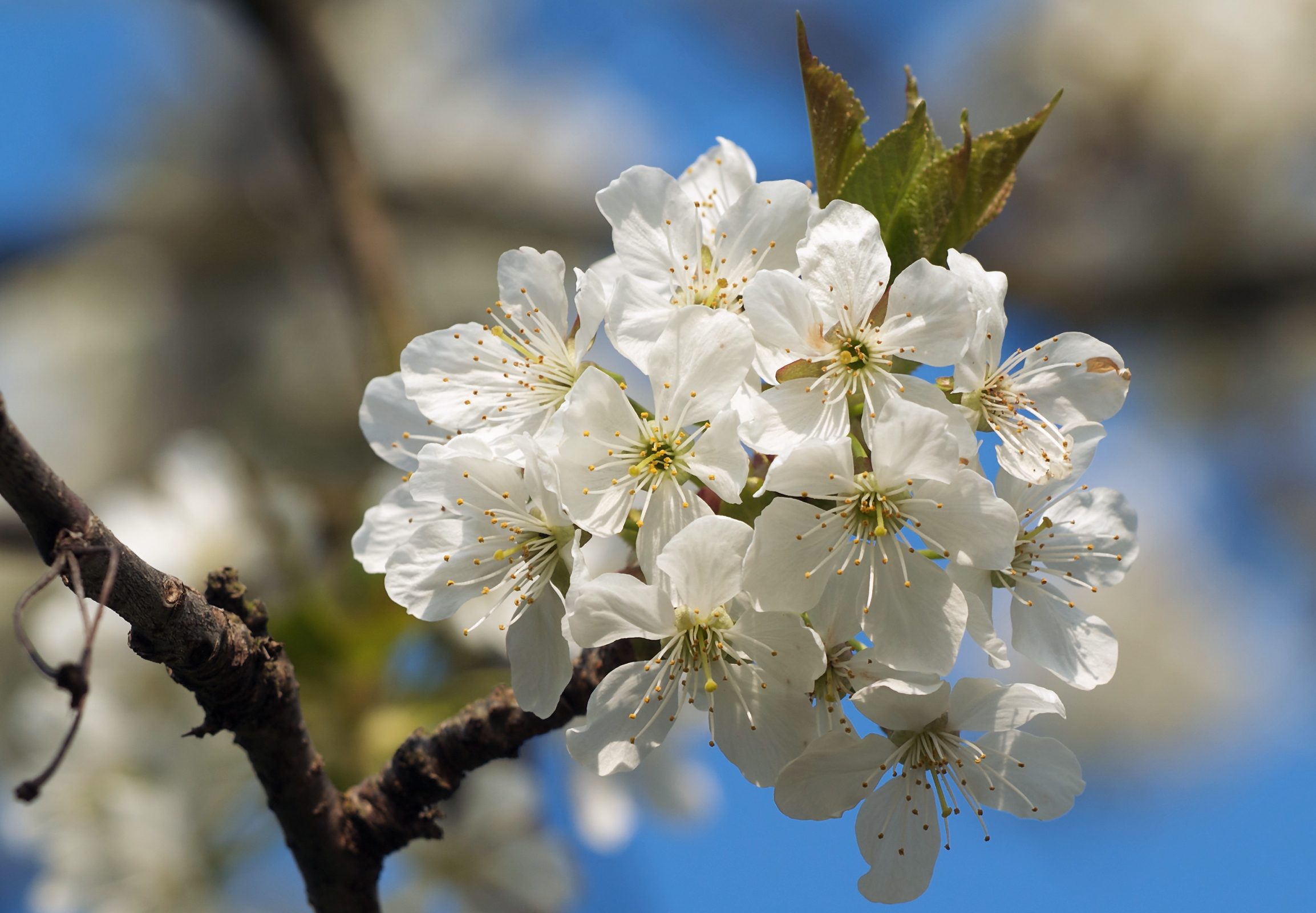
スミミザクラ
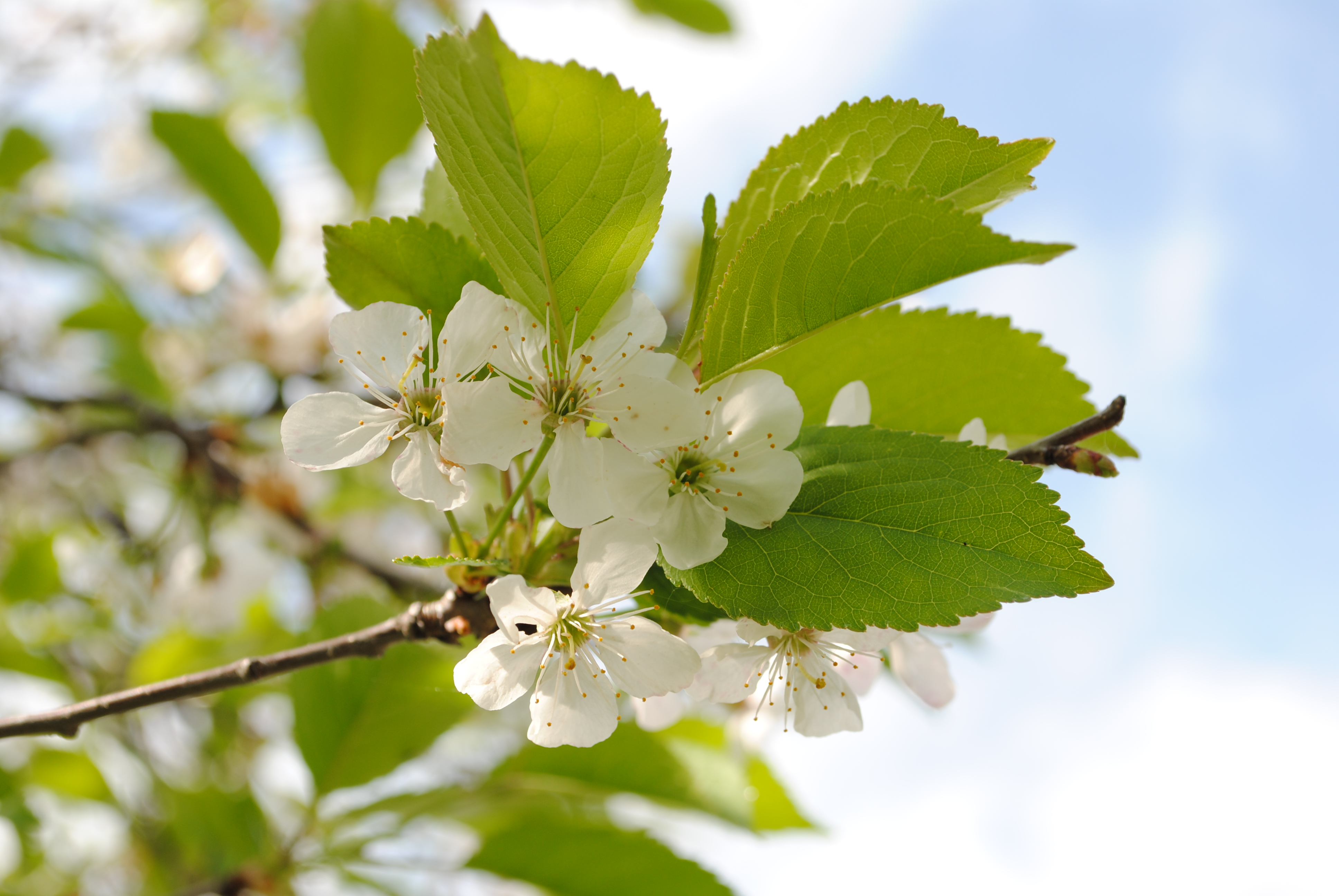
セイヨウミザクラ
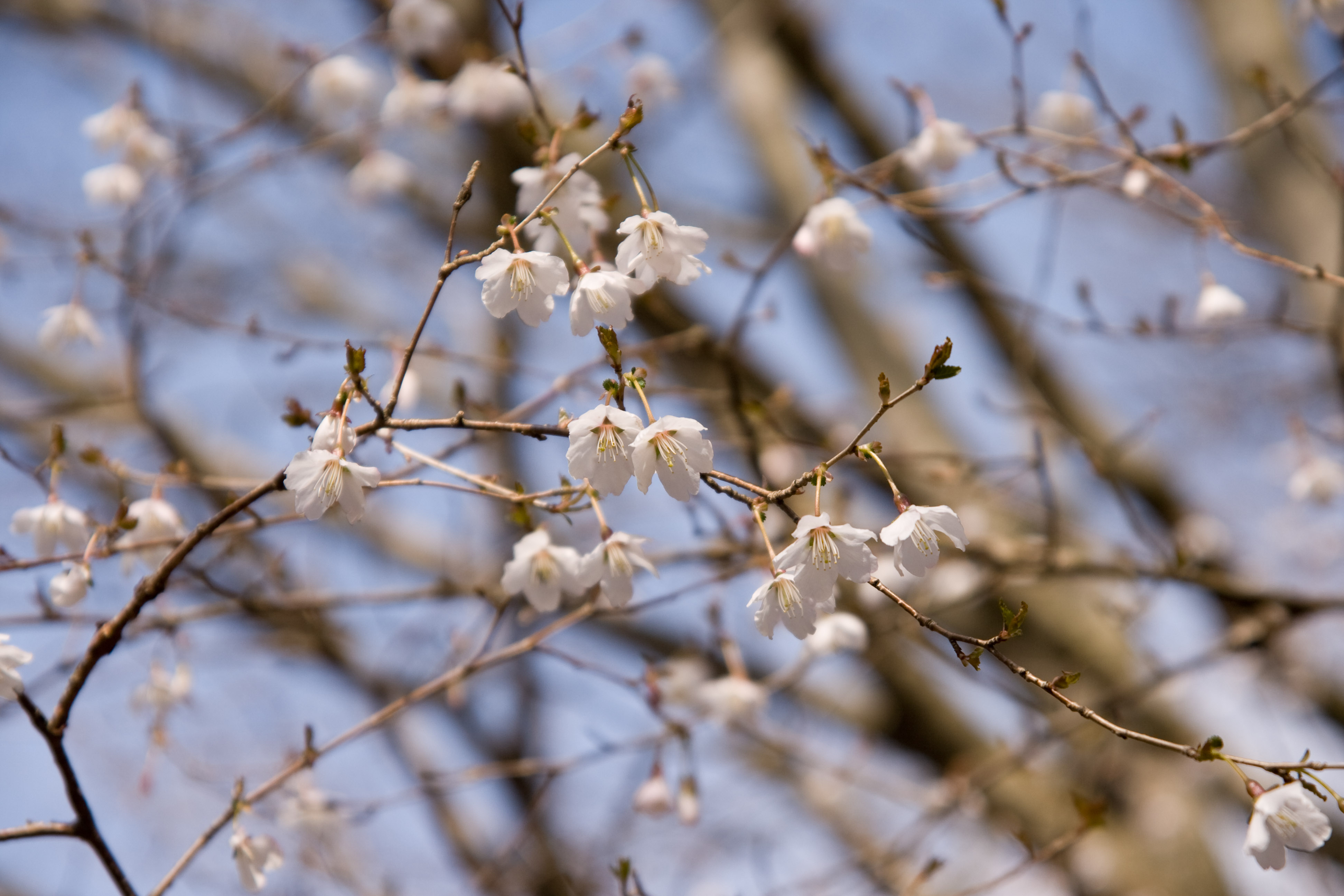
マメザクラ
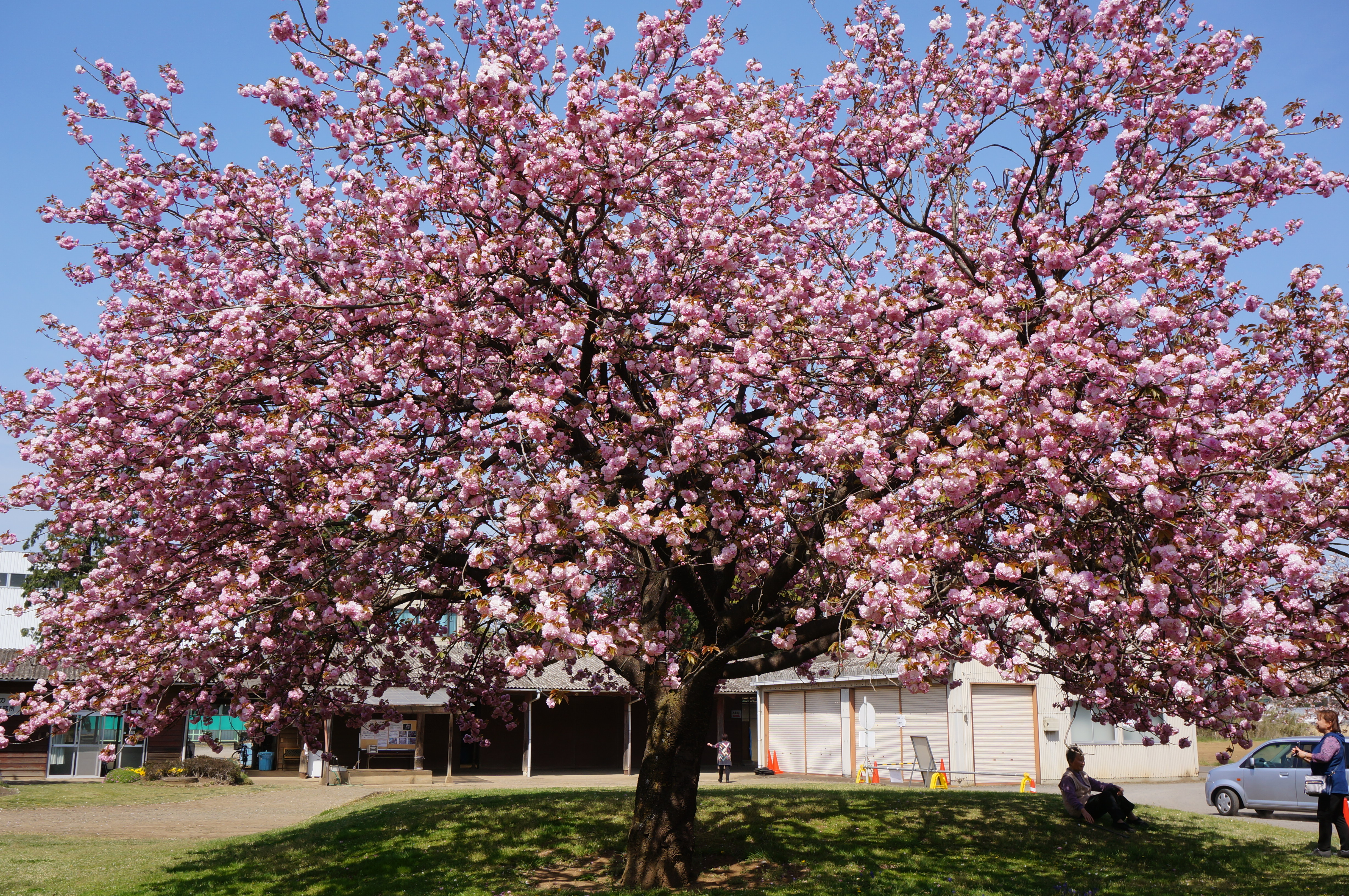
カンザン

## 関連語
桜関連:

小学校などで使用される評価印の印面。外枠はサクラの花弁を模している。

- 桜の散るさまを例えて花吹雪という。桜吹雪とも。
- うばざくら（姥桜、乳母桜）は、開花時に葉がないことから歯がないを暗喩した桜の通称。または桜には見頃があることから、年配でありながら艶めかしい女性を指す古語。春の季語。
- 「花は桜木（さくらぎ）」：もとは一休宗純の詠んだ歌の単語の一部。→一休宗純
- 電報などの文面で、桜の花は「合格」の意味である。「サクラサク」は合格を、「サクラチル」は不合格の意味に使われた。

樹木ではない「さくら」を含む語:
- 秋桜はコスモスのことを指す。桜に似た花の形からこう呼ばれる。
- 馬肉のことを桜肉という。
- 淡い紅色を「桜色（さくらいろ）」という。
  - サクラエビ、サクラマスなど、体色の赤いものに「サクラ」の語を当てる。
- 和文通話表では、「さ」を送る際に「桜のサ」という。
- 店でのサクラは客寄せのための店が仕込んだ偽の客のことを指す。心理学実験でも使われることがある。

### スポーツ
- 「セレッソ大阪-CEREZO OSAKA-」は日本プロサッカーリーグ（Jリーグ）に加盟するプロサッカークラブ。セレッソとはスペイン語でサクラ（大阪市の市木）の意。
- ラグビー日本代表は、エンブレムにサクラを用いていることから、海外では「Cherry Blossoms」「Brave Blossoms」と呼ばれる。
- 桜花賞

### 地名・人名
桜井、桜田、桜川、桜町、桜坂など、「桜」の語を含む地名は多く見られる。これらの地名は桜の名所や土地に関する由来があるもののほか、瑞祥地名としても見られる。
人名にも桜の付くものは少なくない。桜が入った苗字の時もそうであるが、近年は女性の名前として『さくら』の語が使われることが多い。

### 音楽
- 『さくらさくら』- 日本古謡
- 『さくら(独唱)』- 森山直太朗
- 『チェリーブラッサム』 - 松田聖子
- 『桜坂』- 福山雅治
- 『SAKURAドロップス』- 宇多田ヒカル
- 『桜』- 河口恭吾
- 『さくらんぼ』- 大塚愛
- 『さくら』- ケツメイシ
- 『桜』 - コブクロ
- 『桜色舞うころ』- 中島 美嘉
- 『桜の花びらたち』 - AKB48
- 『SAKURA』- いきものがかり
- 『サクラビト』 - Every Little Thing
- 『千本桜』- 黒うさP
- 『桜月』- 櫻坂46
- 『サクラキミワタシ』-  tuki.

### その他
- 花札では3月の絵柄として、「桜に幕」、「桜に赤短」、カス2枚が描かれる。
- 日産・SAKURA（日産にはこの他、これを英語にした日産・チェリーもある）。
- さくら丸（船）。
- さくら（西日本旅客鉄道および九州旅客鉄道が山陽新幹線・九州新幹線の新大阪駅 - 鹿児島中央駅間で運行している特急列車の愛称である）。